# Berliner Schloss
Das Berliner Schloss ist ein Profanbau am Schloßplatz in Berlin-Mitte. Es war die Hauptresidenz der Kurfürsten von Brandenburg aus dem Haus Hohenzollern, die 1701 zu preußischen Königen und 1871 zu deutschen Kaisern aufstiegen. Das 1443 auf dem Schloßplatz in der Historischen Mitte von Berlin begonnene Gebäude wurde im Zweiten Weltkrieg schwer beschädigt und 1950 auf Beschluss der SED gesprengt. Von 2013 bis 2020 wurde es nach einem Beschluss des Deutschen Bundestags äußerlich größtenteils rekonstruiert. Der Neubau dient dem Humboldt Forum als Ausstellungs- und Veranstaltungsort.
Das Schloss wurde im Auftrag Friedrichs I. unter der Leitung von Andreas Schlüter in den Jahren 1698–1713 umgebaut und galt als ein Hauptwerk des europäischen Barocks. Es war ein zentrales und eines der größten Bauwerke Berlins. Als Fluchtpunkt mehrerer Blick- und Straßenachsen prägte es mit seinen Fassaden, seinen Ausmaßen und seiner im 19. Jahrhundert hinzugefügten, 70 Meter hohen Kuppel seit je das Stadtbild. Nach der Ausrufung der Republik im Jahr 1918 wurde das Schloss als Sitz von Behörden, Kunst- und Wissenschaftseinrichtungen wie der Alexander-von-Humboldt-Stiftung genutzt. Am Ende des Zweiten Weltkriegs 1945 teilweise ausgebrannt, wurde es in der DDR 1950–1951 trotz internationaler Proteste gesprengt, um eine Fläche für einen Aufmarschplatz zu gewinnen, der später durch den Palast der Republik an der Spreeseite bebaut wurde.
Nach dem öffentlichen Engagement des Fördervereins Berliner Schloss um den Hamburger Kaufmann Wilhelm von Boddien und auf Beschluss des Deutschen Bundestags vom Juli 2002 erfolgte 2008 ein Architekturwettbewerb unter Beteiligung von 85 Arbeiten. Der vom Preisgericht prämierte Entwurf des italienischen Architekten Franco Stella sah den Wiederaufbau des Berliner Schlosses in Form einer originalgetreuen Rekonstruktion der barocken Fassaden, der Kuppel, der wesentlichen Teile des Schlüterhofs und von Teilen des Eosanderhofs vor. Anstelle der spreeseitigen Bauten aus dem Spätmittelalter und der Renaissance traten neue Baukörper in modernen Formen. Die Realisierung des Entwurfs erfolgte von 2013 bis 2020. Die rekonstruierten Elemente wurden fast vollständig durch private Spenden finanziert. Eine spätere Wiederherstellung des Großen Treppenhauses sowie der königlichen Paradekammern mit dem Schweizersaal, dem Rittersaal und der Bildergalerie wurde bewusst ermöglicht.
Das wiederaufgebaute Schloss ist Sitz des Humboldt Forums. Dieses präsentiert Sammlungen der Staatlichen Museen zu Berlin (Ethnologisches Museum sowie Museum für Asiatische Kunst), des Stadtmuseums Berlin und der Humboldt-Universität und soll zugleich als lebendige Begegnungsstätte von Menschen und Weltkulturen dienen. Damit knüpft das Humboldt-Forum auch an die Geschichte des Schlosses als Kultur- und Wissenschaftszentrum nach der Revolution von 1918 an. In der Weimarer Republik war das Schloss das meistbesuchte Museum Berlins.

## Baugeschichte

### Kurfürstenzeit (1443–1701)

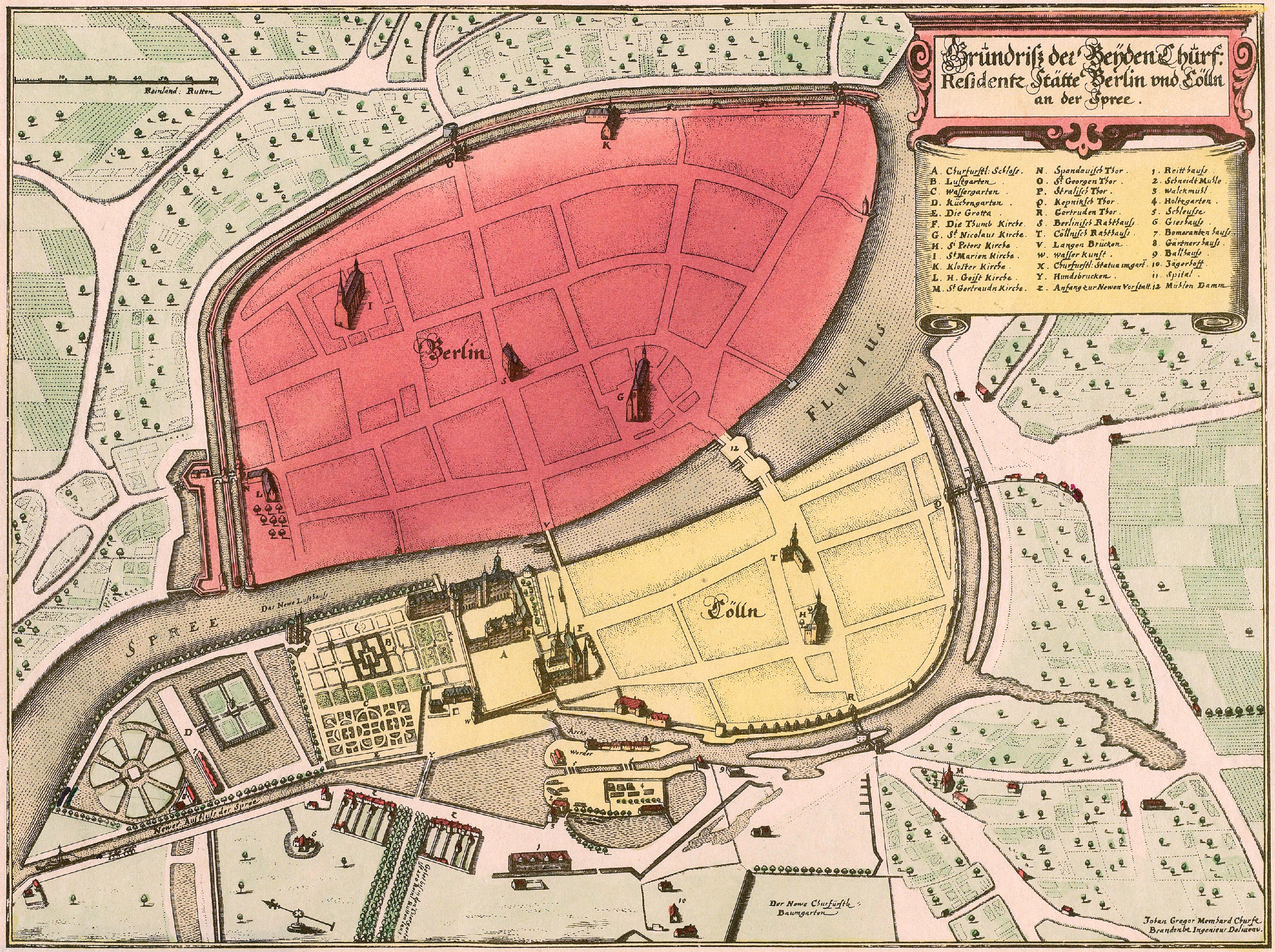
Berliner Schloss (Buchstabe A) auf dem Memhardtplan, 1652

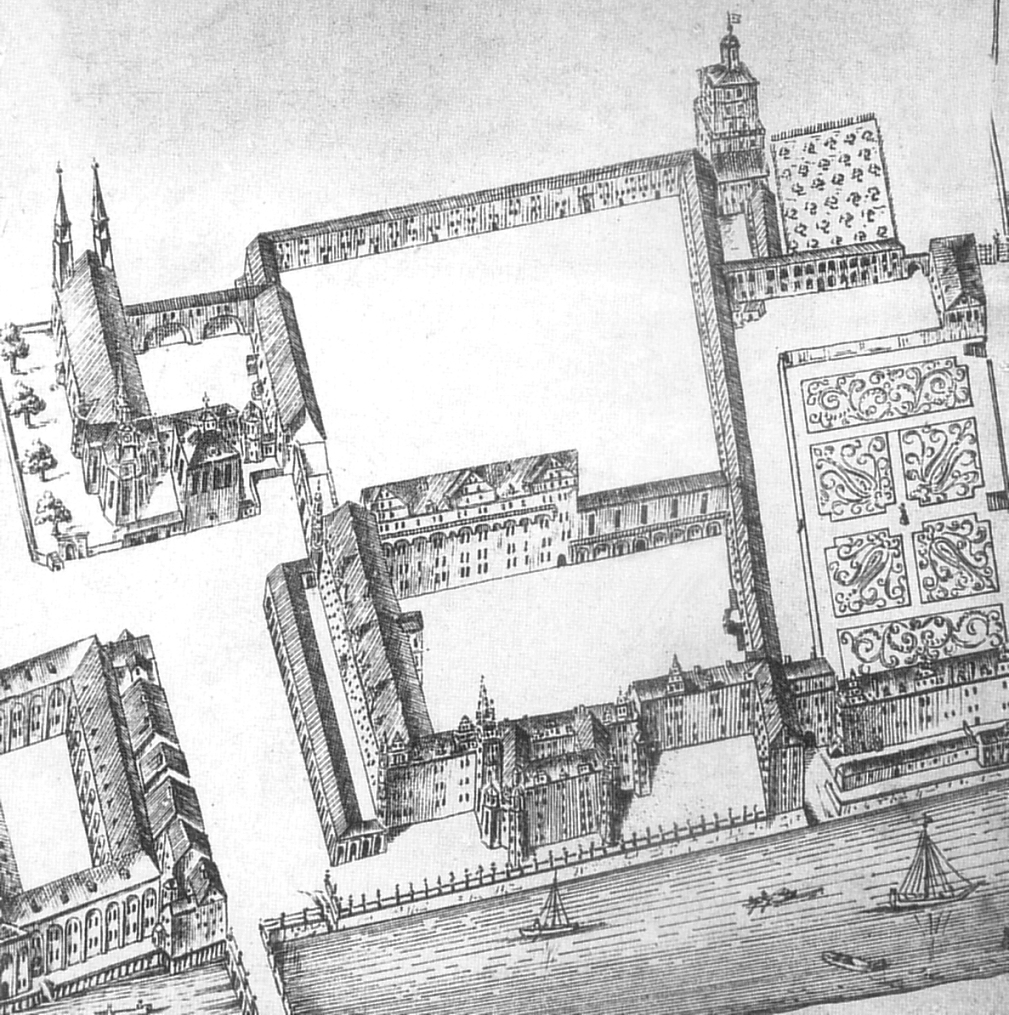
Berliner Schloss 1685

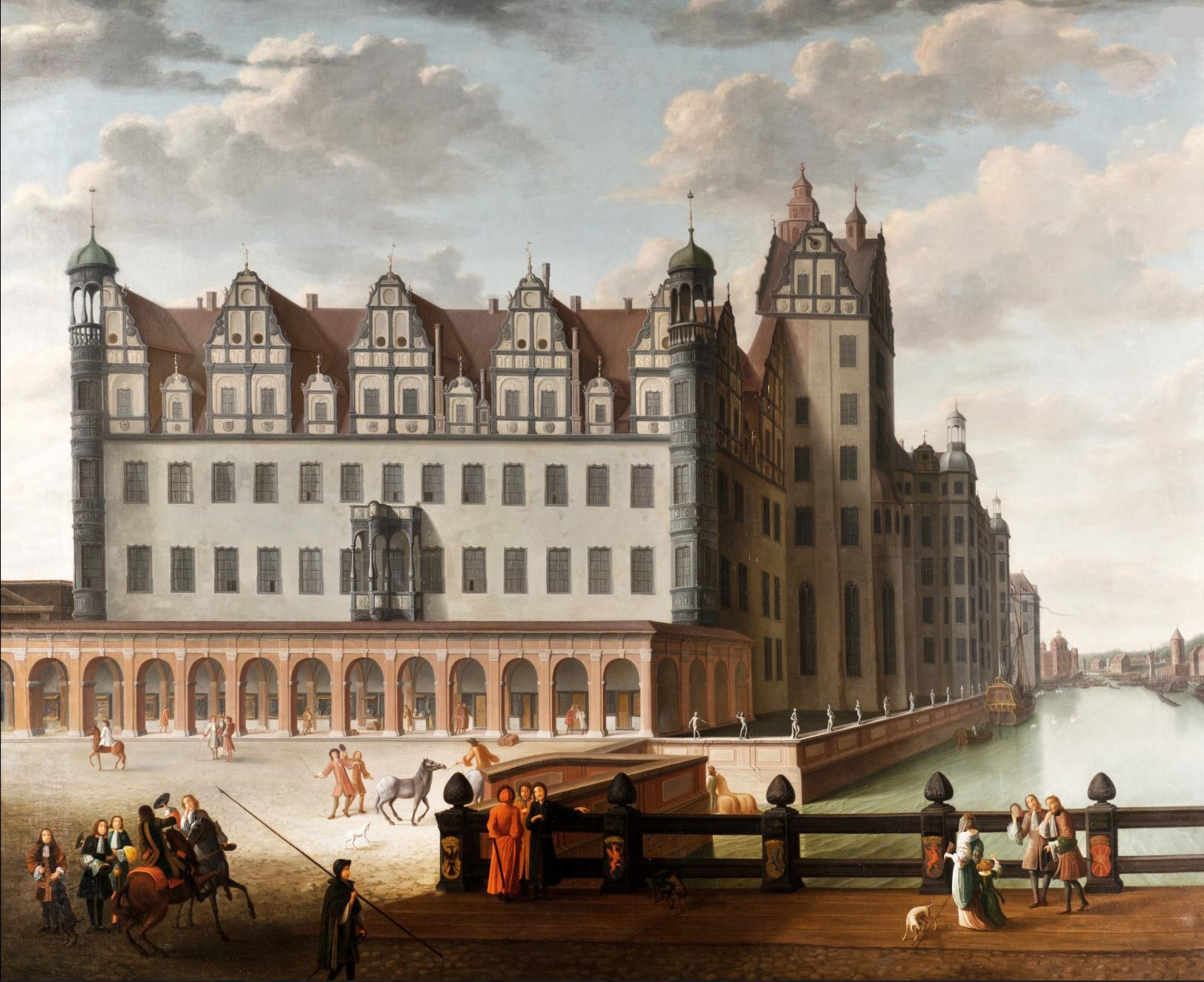
Renaissanceschloss der Kurfürstenzeit auf einem Gemälde von A. J. Begeyn, 1690

Kurfürst Friedrich II., genannt „Eisenzahn“, wählte im Gegensatz zu seinem Vorgänger Friedrich I., bei dem noch die altmärkische Burg Tangermünde sowie Brandenburg als Hauptorte eine Rolle spielten, die Doppelstadt Kölln und Berlin zu seiner Residenz und zum Sitz des Hofes, da sich diese Ansiedlung an der Spree zu einem wirtschaftlichen und teilweise bereits auch politischen Zentrum der Mark Brandenburg entwickelt hatte. Zuvor hatten die brandenburgischen Markgrafen seit Mitte des 13. Jahrhunderts das Hohe Haus in der Klosterstraße für ihre Berliner Aufenthalte benutzt.
Friedrich II. legte am 31. Juli 1443 („wurde der Erste stein gelegt am newen Sloss zu Cöln“) den Grundstein für den ersten Schlossbau, der 1451 fertiggestellt war. Der Kurfürst setzte sich damit gegen heraufbeschworene Proteste der Ratsherren, den Berliner Unwillen, durch; die Doppelstadt büßte infolge ihrer Ablehnung des Schlossbaus politische und ökonomische Freiheiten ein. Wie weit allerdings die Einschränkungen für Kölln und Berlin wirklich gingen, ist umstritten, da alle Informationen hierüber aus einer einzigen Quelle, der etwa 60 Jahre später „in bestem Humanistenstil mit sichtlicher Glorifizierung der patrizischen Autonomie“ verfassten Wandalia des Chronisten Albertus Cran(t)zius stammen. Dieses an der Stelle des späteren Schlüterhofes und des Hofes III errichtete erste Schlossbauwerk hatte als kurfürstliche Residenz auch die Funktion einer Wehranlage, von der aus die auf der Spreeinsel kreuzenden Handelswege kontrolliert werden sollten. Das Aussehen des damaligen Schlosses ist unbekannt.
Das Schloss ist in mehreren zeitgenössischen Dokumenten ab 1431 benannt, im Codex diplomaticus Brandenburgensis allein zweimal: Zur Abgabe eines Gebiets in Berlin durch das Kloster Lehnin an den Kurfürsten im Jahr 1431 zum Schlossbau „in unser Stat zu Colen [Kölln] by der Mure gein dem Closter darselbst an der Sprewe [Spree] gelegen dar wir denn Nu unser Nuwe Sloß un wonunge meynen zu buwen […]“ und zur Grundsteinlegung für das Schloss: „Nach gots geburt Tausend virhundert unnd im dreyunndvirczigstenn Jarenn an Sand Peters abennd ad vincula zu vespertzeyt wurd der Erste stein gelegt am newnn Sloß zu Cöln, und tet mein gnediger Herre Marggrave Fridrich kurfürste etc. mit seiner eigenen handt […]“
Am 15. Dezember 1451 – anlässlich der Verleihung eines Burglehens – sprach der Kurfürst davon, dass er das Schloss „befestiget“ habe. Der Bau der Jahre 1443–1451 war eine befestigte Burg und Zitadelle gegen die Städte Berlin und Kölln mit wahrscheinlich allen zeittypischen Befestigungsanlagen einer Burg. Beim Schlossneubau ab 1537 wurde das zitadellenartige Burgschloss geschleift, um auf seinen Grundmauern ein unbefestigtes Wohnschloss zu errichten. Im Jahr 1465 wurde die Schlossanlage um die bedeutende spätgotische Erasmuskapelle ergänzt.
Kurfürst Joachim II. ließ im 16. Jahrhundert die spätmittelalterliche Anlage weitgehend abtragen und an ihrer Stelle einen Renaissancebau nach dem Vorbild des Schlosses in Torgau errichten. Dessen Architekt Konrad Krebs lieferte die Pläne, die sein Schüler Caspar Theiss verwirklichte. Der Neubau wurde mit der ersten Berliner Domkirche verbunden, die fortan als Schlosskirche diente. Sie war durch Umbauten aus einem schlichten Gotteshaus der Berliner Dominikaner hervorgegangen und stand unmittelbar südlich der kurfürstlichen Residenz, ungefähr an der heutigen Einmündung der Breiten Straße in den Schlossplatz.
Gegen Ende des 16. Jahrhunderts veranlasste Kurfürst Johann Georg durch den Hofbaumeister Rochus Graf zu Lynar den Bau des Westflügels und Hofabschluss sowie die nördlich anschließende, 1598 durch die Kurfürstin Katharina gestiftete und 1605 neu eingerichtete Hof-Apotheke – genannt auch „Schloßapotheke“ –, Kurfürst Friedrich Wilhelm, der Große Kurfürst, ließ das nach dem Dreißigjährigen Krieg ziemlich verfallene Schloss wieder herrichten. In der Spätzeit seiner Herrschaft entstanden bedeutende Innenräume wie die Kugelkammer oder die Braunschweigische Galerie. Letztere wurde in den durch Johann Arnold Nering ausgeführten Galerietrakt an der Spree eingebaut.

### Königszeit (1701–1871)

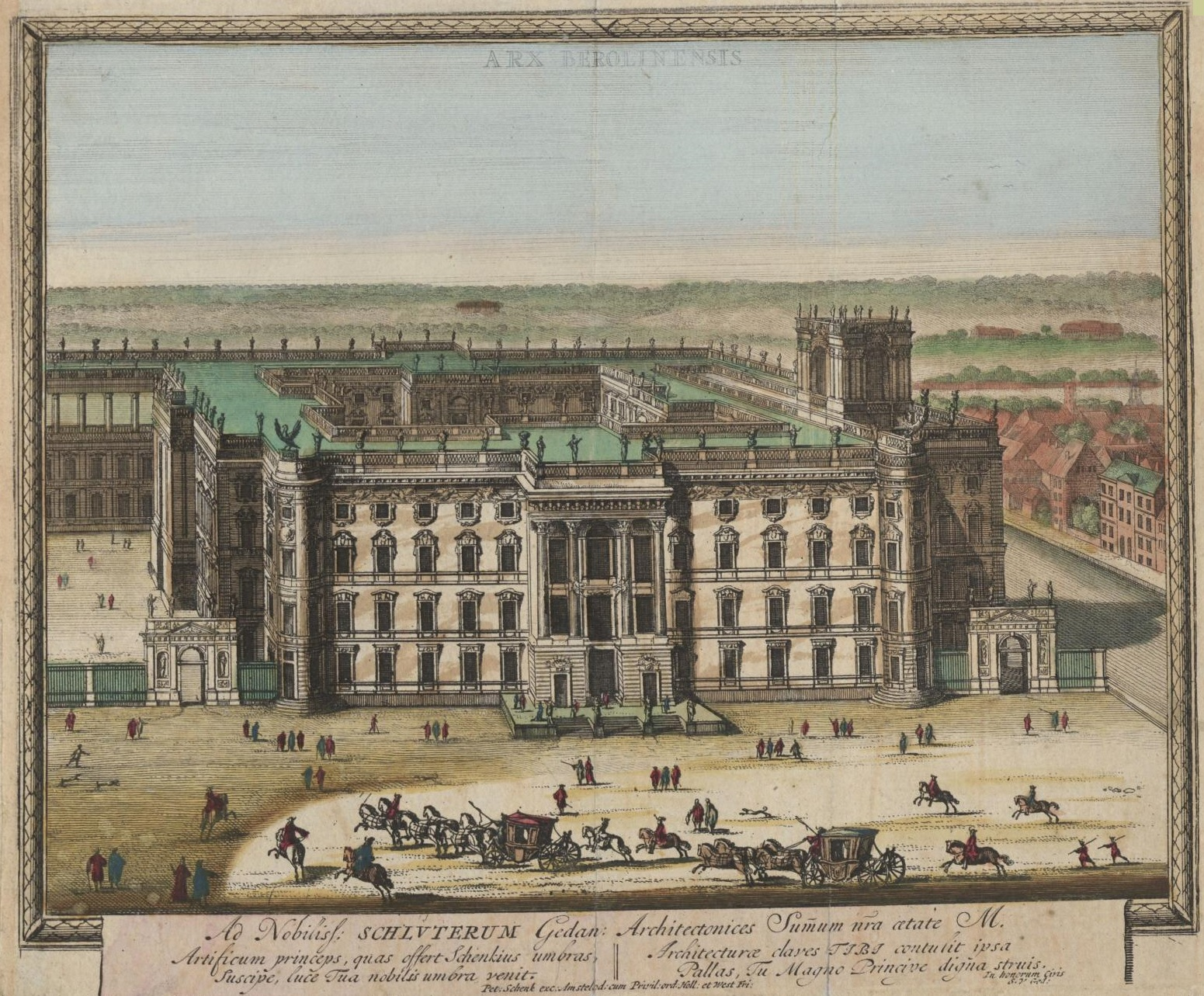
Südfassade des Barockschlosses der Königszeit auf einer Zeichnung von P. Schenk, 1702

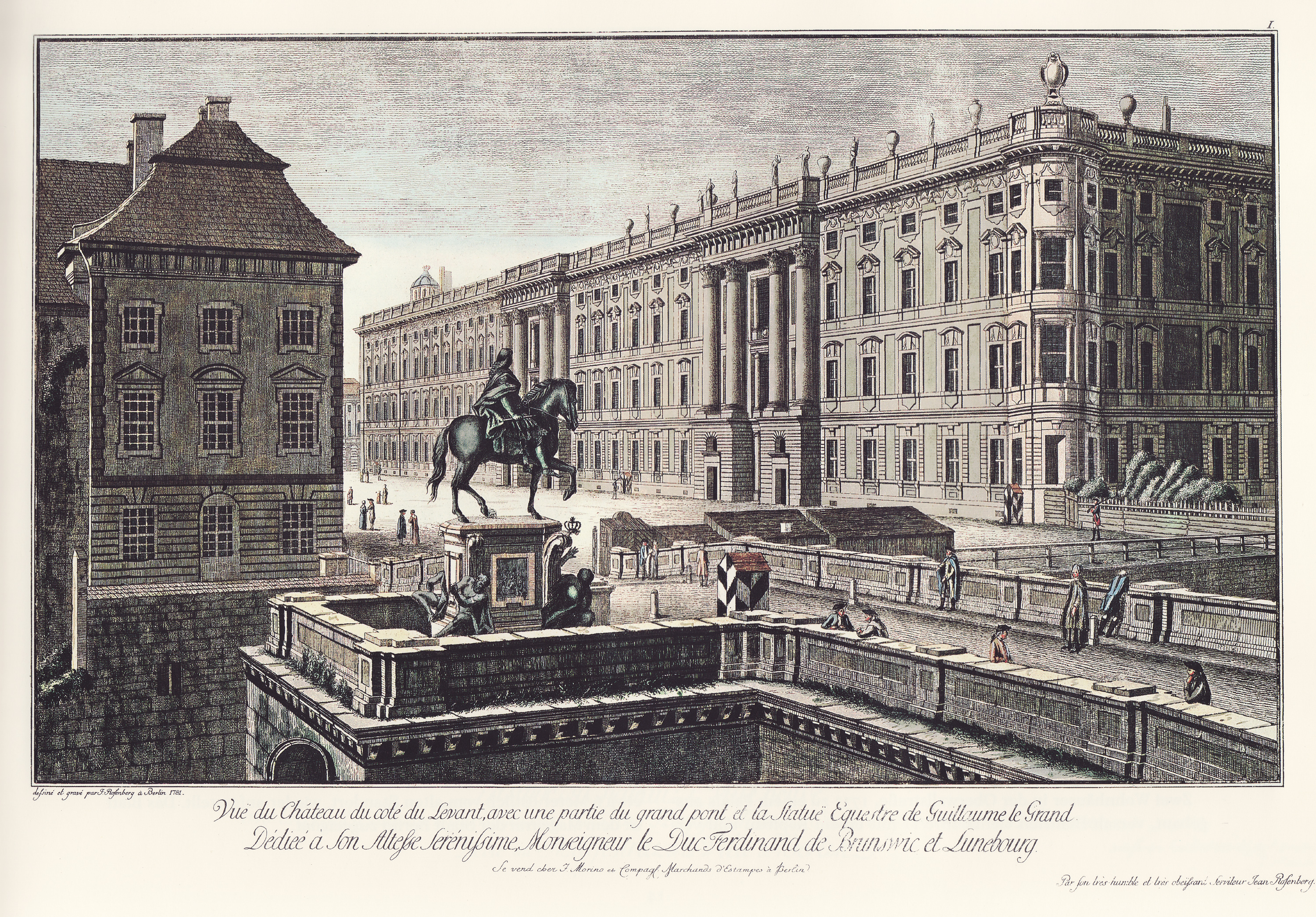
Nordfassade des Schlosses und Reiterstandbild des Großen Kurfürsten auf einem Stich von J. G. Rosenberg, 1781

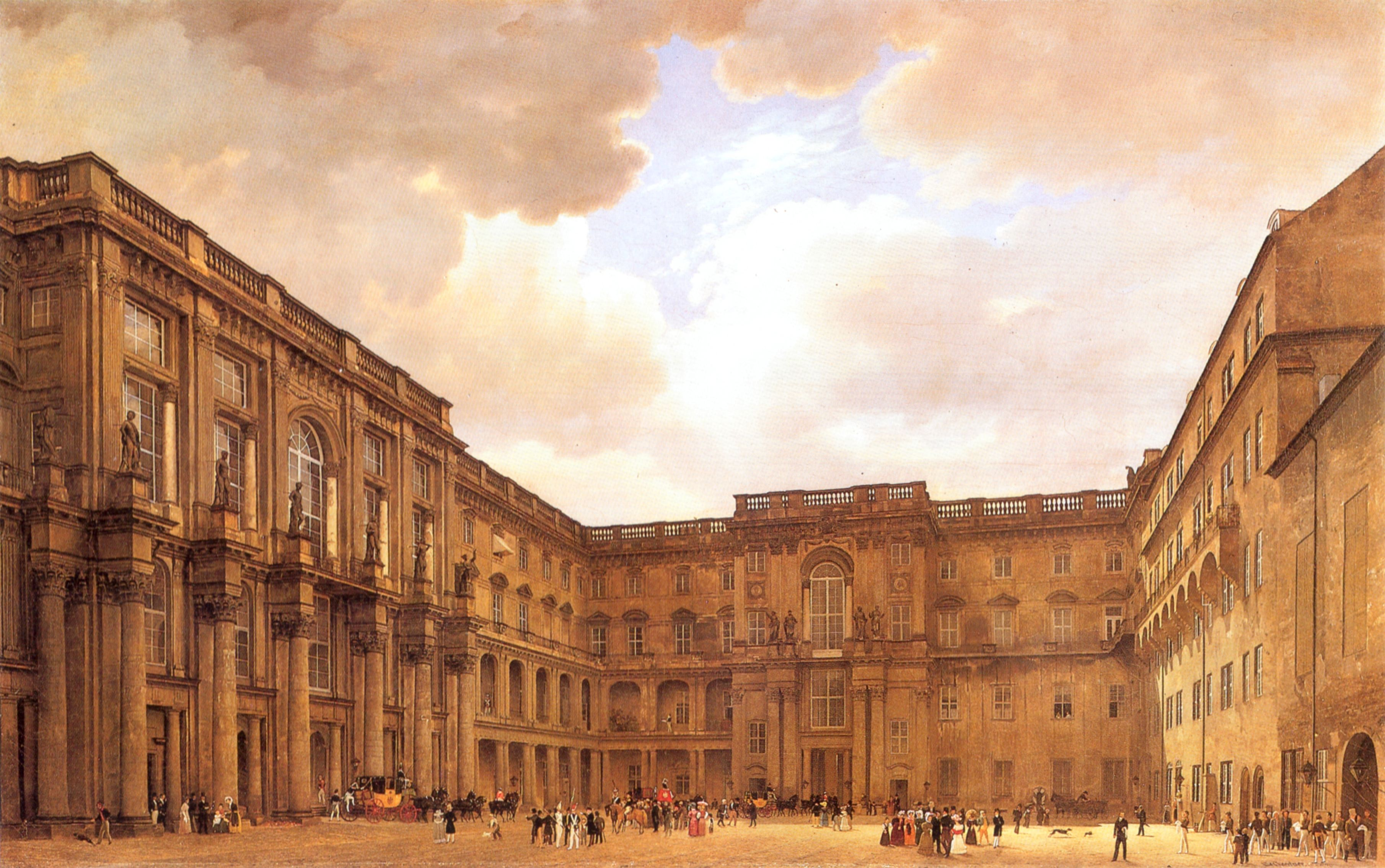
Barocker Schlüterhof, links das Große Portalrisalit, Ölgemälde von Eduard Gaertner, 1830

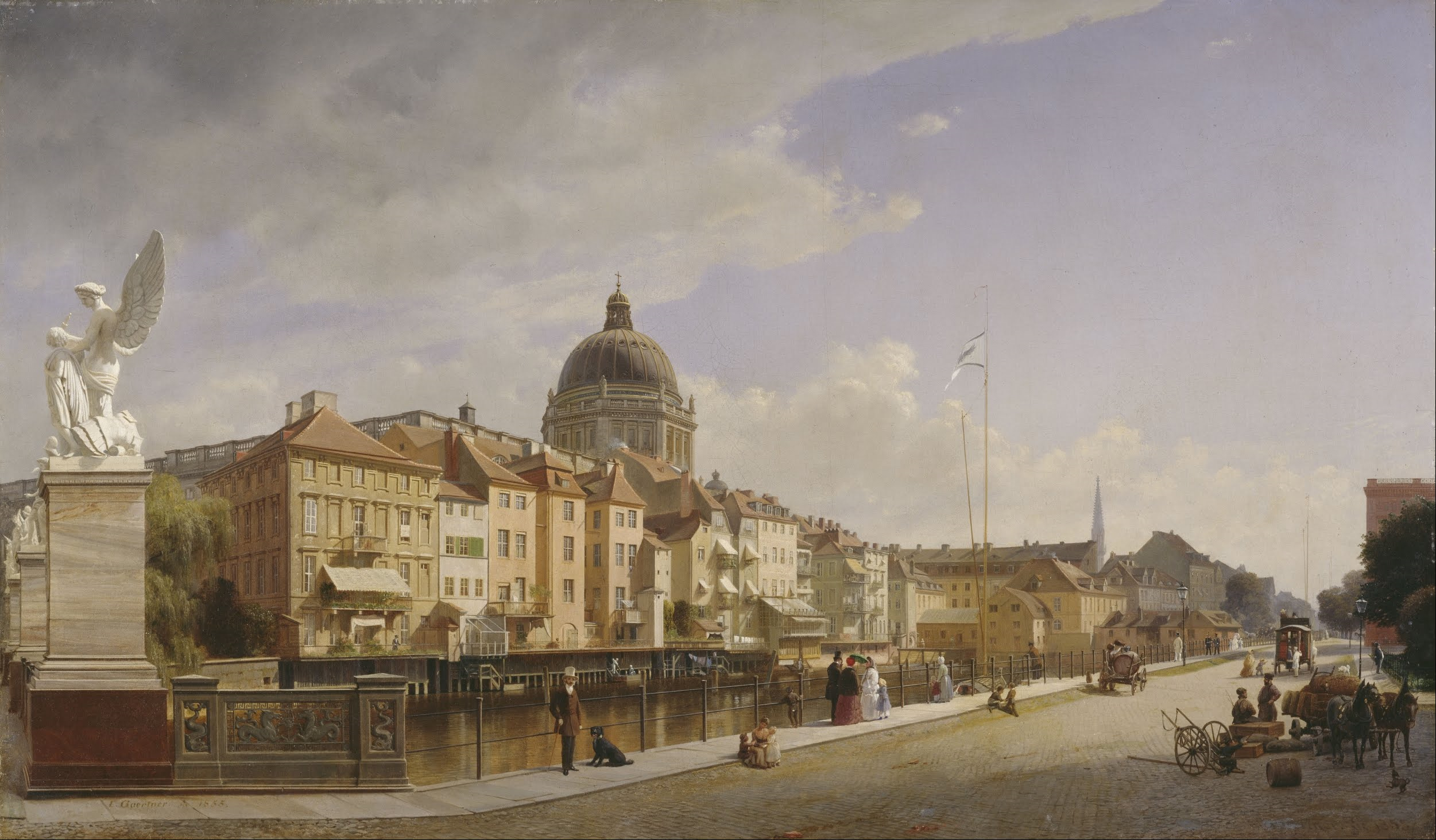
Ansicht der Rückseite der Häuser an der Schlossfreiheit, Gemälde von Eduard Gaertner, 1855

Unter Kurfürst Friedrich III. (ab 1701: König Friedrich I. in Preußen) kam es zum Ausbau des Schlosses zur Königsresidenz. Nach Arnold Nering und Martin Grünberg erhielt Andreas Schlüter 1699 die Stelle als Bauleiter am Zeughaus und wurde noch im gleichen Jahr zum Schlossbaumeister ernannt. Schlüter ließ das Schloss zu einem bedeutenden Profanbau des protestantischen Barocks umbauen. Sein Entwurf blieb eher konservativ, wurde vom alten Schloss bestimmt und war stark von Berninis Entwurf für den Louvre beeinflusst. Zu der von ihm beabsichtigten Vierflügelanlage kam es nicht. Unter Schlüter konnten nur die Flügel zum Lustgarten und zur Stadt sowie um den später nach ihm benannten Schlüterhof fertiggestellt werden. Vorbild der Gestaltung des Baus zum Schlossplatz war die Fassade des Palazzo Madama in Rom, die Schlüter um das monumentale Kolossalportal I ergänzte. Die Repräsentations- und Privaträume des Schlosses schmückte er bildhauerisch sowie durch Deckengemälde, unter anderem von Augustin Terwesten. Wegen seiner hauptsächlich von Andreas Schlüter geschaffenen Fassaden und Innenräume galt das Schloss als ein Hauptwerk des Barock.
Auf Wunsch des Königs sollte der Münzturm genannte Bau an der Nordwestecke des Schlosses, mit einem für 12.000 Gulden in den Niederlanden erworbenen Glockenspiel versehen, bis zu einer Höhe von 94 Meter aufgestockt werden. Dafür erwiesen sich aber die Fundamente des mittelalterlichen Baus als unzureichend, obwohl Schlüter mit damals neuartigen Eisenarmierungen sie zu verstärken versuchte. Schließlich musste der unfertige Turm aus statischen Gründen aufwendig abgetragen werden, und Schlüter wurde 1706 als Hofbaumeister abgelöst, blieb aber als Hofbildhauer im Amt. Schlüters Posten übernahm sein Konkurrent Johann Friedrich Eosander, der einen neuen Erweiterungsplan für das Schloss vorlegte. Der Plan konnte nur zum Teil ausgeführt werden, hauptsächlich rund um den späteren Eosanderhof und das Eosanderportal (Westportal).
Wegen seiner Verbindung mit Johann Sebastian Bach galt das Schloss auch als Bachort. Im Jahr 1719 lernte der Komponist hier den Markgrafen Christian Ludwig von Brandenburg kennen und widmete ihm die berühmten Brandenburgischen Konzerte, die wahrscheinlich 1721 im Schloss aufgeführt wurden.
Nach dem Tod Friedrichs I. brachte dessen Nachfolger Friedrich Wilhelm I. in einem programmatischen Akt das künstlerische Leben am Berliner Hof zum Erliegen. Er ließ das Schloss vom weniger bedeutenden Schüler Schlüters, Martin Heinrich Böhme, äußerlich in vereinfachter Form vollenden, die Repräsentationsräume aber, soweit damit begonnen worden war, prunkvoll ausstatten. Auf die Südostecke kam ein kleiner Kuppelturm für das Geläut der Schlosskapelle hinzu. Anfang des 18. Jahrhunderts war das im Auftrag von Friedrich I. geschaffene Bernsteinzimmer Bestandteil des Schlosses. Friedrich Wilhelm I. schenkte es 1716 dem russischen Zaren Peter dem Großen. Später wurde es im Katharinenpalast in Zarskoje Selo nahe Sankt Petersburg eingebaut.
Nach seiner Thronbesteigung im Jahr 1840 bezog Friedrich Wilhelm IV. eine Zimmerflucht im ersten Obergeschoss entlang der Spree und dem Lustgarten (Ost- und Nordseite). Sein Arbeitszimmer hatte er bereits als Kronprinz im Jahr 1826 in dem Chor und ehemaligen Gemeinderaum der spätgotischen Erasmuskapelle einrichten lassen. Die Bücher- und Zeichenschränke des Raumes wurden von Karl Friedrich Schinkel entworfen. Das mittelalterliche Schlingrippengewölbe, das Friedrich II. überbauen ließ, wurde unter Friedrich Wilhelm IV. wieder freigelegt. Einen Eindruck dieses Ambientes vermittelt das Porträt von Franz Krüger. Das Arbeitszimmer war der Raum im Berliner Schloss, in dem Friedrich Wilhelm IV. nicht nur die meiste Zeit verbrachte und Gäste empfing, sondern auch seine Regierungsgeschäfte führte und Bauprojekte plante.
Neben dem Arbeitszimmer spielten im Berliner Schloss vor allem drei Räume eine wichtige Rolle: das Sternzimmer als Festsaal, der anschließende Speisesaal und der 100 m² große Teesalon als Gesellschaftszimmer. Der Teesalon als ehemaliges Konzertzimmer Friedrichs II. wurde nach Plänen von Schinkel und Entwürfen Friedrich Wilhelms im Stil des Klassizismus umgestaltet. Der Raum war mit zwei dutzend Sesseln und Stühlen, zwei nach antiken Vorbildern nachempfundenen Klinen und einer Raum einnehmenden halbrunden Bank ausgestattet. Friedrich Wilhelm und seine Frau luden vor allem Gelehrte und Künstler zum ungezwungenen geistigen Austausch in diesen Raum ein. So soll hier der Naturforscher Alexander von Humboldt dem Kronprinzenpaar den ersten Band seines Werkes Kosmos vorgelesen haben.
Mit Ausnahme der zentralen, 70 m hohen Kuppel über dem Eosanderportal fanden im 19. und 20. Jahrhundert an der Fassade nur kleinere Änderungen statt. Der Architekt Friedrich August Stüler und sein Bauleiter Albert Dietrich Schadow errichteten in den Jahren 1845–1853 die Kuppel mit oktogonalem, pilastergeschmücktem Tambour. Der Entwurf dazu ging auf Friedrich Wilhelm IV. zurück; vor seiner endgültigen Realisierung wurde er von dem klassizistischen Baumeister Karl Friedrich Schinkel überarbeitet. Der von 24 gerade schließenden, hochrechteckigen Fenstern belichtete Kuppelbau beherbergte die Schlosskapelle, die im Januar 1854 geweiht wurde. Das Tambouroktogon war von einer Balustrade abgeschlossen, wobei acht Statuen die Eckpunkte des Oktogons akzentuierten. Hinter der Balustrade begann ein weiterer, eingezogener runder Tambourteil. Um diesen eingezogenen Tambourteil lief unterhalb des Kranzgesimses ein preußischblaues Schriftband mit dem Text: „Es ist in keinem anderen Heil, es ist auch kein anderer Name den Menschen gegeben, denn der Name Jesu, zu Ehren des Vaters, dass im Namen Jesu sich beugen sollen aller derer Knie, die im Himmel und auf Erden und unter der Erden sind.“ Der Text war eine Kombination zweier Bibelverse des Neuen Testaments (Apostelgeschichte 4,12 und Philipper 2,10–11) durch Friedrich Wilhelm IV. Die Kuppelkonstruktion mit einem metallenen Dachstuhl war durch Wulstrippen vertikal in 24 Felder und horizontal durch zwei Reihen von Okuli gegliedert. An ihrem höchsten Punkt wurde sie von einer Laterne bekrönt: Acht Engel mit gespreizten Flügeln auf einer runden Balustergalerie trugen eine offene Kuppelkonstruktion aus acht Palmzweigen, oberhalb der sich ein Kreuz über einem Kugelknauf zentral erhob.
Auf der Nordseite am Lustgarten wurde 1844–1846 die Schlossterrasse erbaut. Sie glich den Höhenunterschied des Geländes aus und schirmte das Schloss vom Straßenverkehr ab. Die Terrasse bestand aus einem kürzeren Ostteil, der von Portal V bis Portal IV reichte, und einem längeren Westteil, der sich von Portal IV bis zur Ecke Schloßfreiheit erstreckte. In der Terrassenmitte verlief ein sechs Meter breiter Pflasterweg, den zwei je sechs Meter breite Rasenflächen mit Pflanzen und Blumen säumten. Auf der Balustrade wurden 1846 vor Portal IV die Rossebändiger und an der Ecke Schlossfreiheit die Adlersäule aufgestellt. Die Rossebändiger waren Meisterwerke des in Sankt Petersburg tätigen deutsch-baltischen Bildhauers Peter Clodt von Jürgensburg. An der Adlersäule wirkte der berühmte französische Bildhauer Christophe Fratin mit. 1907 kamen auf der Balustrade noch die Oranierfürsten hinzu.

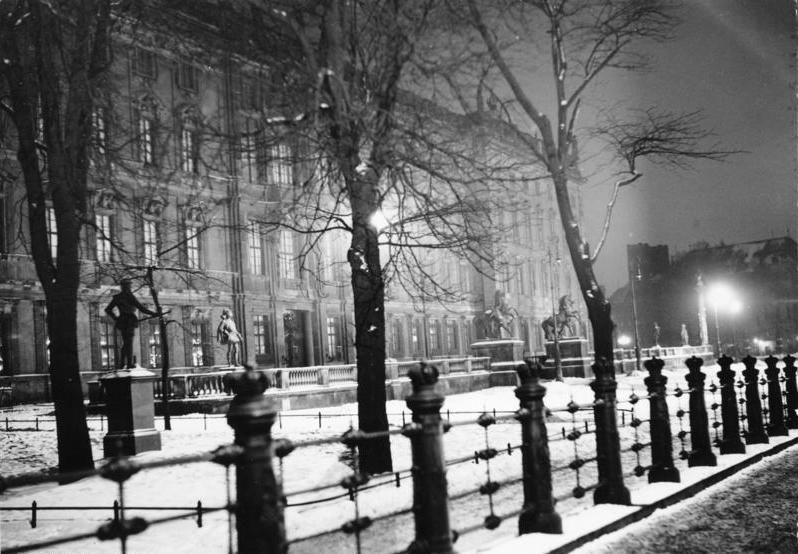
Schlossterrasse am Lustgarten
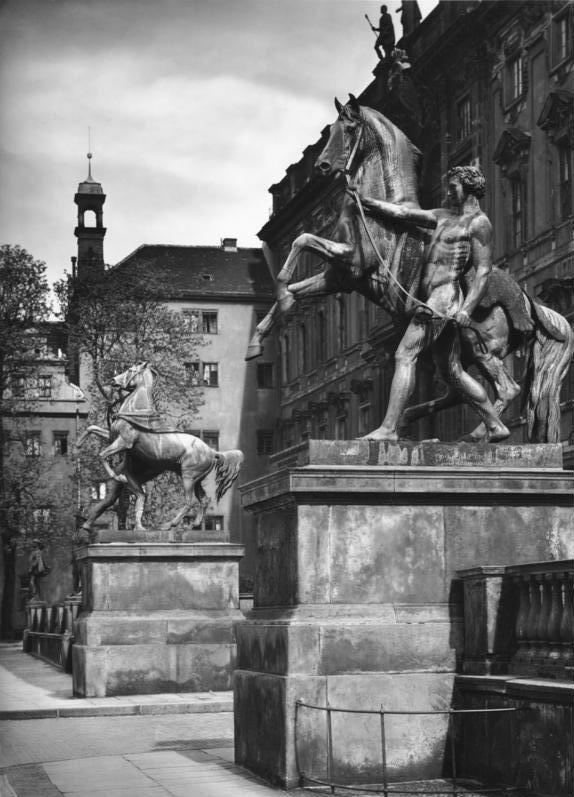
Rossebändiger auf der Schlossterrasse, 1933
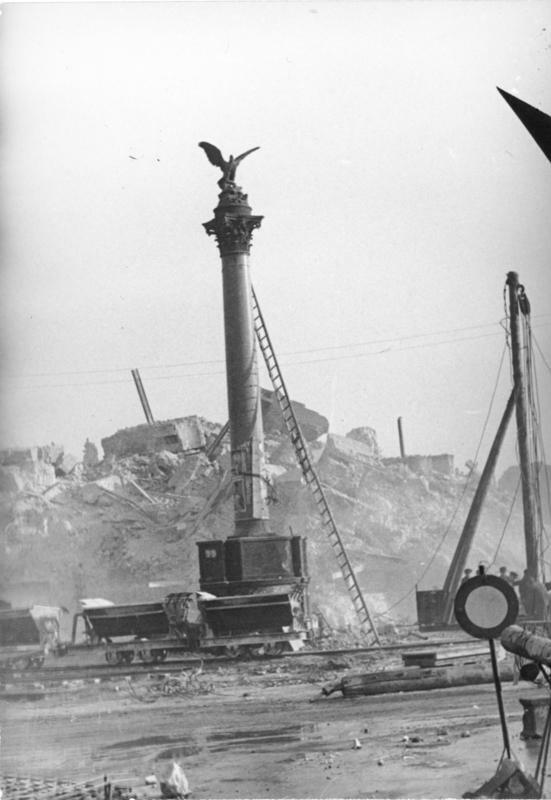
Adlersäule auf der Schlossterrasse, 1950
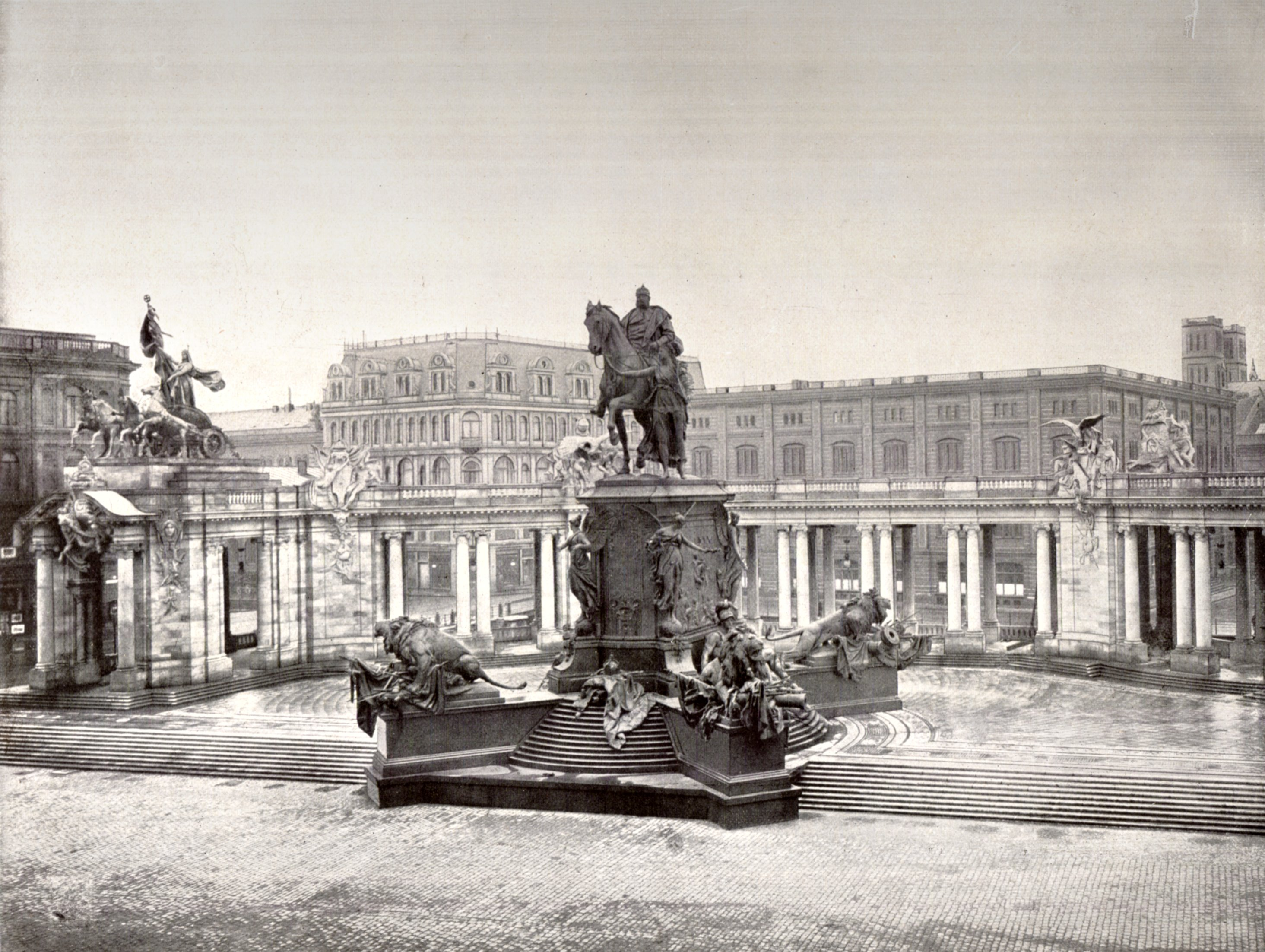
Kaiser-Wilhelm-Nationaldenkmal an der Schloßfreiheit, um 1900
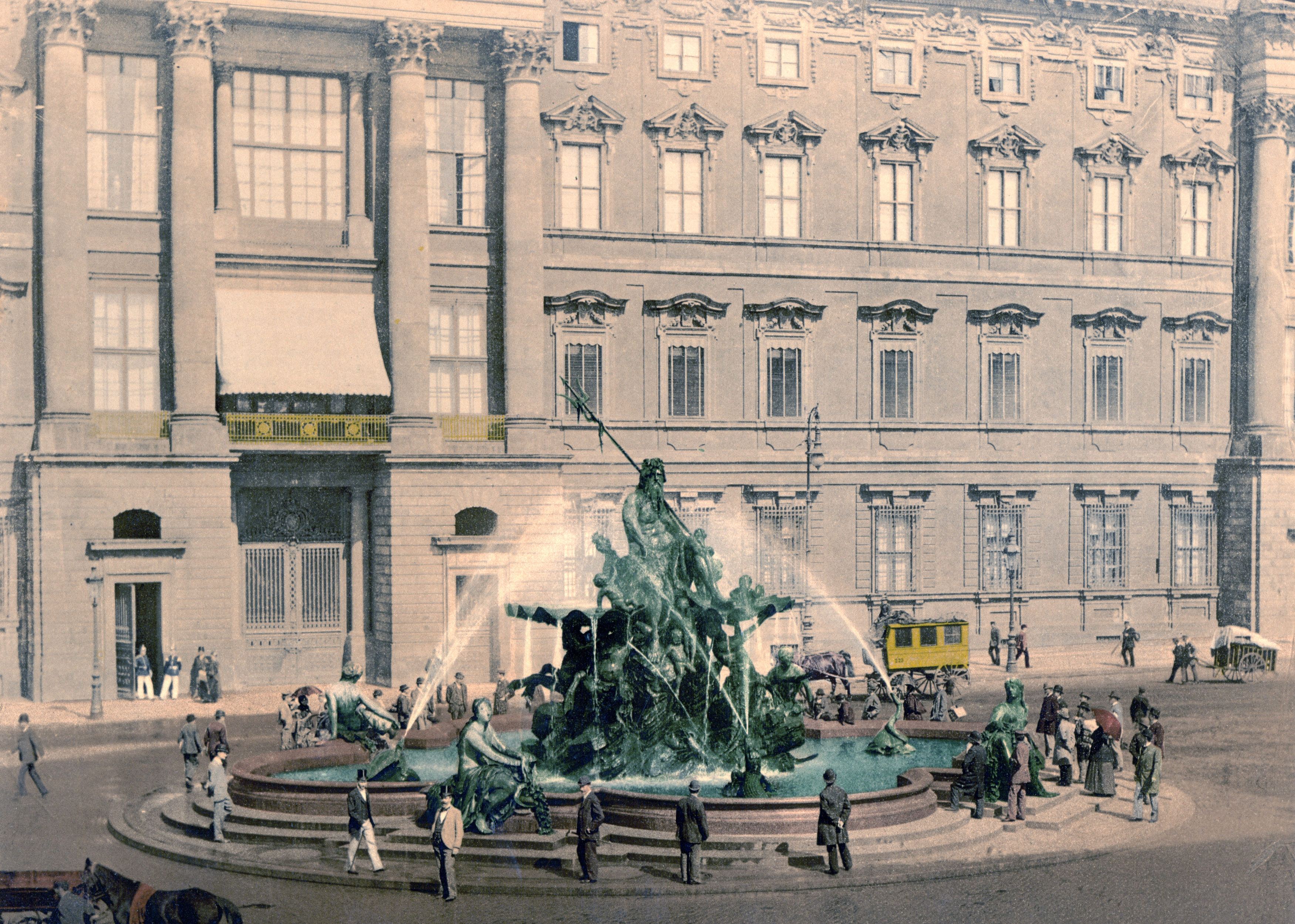
Schlossbrunnen auf dem Schloßplatz, um 1900
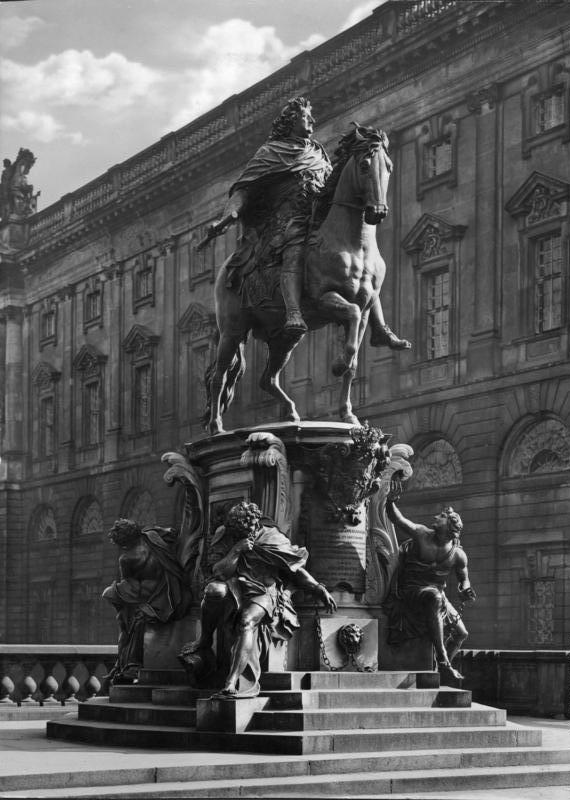
Reiterstandbild des Großen Kurfürsten auf der Kurfürstenbrücke, 1938

### Kaiserzeit (1871–1918)

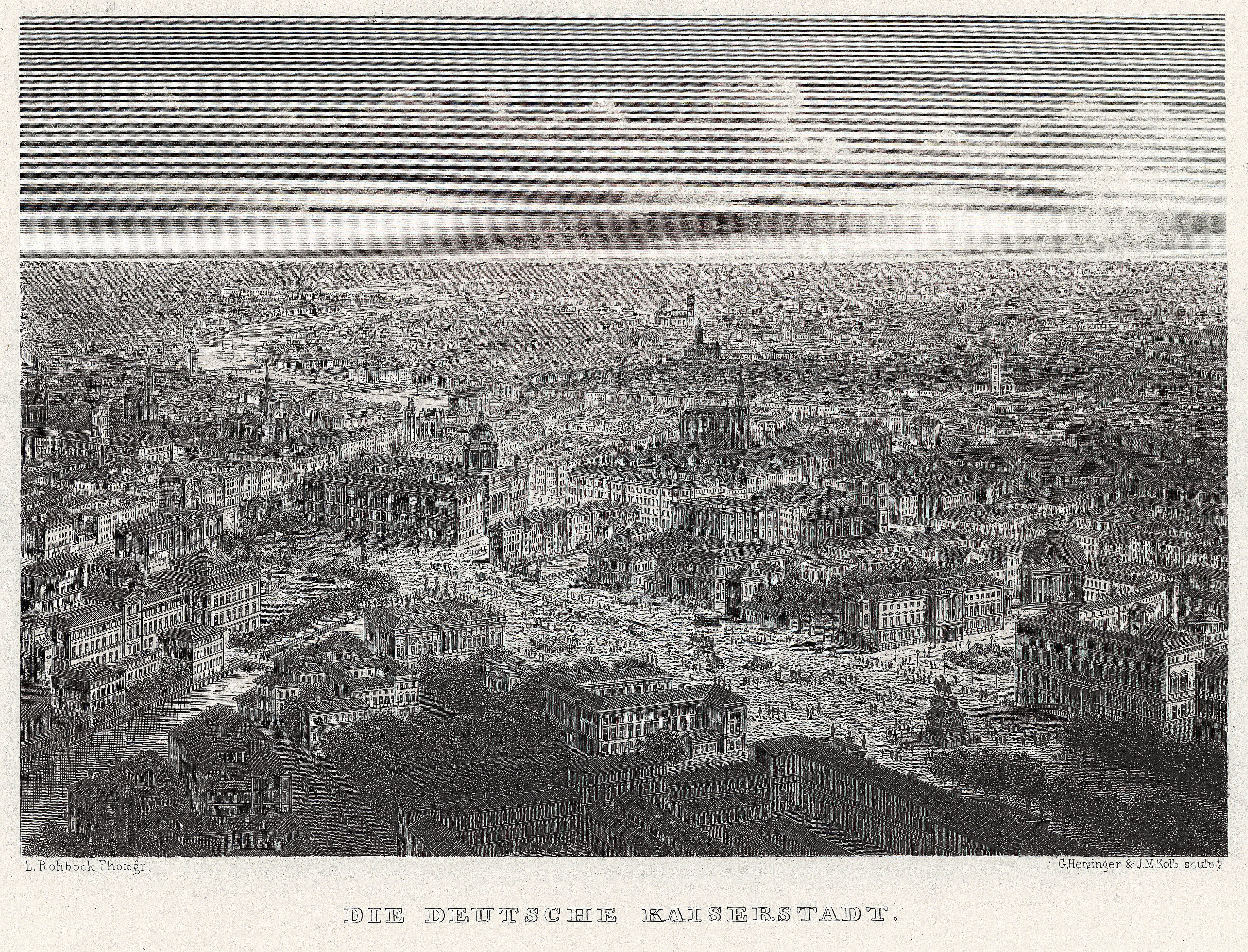
Stadtschloss aus der Vogelperspektive, ca. 1880

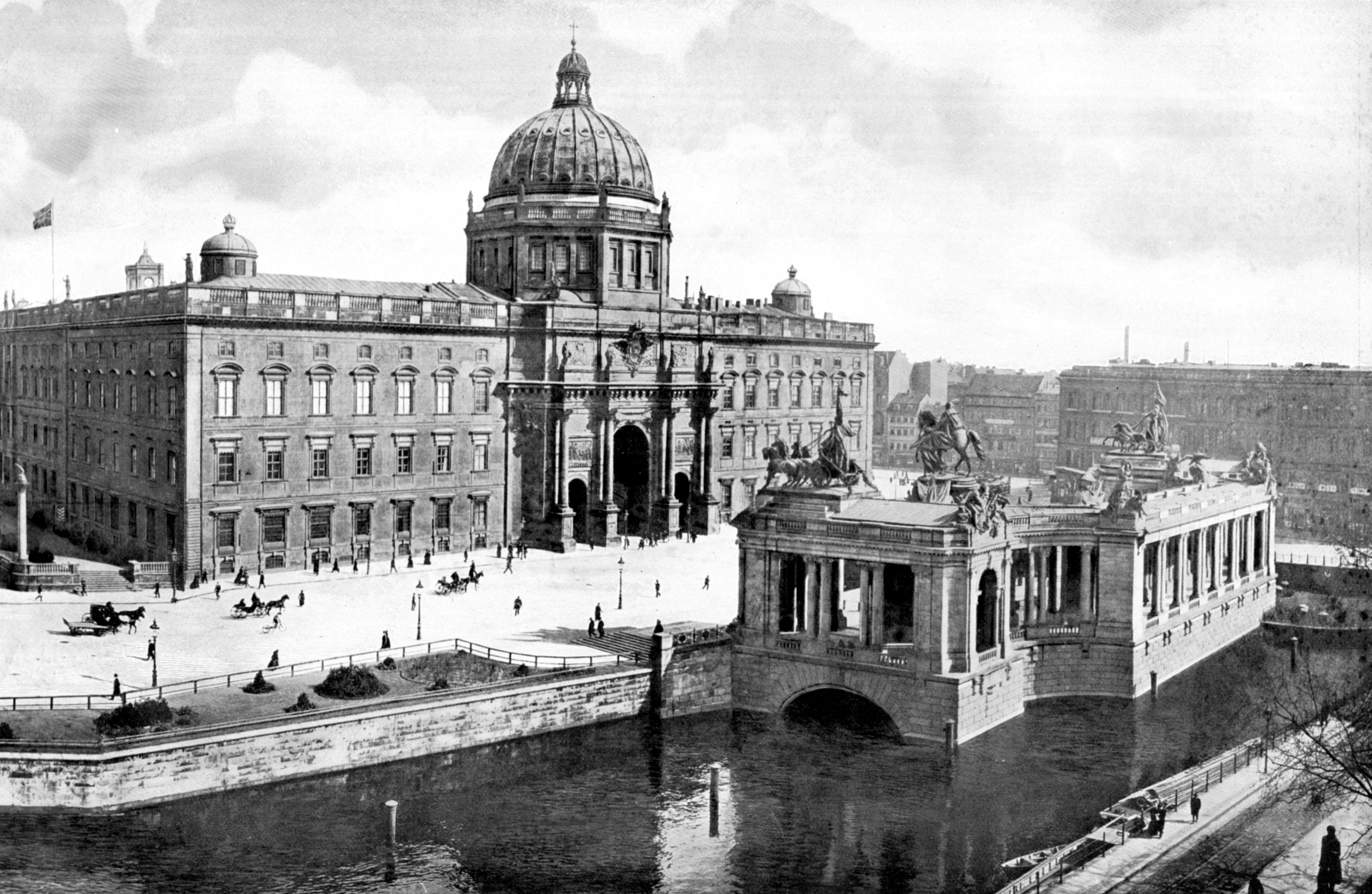
Westfassade des Schlosses und Kaiser-Wilhelm-Nationaldenkmal, um 1900

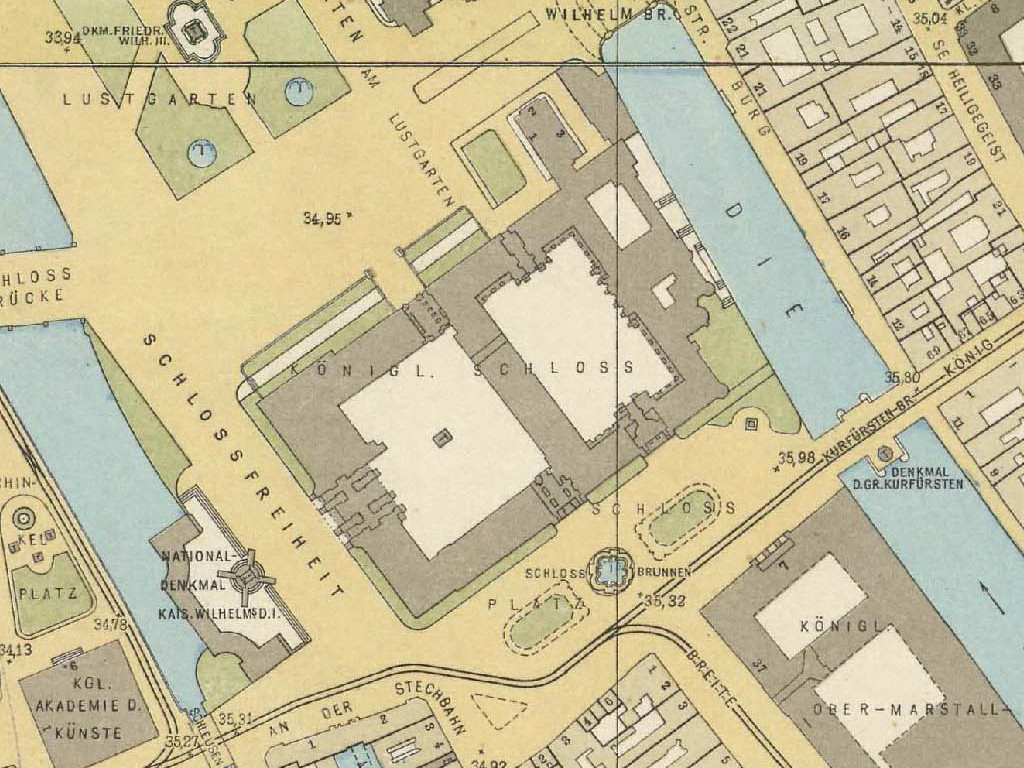
Schloss und Umgebung auf dem Straubeplan, 1910

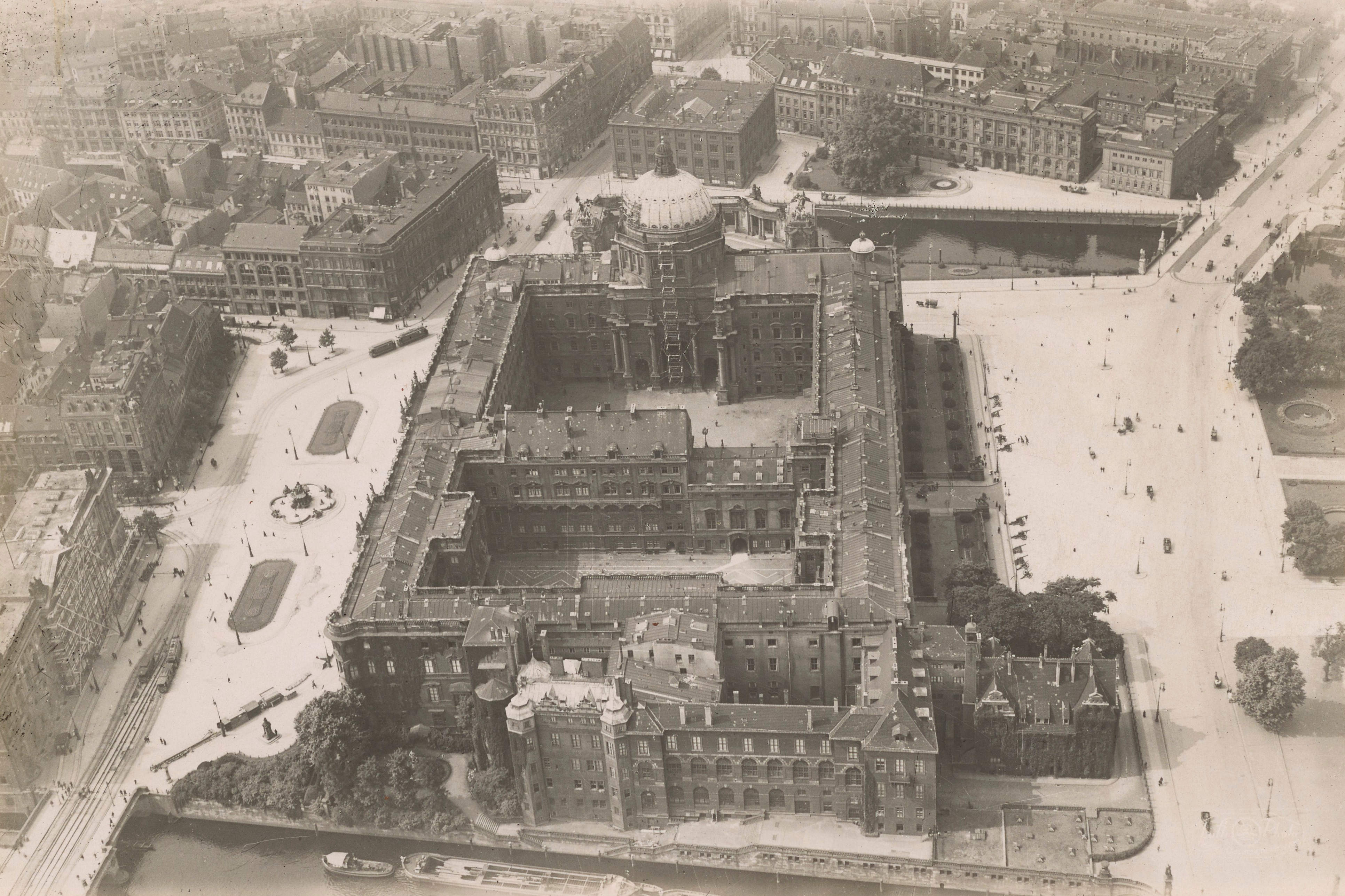
Luftbild, während des Ersten Weltkriegs; oben die Schlossfreiheit mit dem Nationaldenkmal, rechts der Lustgarten, unten die Spree und links der Schlossplatz mit dem Schlossbrunnen

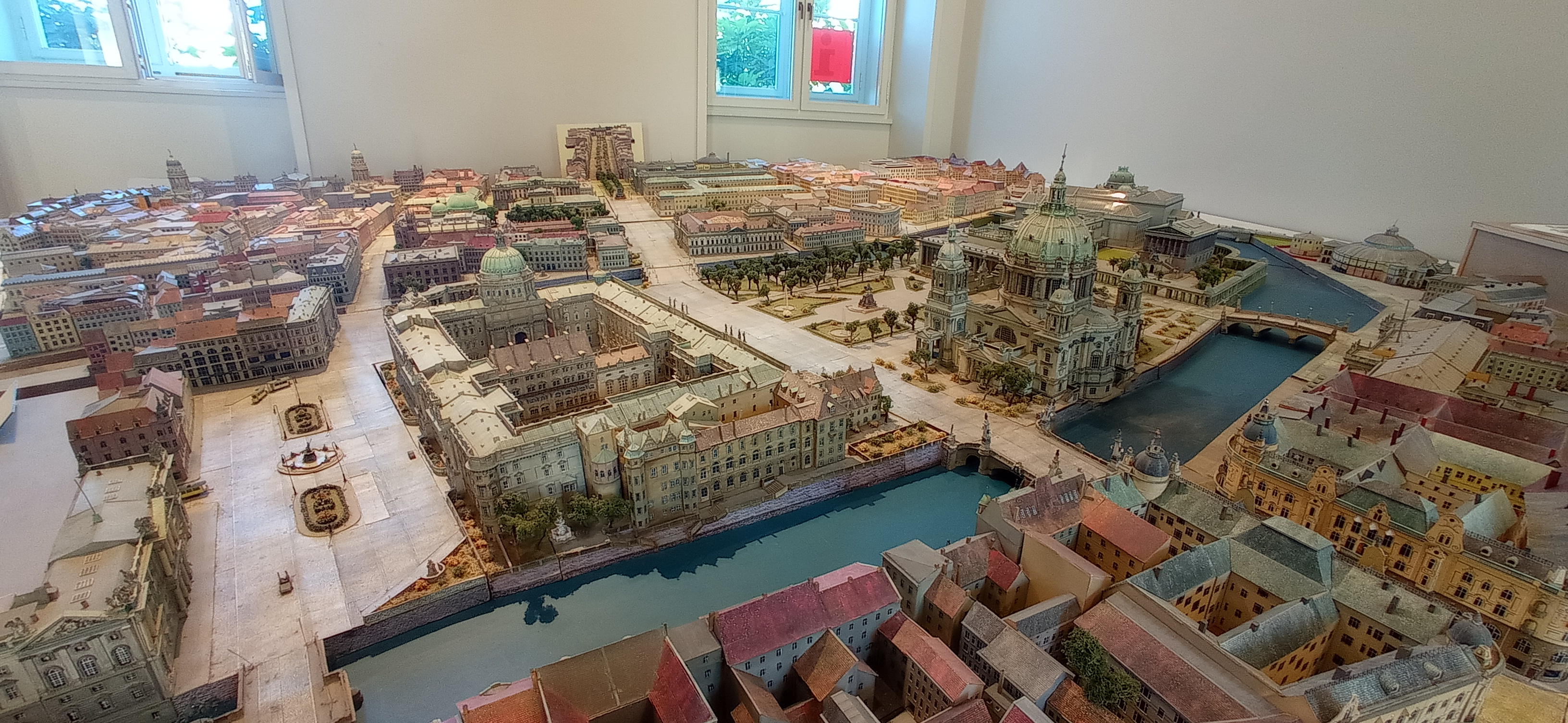
Stadtmodell im Raum der Touristeninfo am Schlüterhof

Nachdem Wilhelm II. 1888 den Thron bestiegen hatte, wählte er das Schloss zu seinem Wohnsitz. Zu diesem Zweck ließ er es technisch modernisieren, Wohnräume für seine Familie einrichten und den Weißen Saal nach Plänen des Hofarchitekten Ernst von Ihne grundlegend umgestalten. Auf Kosten des Eosanderhofs sollte eine Galerie seinen Besuchern erlauben, im gesamten zweiten Stock zu zirkulieren. Der Bau kam infolge des Kriegsausbruchs 1914 zum Erliegen. Der kleine Kuppelturm des Soldatenkönigs erhielt ein Pendant als Uhrtürmchen. Es diente zur Blickverdeckung auf den erhöhten Dachfirst des Weißen Saals. Für die bis dahin frei zugänglichen Schlossportale schufen namhafte Kunstschmiede verglaste Gitter. Es lieferten Eduard Puls die Tore für die Portale I, II und III (Eosanderportal), Schulz und Holdefleiß für das Portal IV und die Gebrüder Armbruster für das Portal V.
Auf der Südseite am Schlossplatz wurde 1891 der vom Bildhauer Reinhold Begas geschaffene Schlossbrunnen enthüllt. Er war ein Geschenk Berlins an den Kaiser und lag vor Portal II in der Achse der Breiten Straße. Die Idee, an dieser Stelle einen Brunnen zu bauen, stammte schon von Karl Friedrich Schinkel. 1901 wurde der Schloßplatz zum zeitgenössischen Schmuckplatz mit Teppichbeeten, Mosaikpflaster und Eisenkandelabern umgestaltet. In engem Zusammenhang mit dem Schloss stand auch das 1703 von Andreas Schlüter geschaffene und als Meisterwerk der Barockkunst geltende Reiterstandbild des Großen Kurfürsten auf der Kurfürstenbrücke.
Auf der Westseite an der Schloßfreiheit wurde 1897 das vom Bildhauer Reinhold Begas geschaffene Kaiser-Wilhelm-Nationaldenkmal enthüllt. Für den Bau der monumentalen Anlage musste eine ganze Häuserzeile weichen. Die angrenzenden Grünflächen erhielten 1898 eine ähnlich repräsentative Gestaltung wie der Schlossplatz.
1902 wurde das Eosanderportal durch vier monumentale Bronzetafeln ergänzt, die durch Otto Lessing angefertigt wurden und sich auf die Geschichte des Schlosses bezogen. Das Relief auf der linken Seite des Portals zeigte die Grundsteinlegung des Bauwerks im Juli 1443, während die andere Tafel die Präsentation des Schlossmodells durch Andreas Schlüter vor dem Großen Kurfürsten im Jahr 1699 darstellte. Beide Reliefs wurden durch jeweils eine dazugehörige Tafel mit einer Inschrift ergänzt, die den Herrschaftsanspruch und die Weltanschauung der jeweiligen Herrscher wiedergab, die auf den Platten dargestellt wurden. Zudem erhielt das Portal eine monumentale Wappenkartusche aus Bronze nach Entwürfen Otto Lessings.
Wenngleich das Berliner Schlossumfeld unvollendet im Sinne der Planungen Schlüters und Eosanders blieb, wo es als Teil einer zu errichtenden größeren städtebaulichen Anlage gedacht war, ergab sich mit den umliegenden Gebäuden in der Mitte Berlins ein repräsentatives städtebauliches Ensemble. Zumal bezogen sich die Gebäude im direkten Umfeld des Schlosses hinsichtlich Größe, Proportion und Ausrichtung auf das Schloss als maßstabsgebendes Gebäude.
Auch war das Schloss als bedeutsames Barockgebäude und größtes Bauwerk des Berliner Stadtzentrums der Endpunkt der Prachtstraße Unter den Linden. Mehrere Straßen wurden auf das Schloss ausgerichtet, was auch der städtebauliche Hobrecht-Plan von 1862 berücksichtigt hatte. Zunächst waren nicht alle Fassaden auf Fernwirkung gestaltet, die Westfassade blieb bis 1894 durch die Schloßfreiheit verdeckt. Ab 1894 wurde die Häuserzeile für den Bau des Kaiser-Wilhelm-Nationaldenkmals abgerissen, wodurch der freie Blick auf die Westfassade und das Eosanderportal des Schlosses entstand. Der zweimalige Neubau des Doms am Lustgarten, 1747 durch Boumann den Älteren und 1905 durch Julius Carl Raschdorff, Schinkels Schlossbrücke und das Königliche Museum von 1824 und 1830 werteten die städtebauliche Situation des Schlosses auf. Weitere neu entstandene Bauwerke, die sich städtebaulich unmittelbar auf das Berliner Schloss bezogen, waren das Kaiser-Wilhelm-Nationaldenkmal und der Neptunbrunnen, beide von Reinhold Begas 1891 und 1898, sowie der auf dem Schloßplatz 1901 nach Plänen Ernst von Ihnes fertiggestellte Neue Marstall.

## Nutzungsgeschichte

### Hohenzollernresidenz

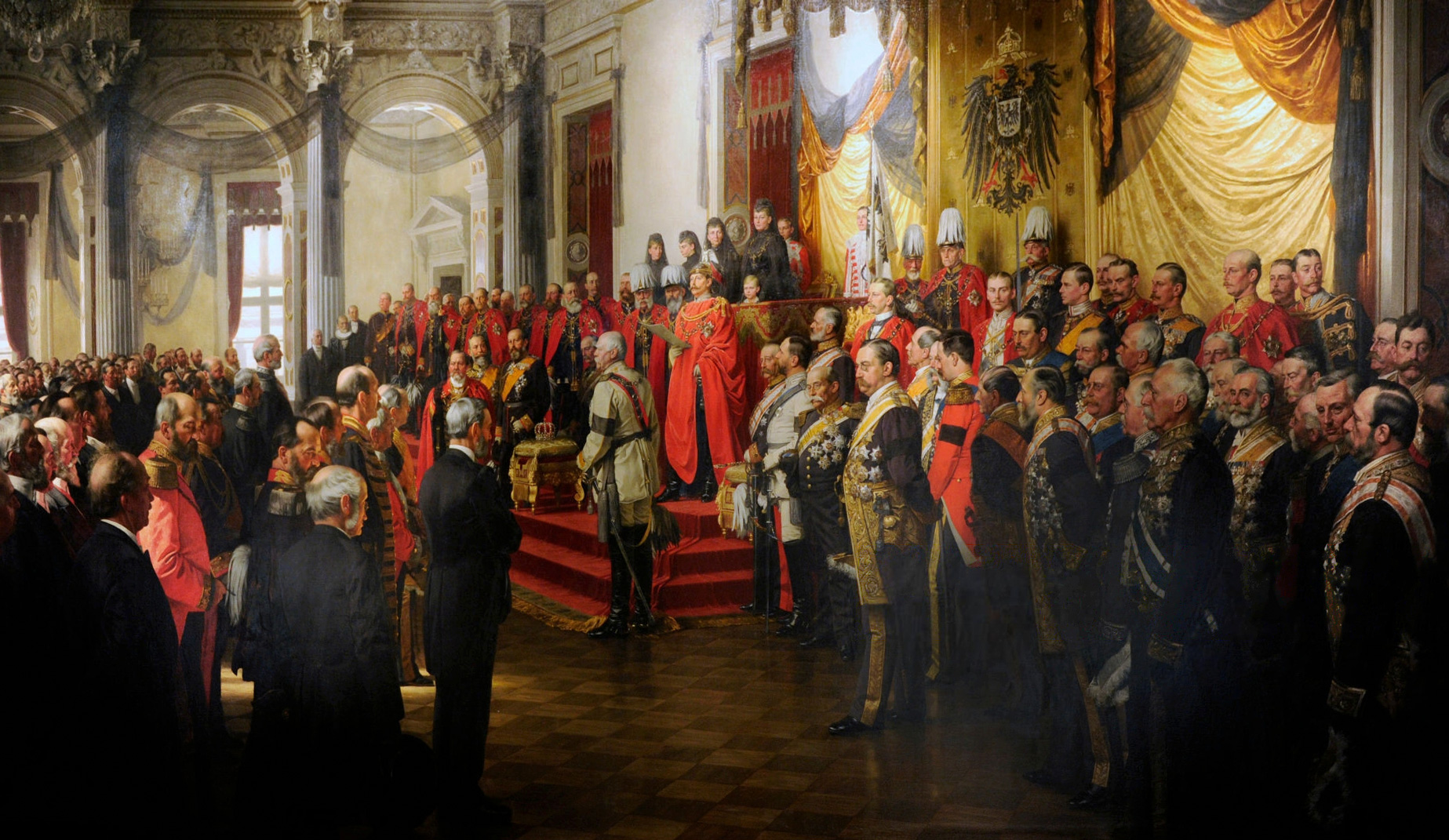
Eröffnung des Reichstages im Weißen Saal des Berliner Schlosses durch Wilhelm II., Gemälde von Anton von Werner, 1893

Das Schloss war Schauplatz und mitunter Symbol bedeutender Ereignisse in der deutschen Geschichte. Ab 1701 diente es als königlich-preußische und ab 1871 als kaiserlich-deutsche Winterresidenz. In dem Gebäude wurde Friedrich der Große geboren, dessen Politik den deutschen Dualismus verursachte. Der Preußische Staatsrat tagte von 1817 bis 1848 im Staatsratssaal des Berliner Schlosses. Die von Karl Friedrich Schinkel zu diesem Zweck gestalteten Räumlichkeiten dienten ab 1910 dem Präsidenten der Kaiser-Wilhelm-Gesellschaft zur Förderung der Wissenschaften. Auslöser der Märzrevolution in Preußen war eine friedliche Demonstration auf dem Schlossplatz am 18. März 1848. König Friedrich Wilhelm IV. hatte versucht, durch eine Rede vom Balkon über Portal I (Elisabethportal) durch Zugeständnisse die Massen zu beruhigen, dann aber befohlen, den Platz zu räumen. Dabei entwickelte sich ein spontaner Barrikadenaufstand, der in die Revolution überging.
In der Zeit des deutschen Kaiserreichs fand die Eröffnung des Reichstags stets im Weißen Saal des Berliner Schlosses statt. Die Reichstagseröffnung am 25. Juni 1888 war zugleich der erste öffentliche Auftritt Wilhelms II. als ein Deutscher Kaiser. Anton von Werner überlieferte das Ereignis in einem monumentalen Gemälde.
Bei Beginn des Ersten Weltkriegs hielt Kaiser Wilhelm II. am 31. Juli 1914 vom Balkon des Portals V die erste seiner zwei Balkonreden an zehntausende im Lustgarten versammelte Berliner. Die Ansprache sollte die Menschen auf den bevorstehenden Krieg einstimmen. Ihr folgte am 1. August eine zweite vom bodentiefen Fenster des Säulensaals über dem Portal IV, in der Wilhelm Deutschlands Eintritt in den Krieg verkündete und die Burgfriedenspolitik einleitete. Diese Rede, die am 6. August 1914 durch Veröffentlichung im Deutschen Reichsanzeiger und eine im Januar 1918 angefertigte Schallplattenaufnahme große Verbreitung fand, machte das Portal IV zu einem historischen Ort.

### Schlossmuseum

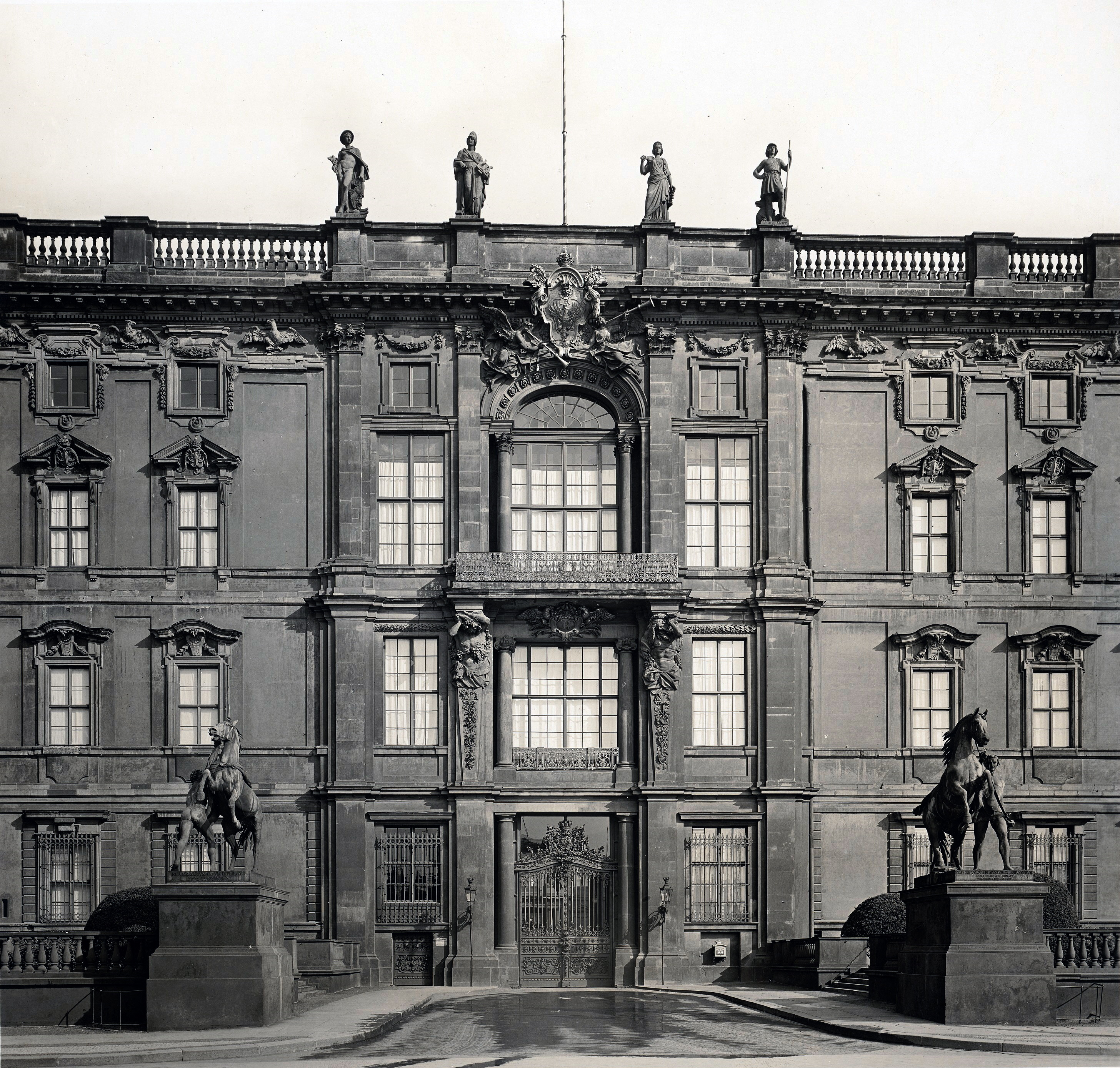
Portal IV („Liebknechtportal“) mit den Rossebändigern, um 1900

Am Anfang der Weimarer Republik stand ein Ereignis der Novemberrevolution im Berliner Schloss. Nachdem am frühen Nachmittag des 9. November 1918 Philipp Scheidemann am Reichstagsgebäude die Abdankung Wilhelms II. bekanntgegeben und die Republik ausgerufen hatte, verließen, von einer sich ums Schloss ansammelnden Menschenmenge gedrängt, ab 14:30 Uhr die um das Schloss aufgestellten Truppen ihre Posten. Nur wenige Hofbeamte und die Kastellane blieben im Gebäude, das die abziehenden Truppen eine Stunde später den Revolutionären übergaben, und auf dem inzwischen eine rote Fahne wehte. Gegen 16:30 Uhr erschien der Spartakusführer Karl Liebknecht am Schloss und proklamierte die „freie sozialistische Republik Deutschland“. Anschließend ließ er sich ins Schloss führen, um vom großen Fenster des Portals IV, dem Ort der zweiten Ansprache des Kaisers, erneut die „freie sozialistische Republik Deutschland“ auszurufen. Kurz darauf drangen zahlreiche Menschen in das unbewachte Schloss ein und begannen mit einer Plünderung. Liebknechts Ausrufung der Räterepublik blieb folgenlos, ging aber als symbolischer Akt in die Überlieferung der Kommunistischen Partei Deutschlands (KPD) ein, zu deren Gründern er wenige Wochen später gehören sollte.
Ab Mitte November war die Volksmarinedivision im Schloss stationiert. Nachdem den Matrosen aber Plünderungen vorgeworfen worden waren, drängte sie vor allem Stadtkommandant Otto Wels, das Schloss zu räumen. An der Räumung des Schlosses entzündeten sich die Weihnachtskämpfe. Diese führten maßgeblich zum Zerbrechen der sozialistischen Einheitsregierung aus MSPD und USPD.
In den folgenden Jahren der Weimarer Republik entwickelte sich das Schloss zu einem bedeutenden Kulturzentrum der Stadt. Das 1921 eingerichtete Schlossmuseum vereinte die Repräsentationsräume der untergegangenen Monarchie mit den Sammlungen des staatlichen Kunstgewerbemuseums. Darüber hinaus fanden während der Berliner Kunstwochen, die auf Anregung von Oberbürgermeister Gustav Böß erstmals 1926 veranstaltet wurden, im Weißen Saal und im Schlüterhof öffentliche Konzerte der Berliner Philharmoniker statt.
Ein Verzeichnis von 1924 zählt gut zwei Dutzend private Mieter sowie zahlreiche öffentliche Einrichtungen, Behörden und Vereine im Schloss, unter anderem: die Krongutsverwaltung, das Fürsorgeamt für Beamte aus dem Grenzgebiet, die Gewerkschaft Deutscher Verwaltungsbeamter, die Kaiser-Wilhelm-Gesellschaft zur Förderung der Wissenschaften, die Notgemeinschaft der Deutschen Wissenschaft, die Österreichische Freundeshilfe, das Psychologische Institut der Friedrich-Wilhelms-Universität, die Schlossbauämter I und II, die Zentrale für Kinderspeisung, die Zentrale für Vermittlung von Heimarbeit an Mittelständische, die Landesanstalt für Gewässerkunde, der Deutsche Verein für Kunstwissenschaft sowie das Phonogramm-Archiv. In den folgenden Jahren kamen noch das Museum für Leibesübungen, der Deutsche Akademische Austauschdienst, die Deutsche Akademie, der Atlas der Deutschen Volkskunde, die Deutsche Kunstgemeinschaft, die Mensa des Studentenwerkes, das Helene-Lange-Tagesheim für Studentinnen, das Japan-Institut, die Mexiko-Bücherei, die Kaiser-Wilhelm-Institute für ausländisches öffentliches Recht und Völkerrecht sowie für ausländisches und internationales Privatrecht hinzu.
In der Zeit des Nationalsozialismus blieb die kulturelle und wissenschaftliche Nutzung des Schlosses weitgehend erhalten. Mit dem Museum der Preußischen Staatstheater und einem neuen Probensaal für das Staatsballett kamen neue Nutzer hinzu, während andere wie das Museum für Leibesübungen, der DAAD und die DFG das Schloss verließen. Die bereits 1932 gestarteten Serenaden-Konzerte der Berliner Philharmoniker und der Staatskapelle Berlin sowie anderer Orchester im Schlüterhof wurden bis in die Kriegsjahre fortgesetzt. Zeitweilig war die Reichskammer der bildenden Künste im Schloss untergebracht, die zuvor von der Deutschen Kunstgemeinschaft genutzte Räume übernahm. Kunstgemeinschaft, aber auch DAAD, Kaiser-Wilhelm-Gesellschaft und die übrigen Organisationen wurden gleichgeschaltet, jüdische Beschäftigte wurden entlassen, so auch die Leiterin der Akademischen Abteilung im DAAD, Ingrid Dybwad, die Kustodin in der Schlösserverwaltung, Elisabeth Henschel-Simon, und die leitende Referentin im Kaiser-Wilhelm-Institut für ausländisches öffentliches Recht und Völkerrecht, Marguerite Wolff.
Im Zweiten Weltkrieg wurde das Schloss bei einem alliierten Luftangriff am 3. Februar 1945 schwer beschädigt und brannte großenteils aus. Teile des Gebäudes blieben allerdings intakt, sodass von 1946 bis 1948 noch vier Ausstellungen vor allem im Weißen Saal gezeigt werden konnten. Die erste Ausstellung zeigte Berliner Stadtbau-Visionen unter dem Titel „Berlin plant“, darauf folgte die Schau Moderne französische Malerei, ab Weihnachten 1946 gab es ein „Wiedersehen mit Museumsgut“ (das wegen des Krieges ausgelagert wurde) und 1948 eine große Ausstellung zum Jahrestag der demokratischen Märzrevolution vom 18. März 1848.

### Humboldt Forum

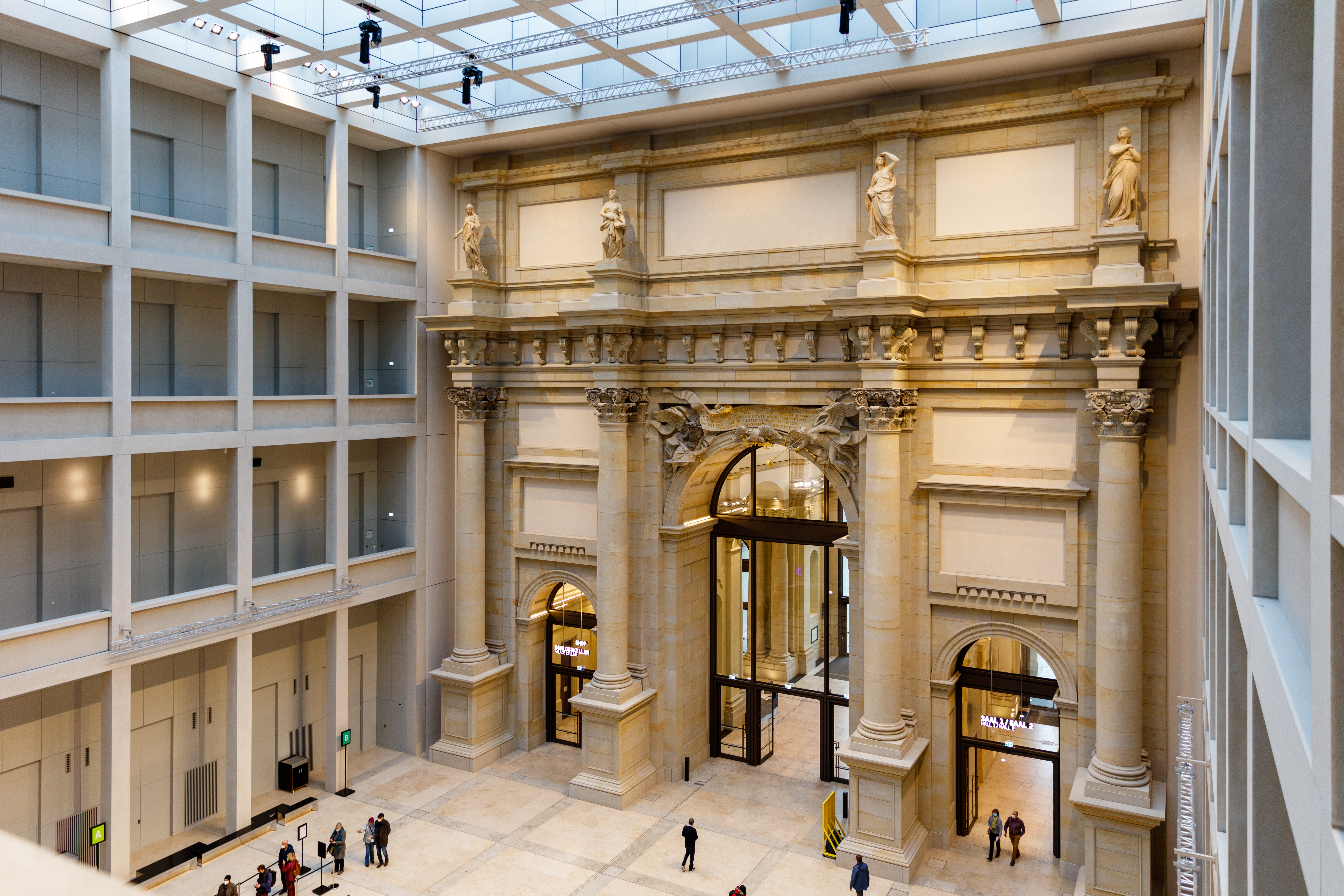
Foyer des Humboldt Forums im Berliner Schloss, 2021

Nach der deutschen Wiedervereinigung und dem Umzug der Regierung nach Berlin entstand das Humboldt Forum an dem Ort des alten Schlosses bis Ende 2020 als Neubau, mit der Fassade und in der Dimension des Berliner Schlosses. Hierzu wurde das Baudenkmal Palast der Republik abgerissen, in dem u. a. die DDR-Volkskammer getagt hatte und verschiedene Freizeiteinrichtungen für die Bürger untergebracht waren. Durch die museale Nutzung des Gebäudes soll es sich in das Gesamtkonzept der Museumsinsel einfügen. Hierzu wurden die Sammlungen der außereuropäischen Kunst der Stiftung Preußischer Kulturbesitz aus dem Museumszentrum Dahlem in das Schloss verlegt, sodass sie in Kombination mit den Beständen an europäischer Kunst auf der Museumsinsel einen Ort der Weltkultur bilden. Ein Agora genanntes Veranstaltungszentrum soll Kulturen der Welt vereinen, womit an die wissenschaftlich-kulturelle Vergangenheit des Ortes angeknüpft wird. Außerdem ist die Ausstellung Berlin global im Auftrag des Landes Berlin als Koproduktion zwischen Kulturprojekte Berlin und dem Stadtmuseum Berlin entstanden. Sie soll die Kulturen der Welt in den Obergeschossen thematisch mit der Stadt Berlin verknüpfen, wobei ein Schwerpunkt auf die internationale Geschichte Berlins gelegt wird. Im April 2015 berief die damalige Kulturstaatsministerin Monika Grütters den Briten Neil MacGregor zum Leiter der Gründungsintendanz, die bis 2017 inhaltliche Schwerpunkte für das Humboldt Forum herausarbeitete.
Das Berliner Schloss hatte als Residenz der Hohenzollern grundsätzlich eine andere Funktion als das Humboldt Forum. Es bildete damals mit dem Alten Museum (Kultur), Berliner Dom (Evangelische Kirche), Zeughaus (Militär) ein programmatisches Gebäudeensemble im Mittelpunkt der preußischen Hauptstadt.

## Historische Innenräume

### Überblick

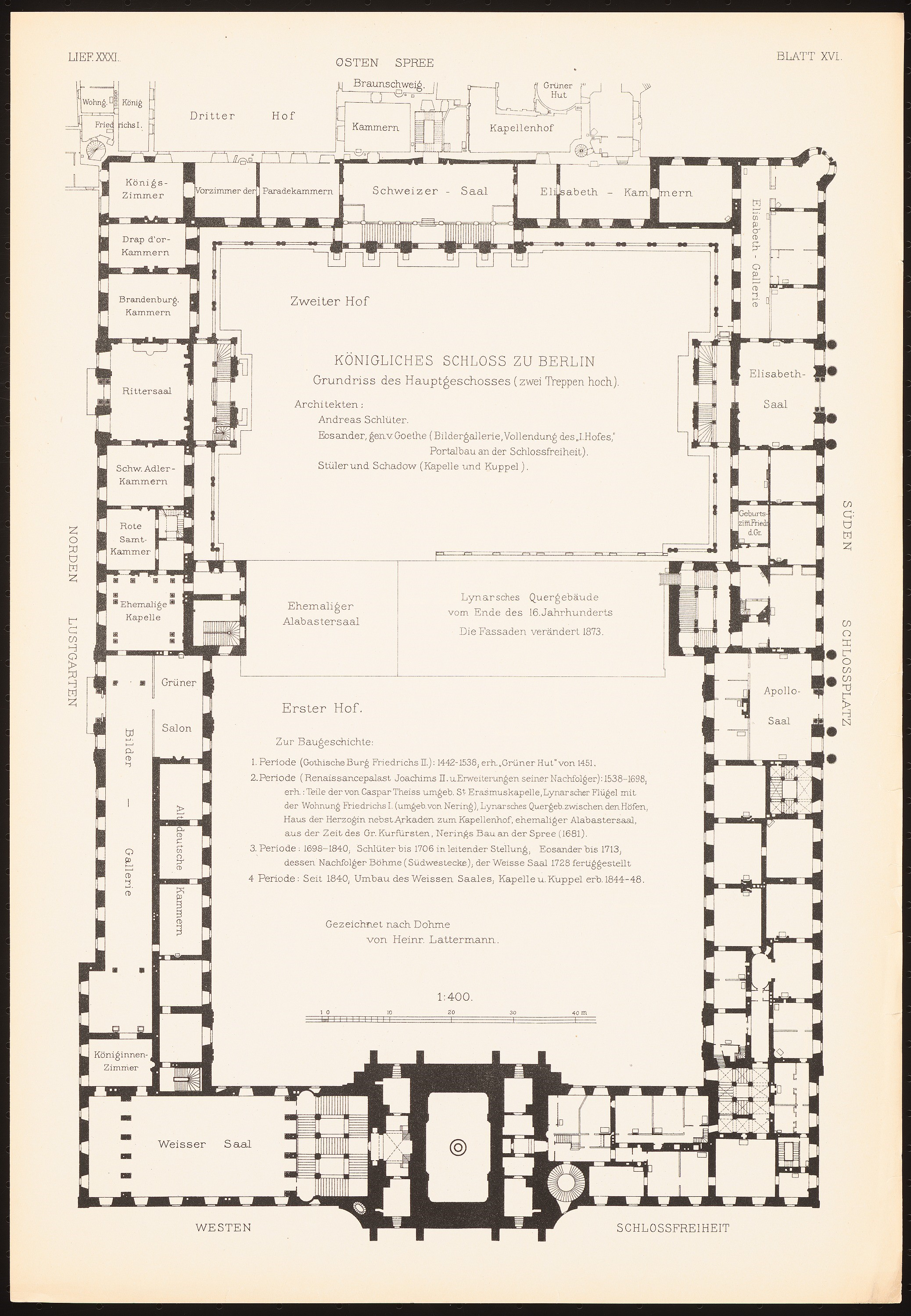
Grundriss des Hauptgeschosses mit den Paradekammern, 1875

Das Berliner Schloss umfasste einschließlich des Kellergeschosses, der Nebenräume und des Dachgeschosses zuletzt insgesamt rund 1200 Innenräume, davon etwa 100 Repräsentationsräume der brandenburgischen Kurfürsten, preußischen Könige und deutschen Kaiser.

### Erdgeschoss

#### Polnische Kammern
Die Polnischen Kammern lagen im Lustgartenflügel östlich des Portals V und waren nach August dem Starken benannt, dem König von Polen. Sie wurden vermutlich um 1700 von Andreas Schlüter erbaut. Zu den wichtigsten Räumen zählten der Korridor und das Schlafzimmer.

#### Mecklenburgische Kammern
Die Mecklenburgischen Kammern lagen im Westflügel nördlich des Portals III (Eosanderportal) und waren nach Alexandrine von Mecklenburg benannt, einer Schwester Wilhelms I. Zu den bedeutendsten Räumen zählten das Schlafzimmer, der Salon, das Schreibzimmer und der Salon der petits Appartements.

#### Staatsratszimmer
Die Staatsratszimmer lagen im Schlossplatzflügel westlich des Portals II und dienten als Behördensitz. Hervorzuheben waren hier das Arbeitszimmer des Präsidenten der Kaiser-Wilhelm-Gesellschaft und der Sitzungssaal des Preußischen Staatsrats.

### Erstes Obergeschoss

#### Königskammern
Die Königskammern Friedrich Wilhelms II. gehörten zu den Meisterwerken des deutschen Klassizismus. Erbaut 1787–1789 von Friedrich Wilhelm von Erdmannsdorff und Carl von Gontard, lagen sie im Lustgartenflügel westlich von Portal V. Die gartenseitige Raumabfolge bestand aus dem Garde-du-Corps-Saal über Portal V, der Rotdamastenen Kammer, der Gründamastenen Kammer, dem Thronzimmer, dem Großen Säulensaal über Portal IV, dem Speisesaal, der Grünen Französischen Kammer und der Blauen Französischen Kammer. Die hofseitige Raumabfolge bestand aus dem Bunten Gang, dem Parolesaal (mit der Prinzessinnengruppe von Johann Gottfried Schadow), dem Weißen Zimmer und dem Konzertzimmer.

Königskammern als Ausstellungsräume des Schlossmuseums (nach 1920)
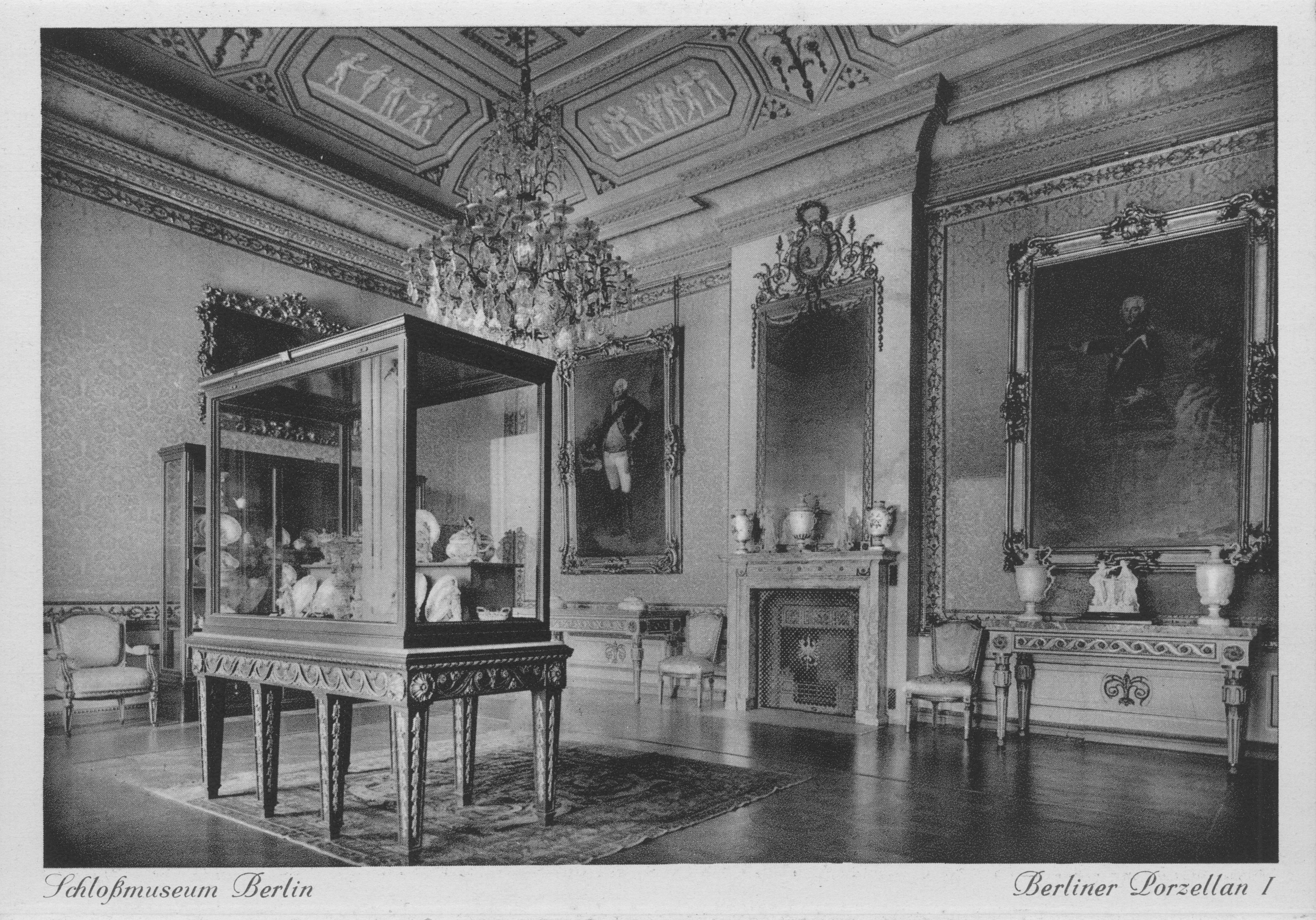
Gründamastene Kammer von Gontard
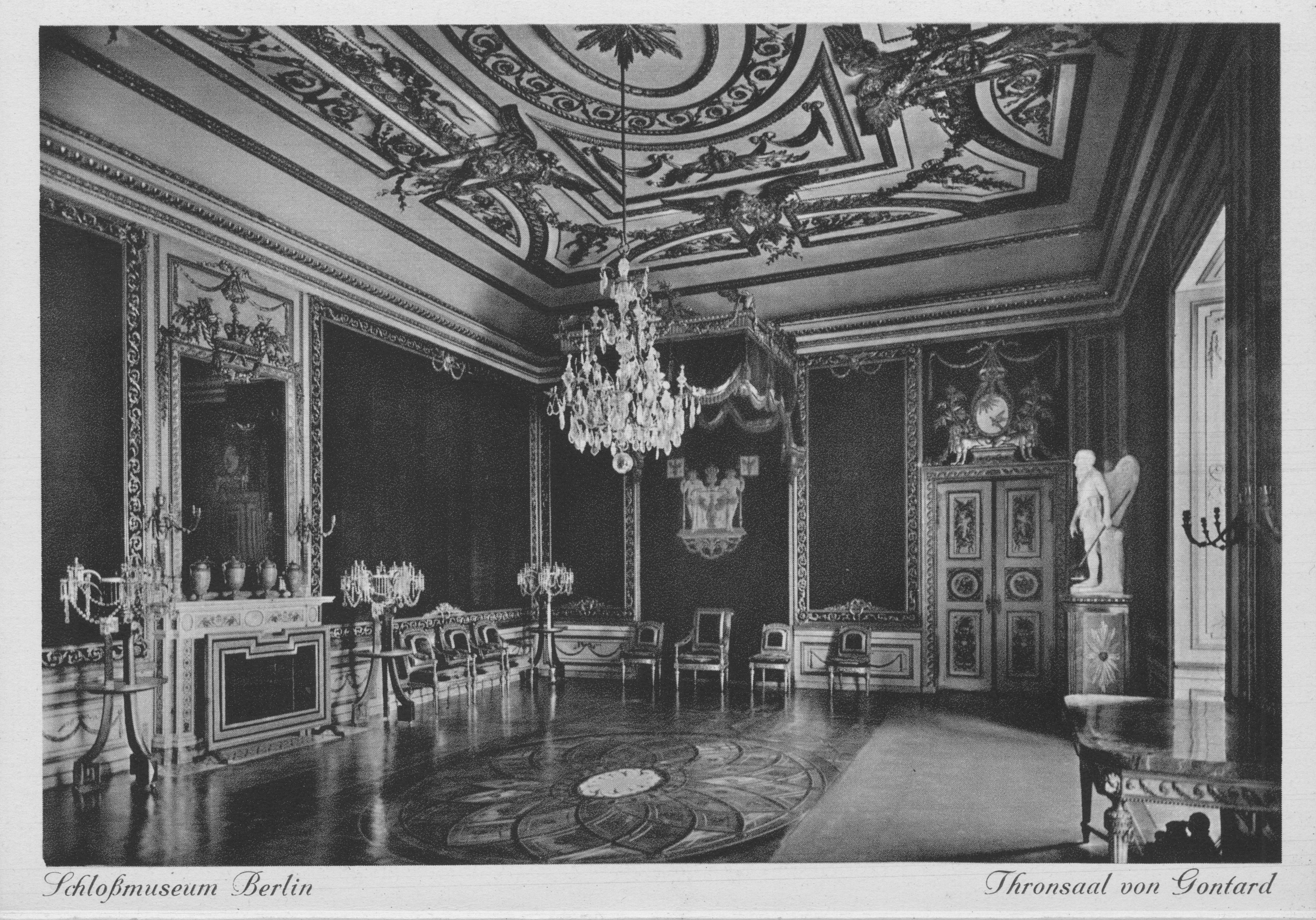
Thronzimmer von Gontard
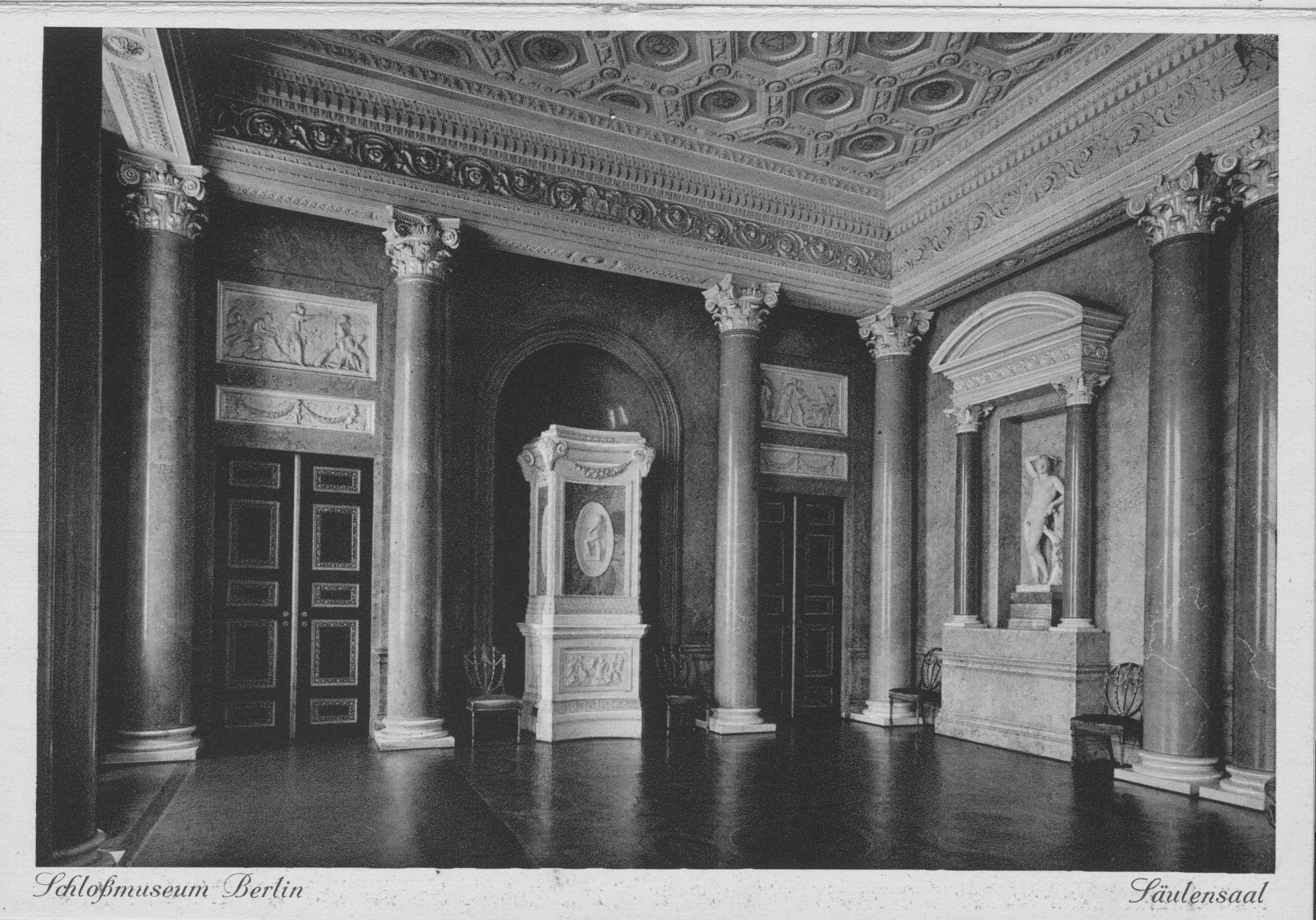
Großer Säulensaal über Portal IV
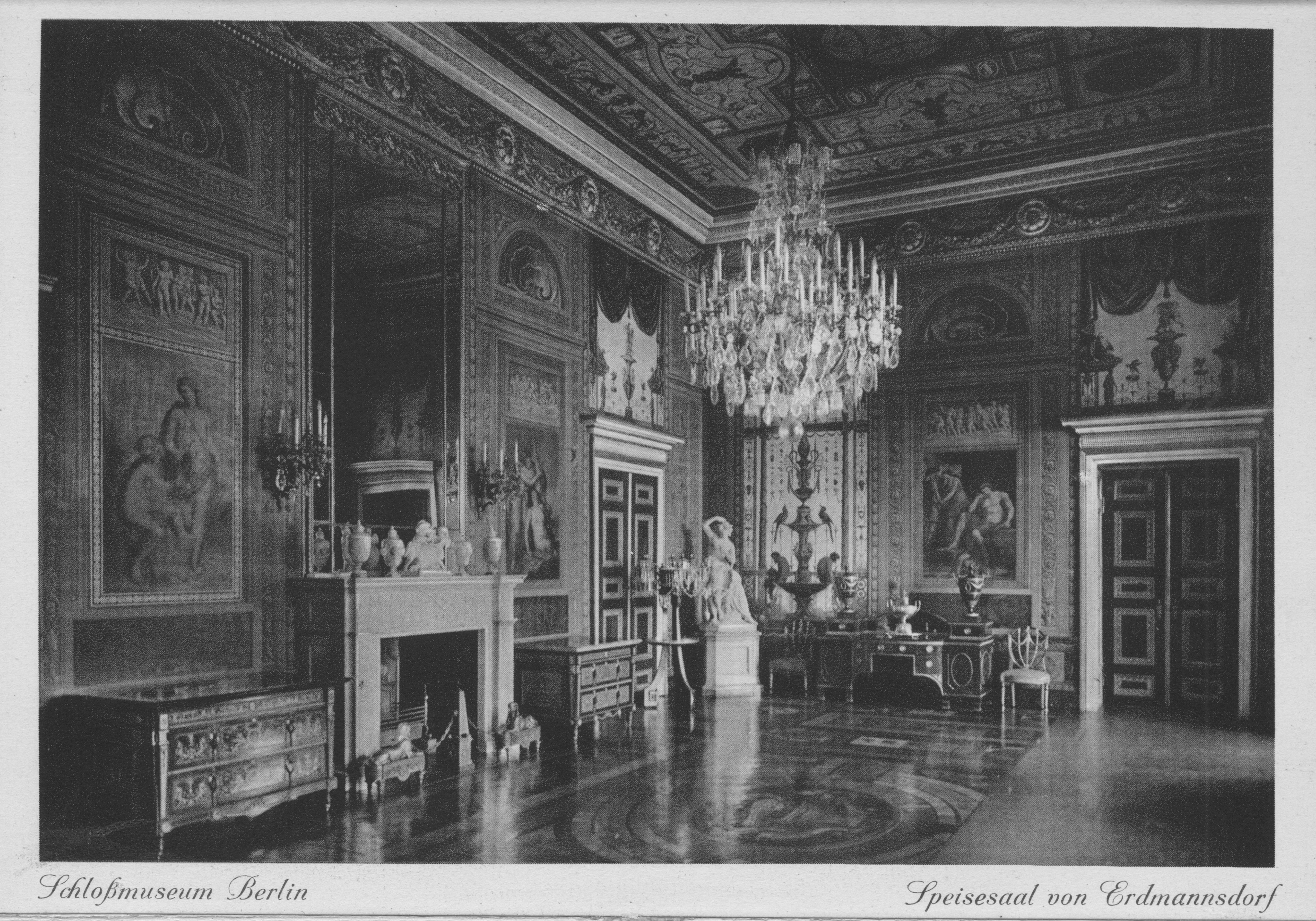
Speisesaal von Erdmannsdorff
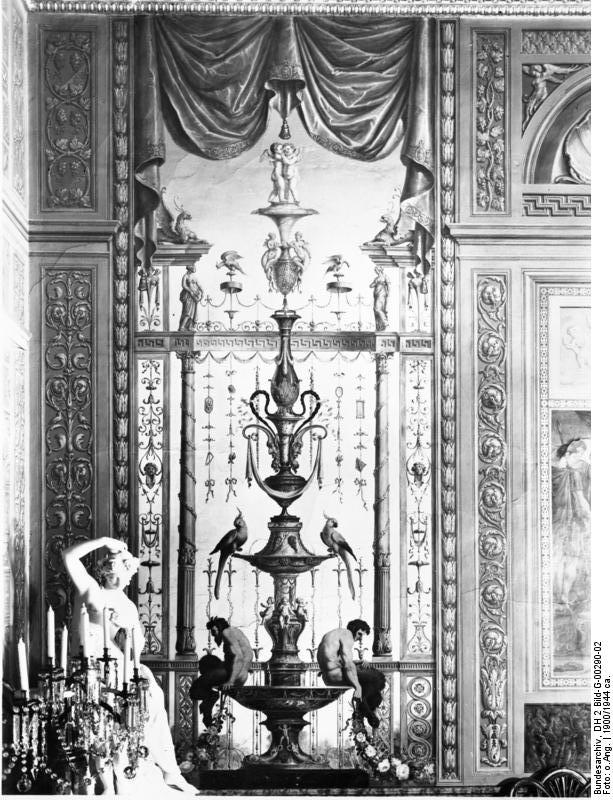
Detail des Speisesaals
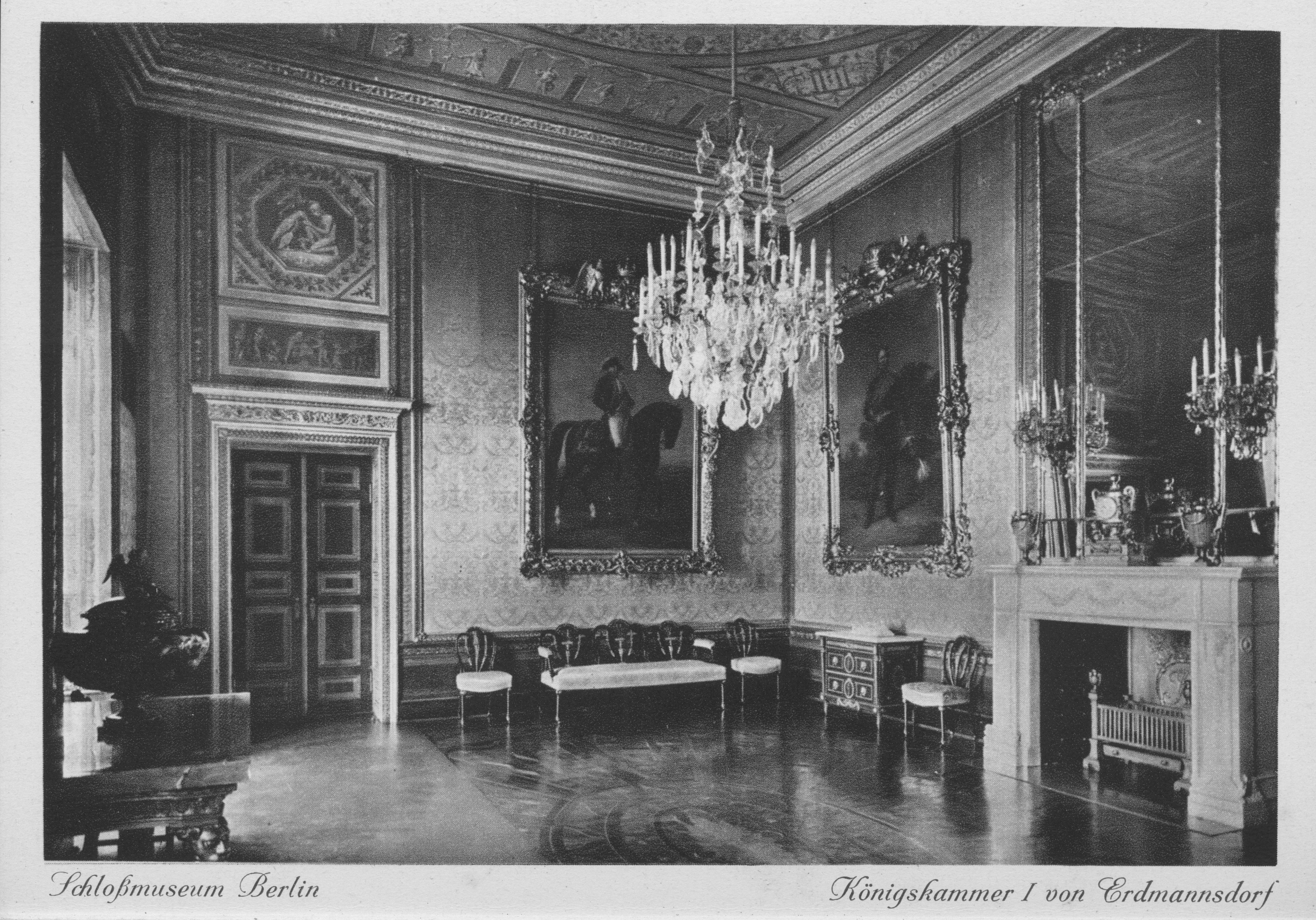
Blaue Französische Kammer von Erdmannsdorff
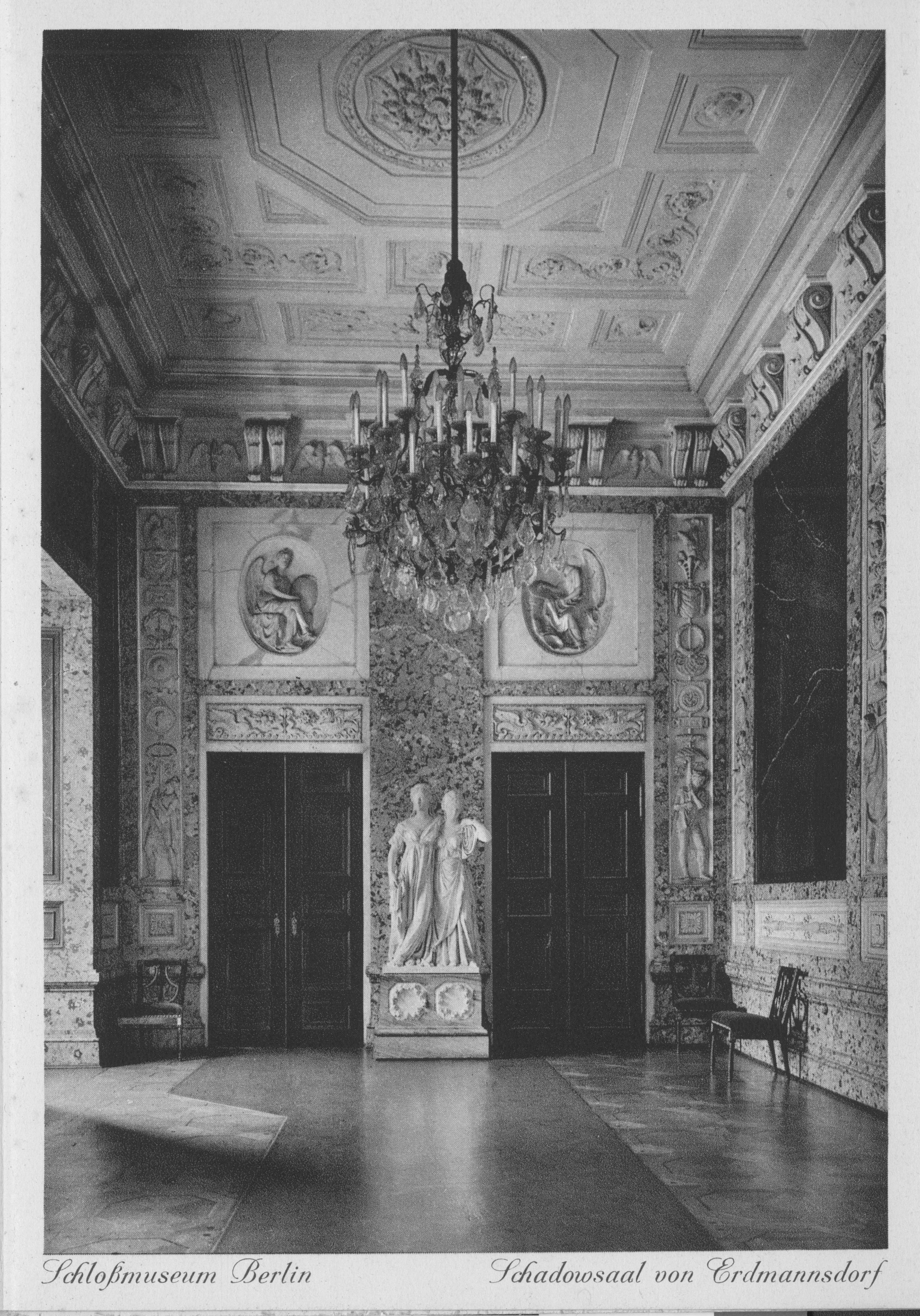
Parolesaal (Schadowsaal) mit der Prinzessinnengruppe
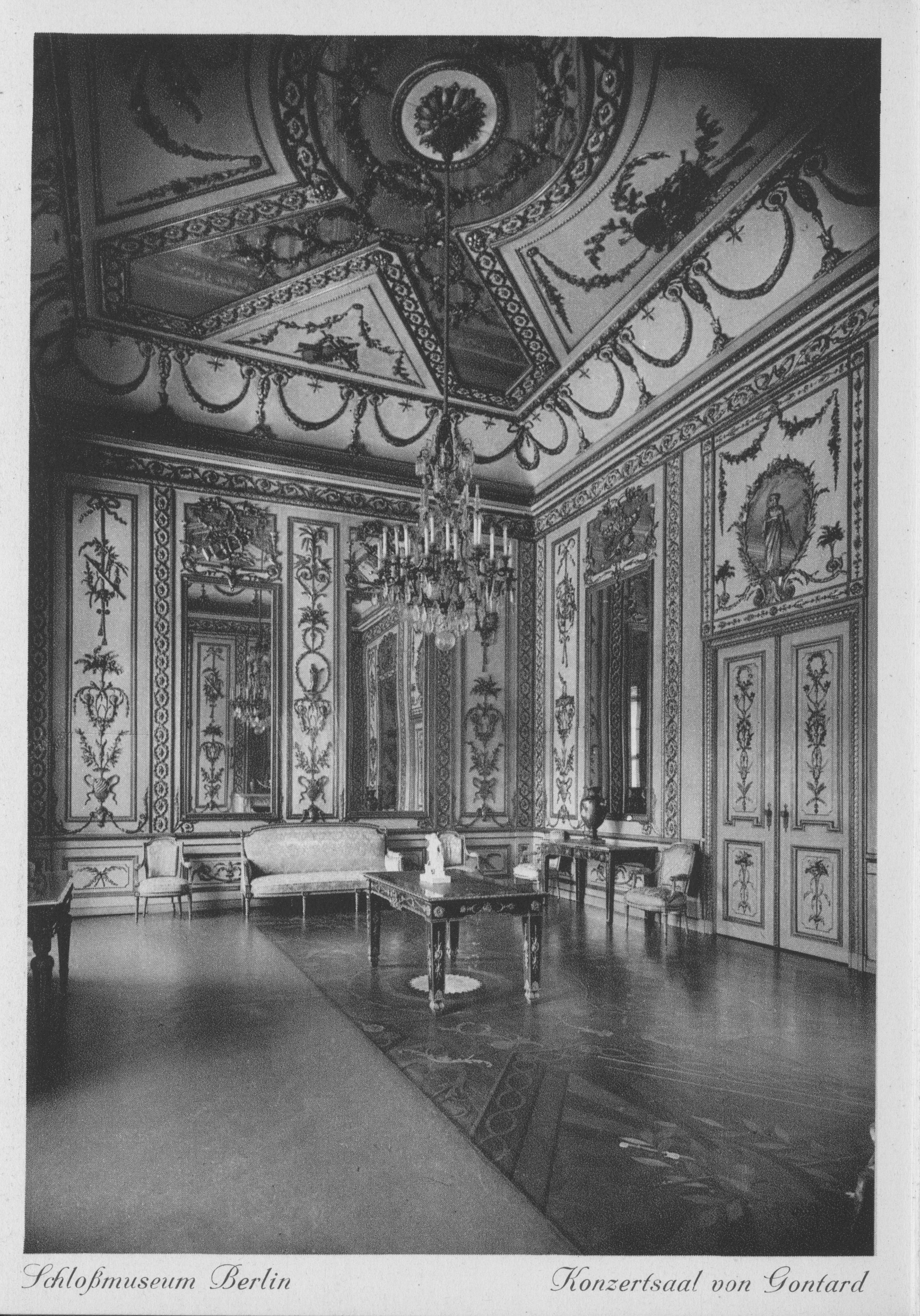
Konzertzimmer von Gontard

#### Wohnung Königin Friederikes
Die Wohnung Königin Friederikes war ein weiteres Meisterwerk des deutschen Klassizismus. Sie wurde in den Jahren 1789–1791 nach Plänen von Carl Gotthard Langhans erbaut und lag im Schlossplatzflügel westlich von Portal II. Zu den wichtigsten Räumen zählten der Pfeilersaal über Portal II, die Rote Marmorkammer, das Gesellschaftszimmer und der Marmorsaal.

#### Wohnung Friedrich WilhelmsIV.

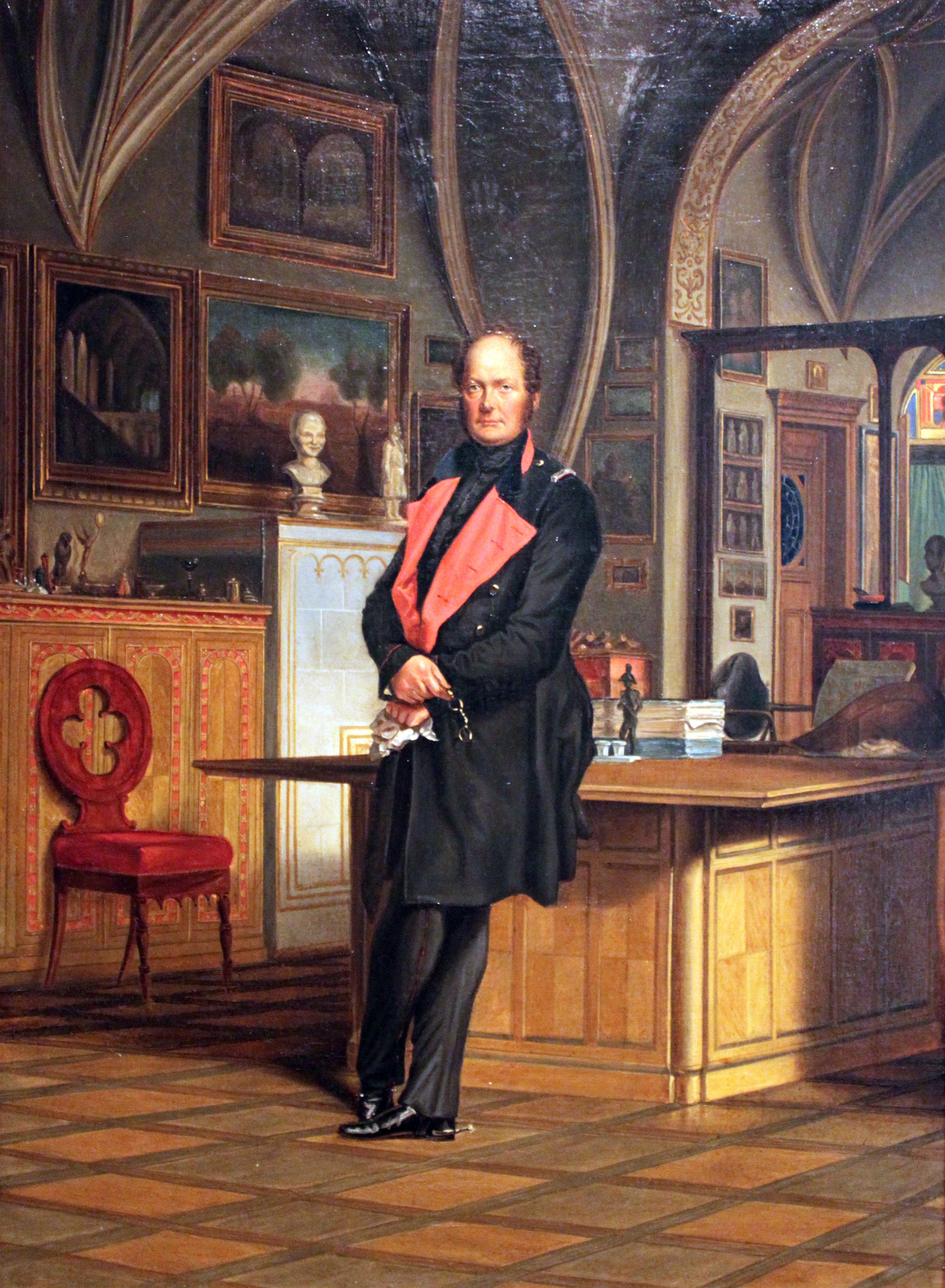
Friedrich Wilhelm IV. in seinem Arbeitszimmer, Gemälde von Franz Krüger, um 1846
Hier verbrachte der König die meiste Zeit und empfing auch Gäste. Seine dort ausgestellt gewesene Privatsammlung erhellt die Mittelalterverehrung und -rezeption des Monarchen.

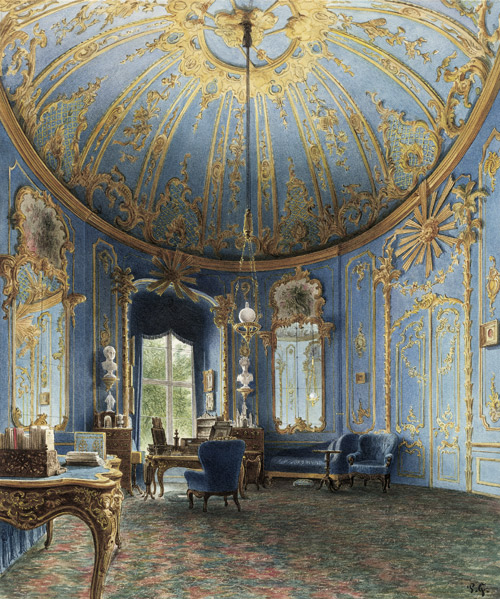
Schreibzimmer Friedrichs des Großen, Aquarell von Paul Graeb

Die Wohnung Friedrich Wilhelms IV. gehörte ebenfalls zu den Meisterwerken des deutschen Klassizismus. Erbaut in den Jahren 1824–1828 nach Plänen von Karl Friedrich Schinkel, reichte sie von der Mitte des Ostflügels bis Portal I (Elisabethportal) des Schlossplatzflügels. Zu den bedeutendsten Räumen zählten die als Arbeitszimmer des Königs dienende Erasmuskapelle (ehemalige Schlosskapelle, ursprünglich 1465 angelegt, ab 1538 überarbeitet von Caspar Theiss), das Schreibzimmer (ehemaliges Schreibzimmer Friedrichs des Großen), das Wohnzimmer, der Teesalon, das Speisezimmer und der Sternsaal über Portal I.

#### Kaiserliche Wohnung
Die Kaiserliche Wohnung lag im Schlossplatzflügel westlich von Portal I und diente als Wohnung Kaiser Wilhelms II. Sie bestand aus dem Empfangszimmer (ehemaliges Audienzzimmer Friedrichs des Großen), dem Arbeitszimmer (ehemaliges Arbeitszimmer Friedrichs des Großen), dem Vortragszimmer, dem Kleinen Ankleidezimmer, dem Vorzimmer der Kaiserin, der Marmortreppe, dem Speisesaal, der Bibliothek des Kaiserpaars, dem Großen Ankleidezimmer, der Fürstentreppe und dem Joachimsaal, der als einziger Raum der Wohnung im zweiten Obergeschoss über Portal II lag.

#### Hohenzollernwohnung
Die Hohenzollernwohnung lag im Südteil des Westflügels und diente als Wohnung Karl Antons von Hohenzollern, des preußischen Ministerpräsidenten während der Neuen Ära. Zu den wichtigsten Räumen zählten der Salon, das Kabinett und das Wohnzimmer.

#### Wilhelmsche Wohnung
Die Wilhelmsche Wohnung lag im Nordteil des Westflügels und diente als Wohnung des Prinzen Wilhelm. Zu den bedeutendsten Räumen zählten das Prinz-Wilhelm-Zimmer, das Erste Schlafzimmer, der Salon, das Zweite Schlafzimmer, das Badezimmer und das Gästeschlafzimmer (ehemalige Bibliothek Friedrich Wilhelms II.).

#### Hausbibliothek
Die Hausbibliothek lag im Spreeflügel des Schlosses. Sie war auf mehrere Bibliotheksräume im Turm Kurfürst Friedrichs II., in der Galerie des Großen Kurfürsten, im Herzoginhaus und im Grünen Hut verteilt.

### Zweites Obergeschoss

#### Paradekammern

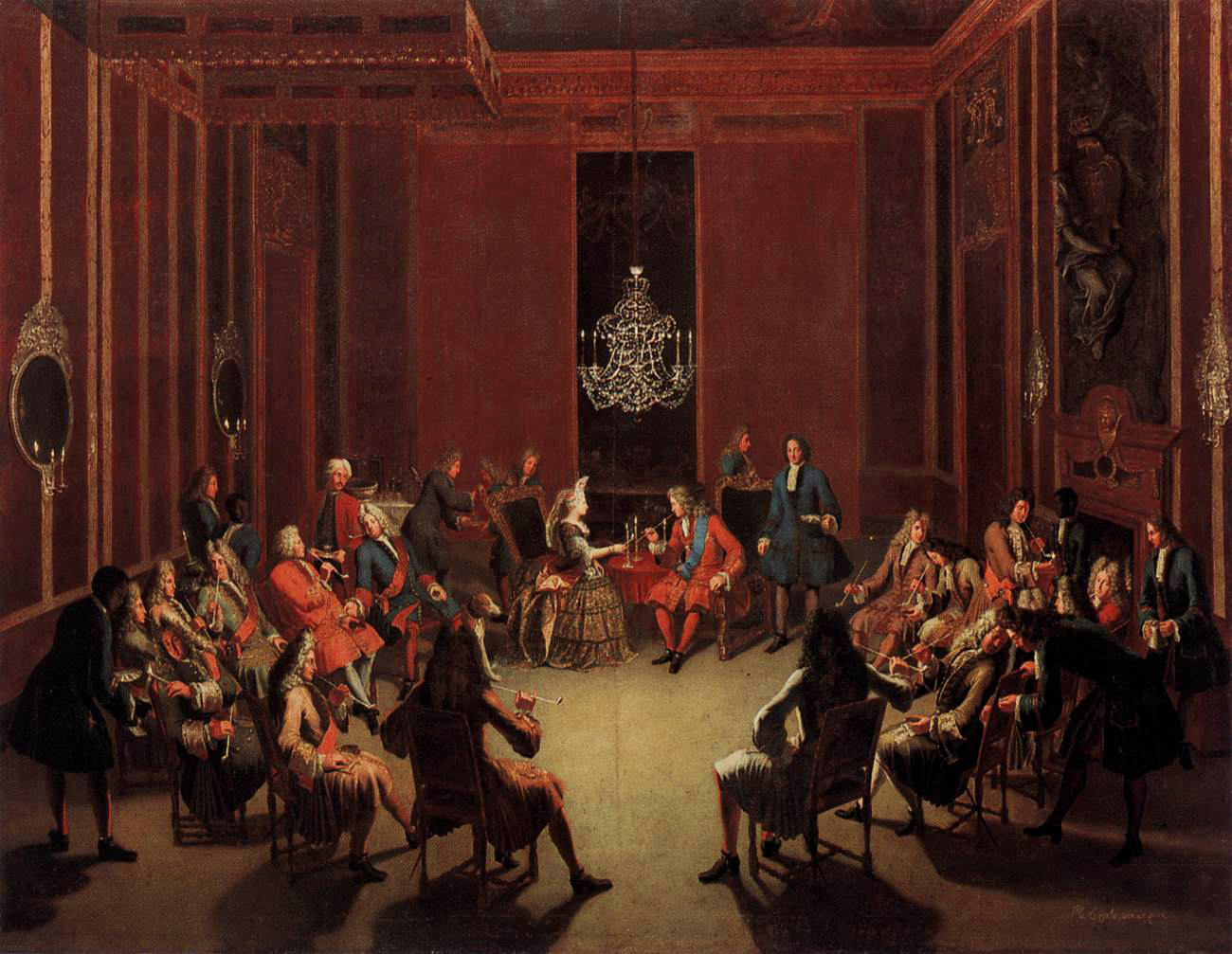
Tabakskollegium Friedrichs I. in der Rote-Samt-Kammer, Gemälde von Paul Carl Leygebe, um 1710

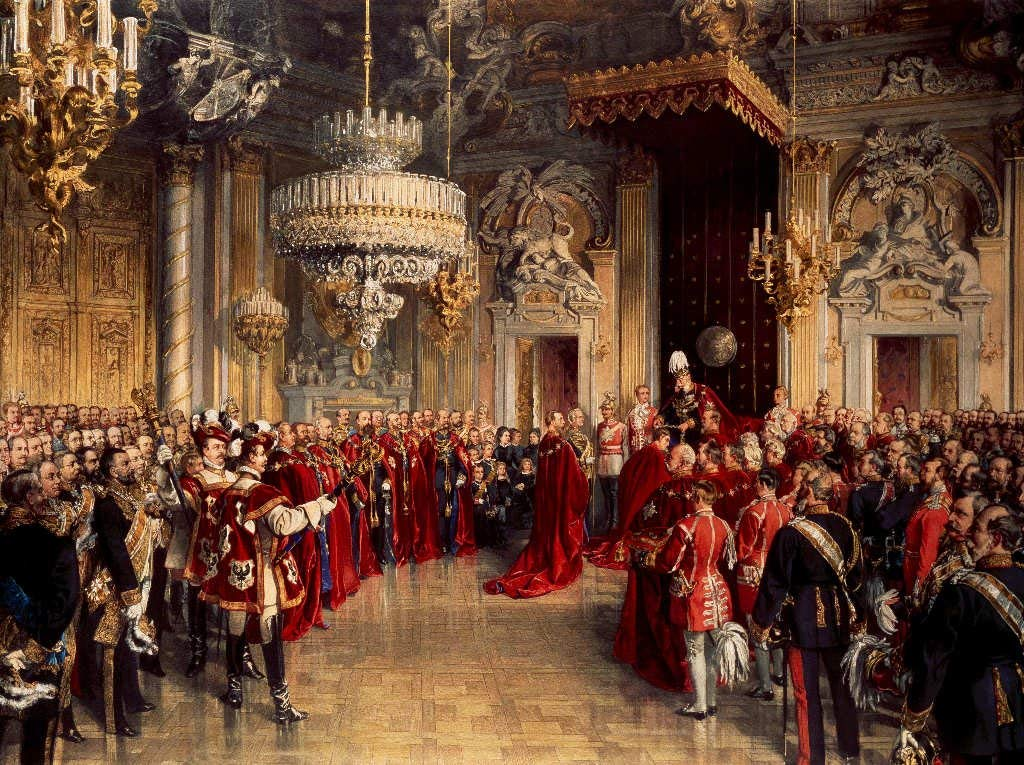
Investitur des Prinzen Wilhelm in den Orden vom Schwarzen Adler, Gemälde von Emil Doepler, 1877 – Darstellung des Rittersaals bei einer Ordenszeremonie Kaiser Wilhelms in der Gründerzeit

Die Paradekammern Friedrichs I. gehörten zu den Meisterwerken des europäischen Barocks. Erbaut in den Jahren 1698–1713 nach Plänen von Andreas Schlüter und Johann Friedrich Eosander, reichten sie von der Mitte des Ostflügels über den gesamten Lustgartenflügel bis zur Mitte des Westflügels. Als östlicher Zugang diente das Große Treppenhaus (auch Wendeltreppe oder Gigantentreppe genannt) hinter dem Schlüterportal, als westlicher Zugang die Weiße-Saal-Treppe neben dem Eosanderportal. Den Auftakt der Paradekammern bildeten der Schweizersaal, die Erste Paradevorkammer und die Zweite Paradevorkammer im Ostflügel. Im Lustgartenflügel folgten das Königszimmer, die Drap-d’or-Kammer, die Rote-Adler-Kammer, der Rittersaal, die Schwarze-Adler-Kammer, die Rote-Samt-Kammer, der Kapitelsaal, die Bildergalerie, der Grüne Salon und das Königinzimmer. Den Abschluss der Paradekammern bildeten der Weiße Saal und die Schlosskapelle im Westflügel.

#### Rittersaal
Höhepunkt der Paradekammern war der besonders prachtvolle Rittersaal über Portal V, der Architektur, Plastik und Malerei als Gesamtkunstwerk vereinte. Er war 17 m lang, 13 m breit, 9,75 m hoch und lag in der Sichtachse Unter den Linden. Die Türwand im Süden schmückte der Trompeterchor, die Fensterwand im Norden eine Wappenkartusche mit dem königlichen Monogramm „FR“.

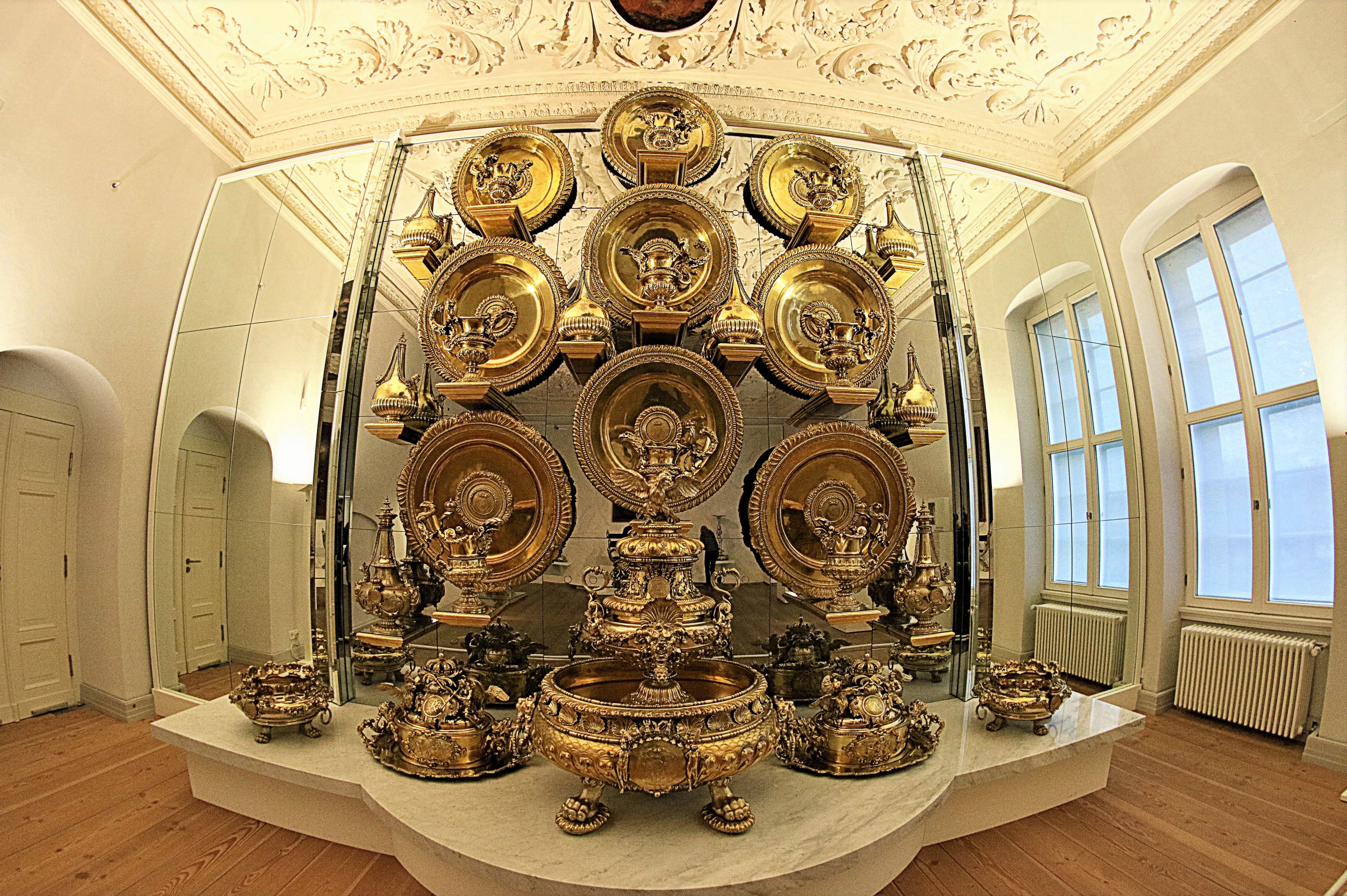
Silberbuffet Friedrichs I. aus dem Rittersaal im Schloss Köpenick

An der Ostwand stand das Silberbuffet, das sich heute im Schloss Köpenick befindet, an der Westwand der Königsthron unter einem Baldachin. Das Deckengemälde von Johann Friedrich Wentzel stellte die Verherrlichung der Regierung Friedrichs I. dar. Auf den Giebeln der Sopraporten befanden sich Allegorien der vier damals bekannten Erdteile Amerika, Asien, Afrika und Europa, die aus weißem Stuck ausgeführt waren. Der zentral aufgehängte Bergkristallleuchter stammte ursprünglich aus dem Nürnberger Pellerhaus und wurde 1824 von Friedrich Wilhelm III erworben.

Paradekammern
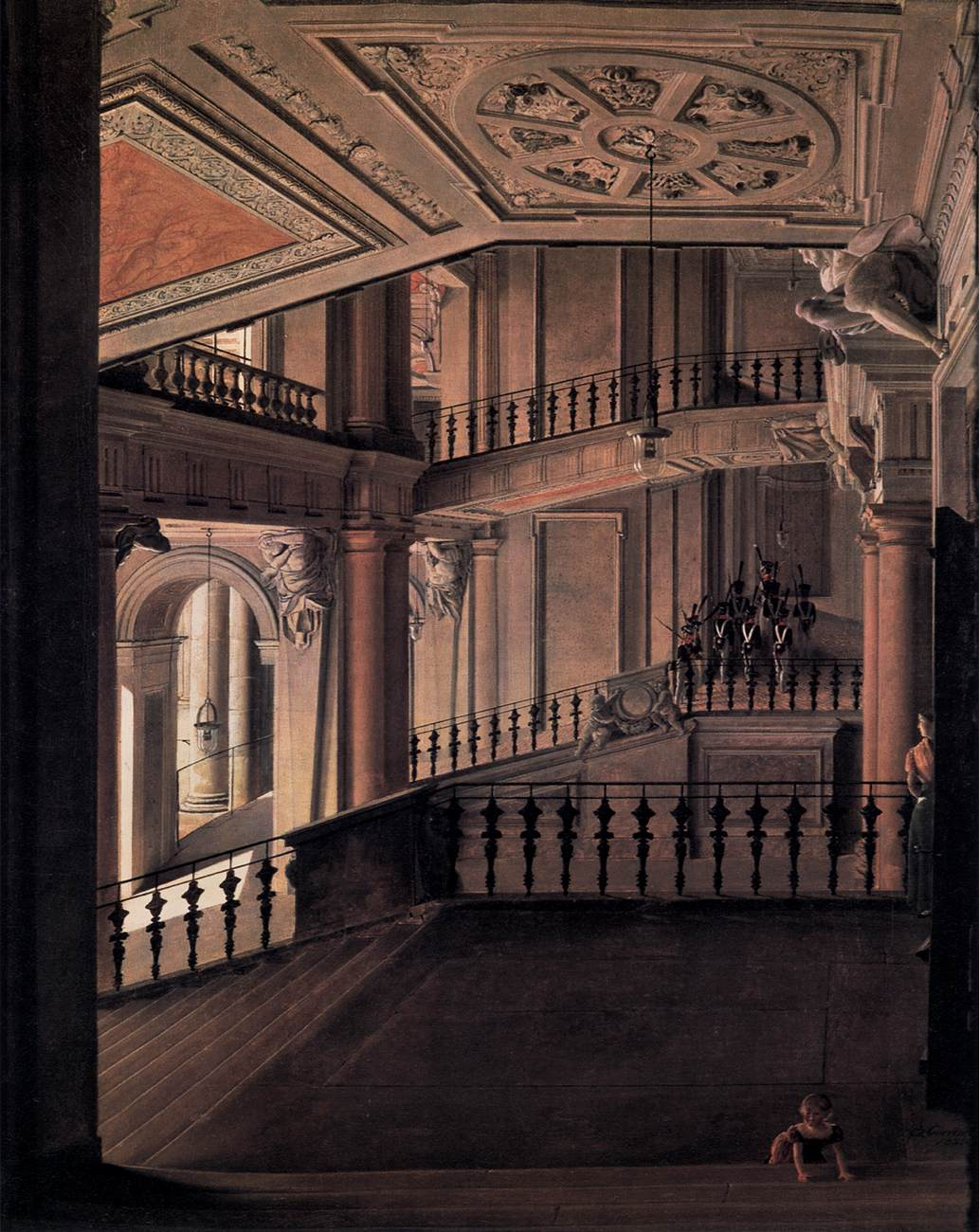
Großes Treppenhaus (Gigantentreppe) im Ostflügel, Gemälde von 1828
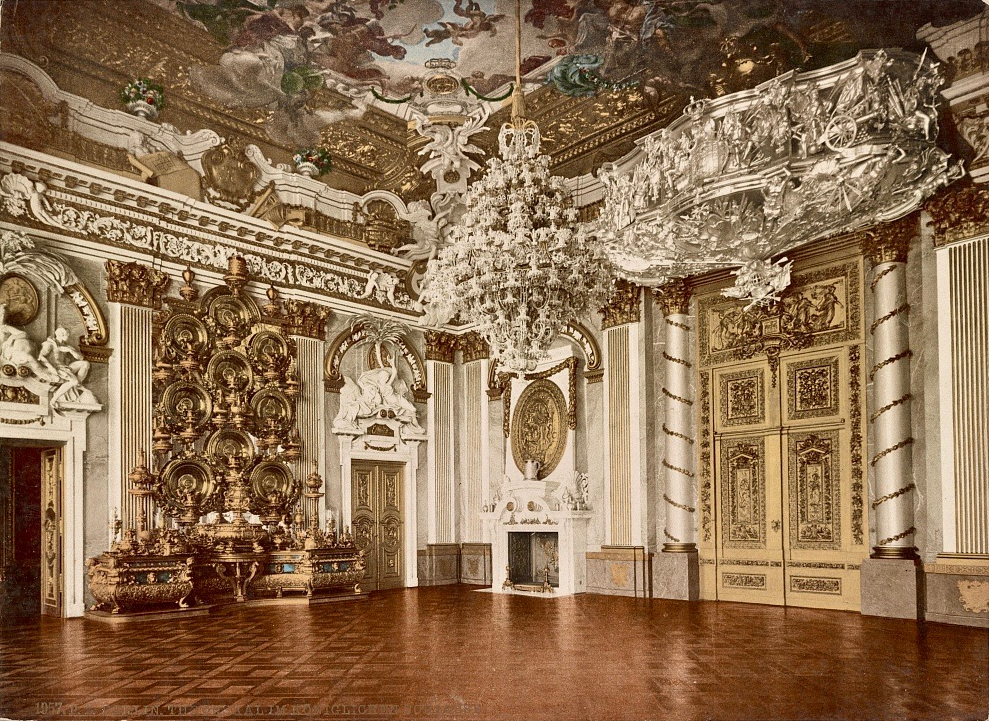
Rittersaal mit Silberbuffet, Blick in Richtung Südosten, um 1900
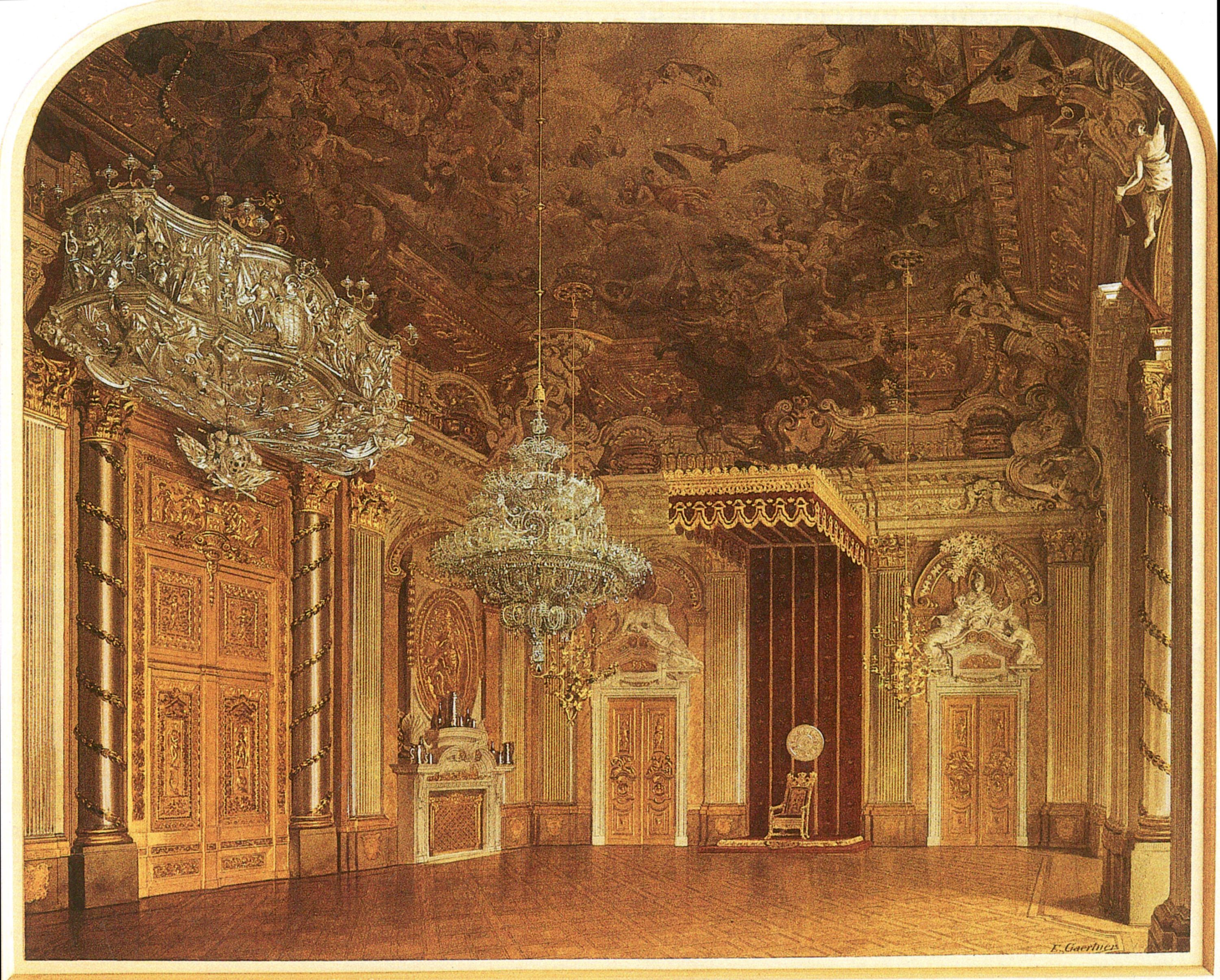
Rittersaal mit Königsthron, Blick in Richtung Südwesten, Gemälde von Eduard Gaertner, 1844
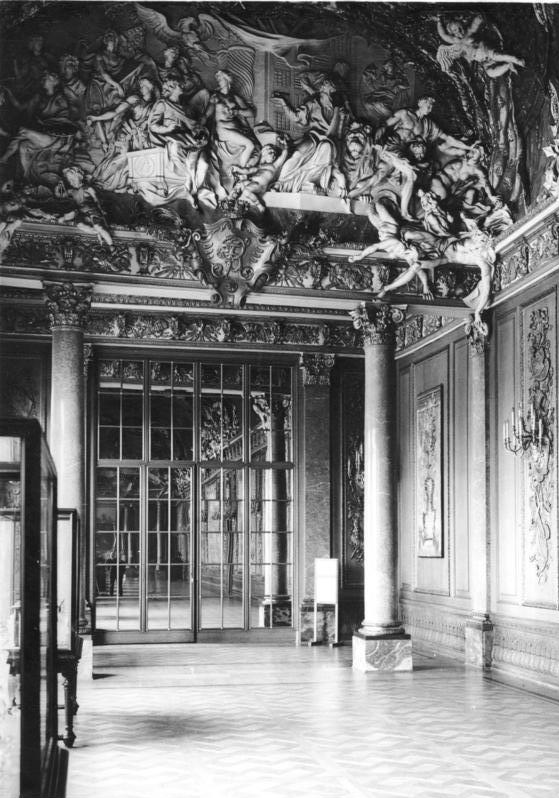
Bildergalerie, Blick in Richtung Kapitelsaal, 1936
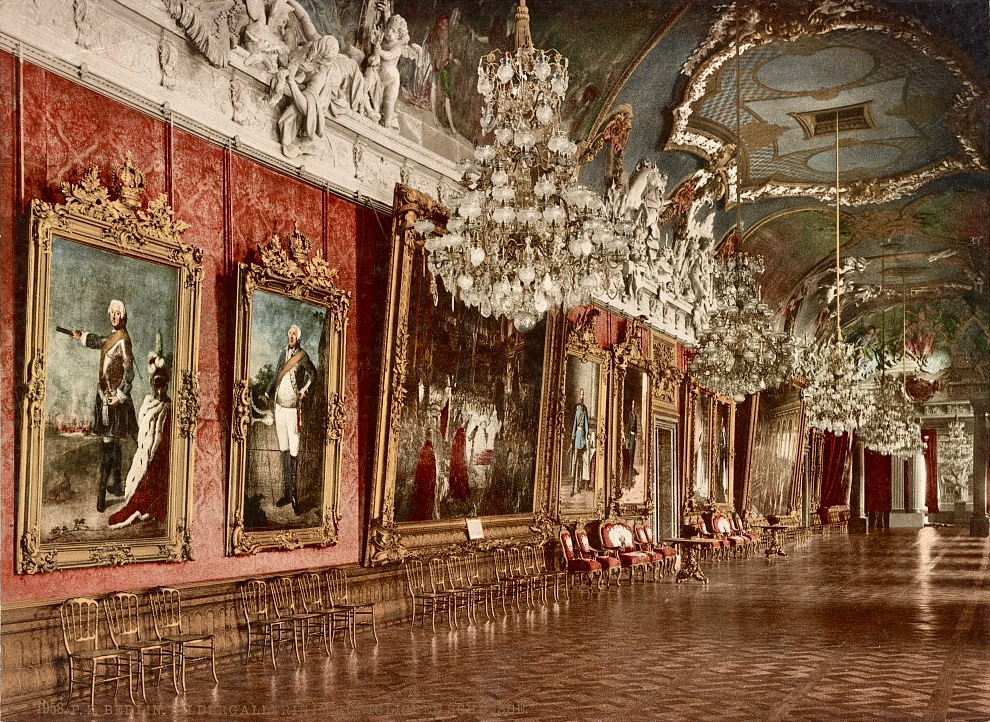
Bildergalerie, Blick in Richtung Weißer Saal, um 1900
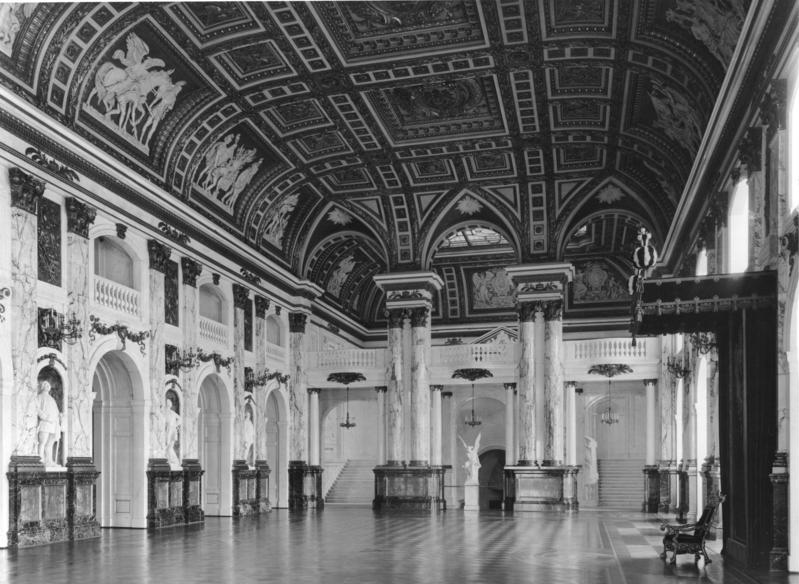
Weißer Saal mit Treppe im Westflügel, vor 1945
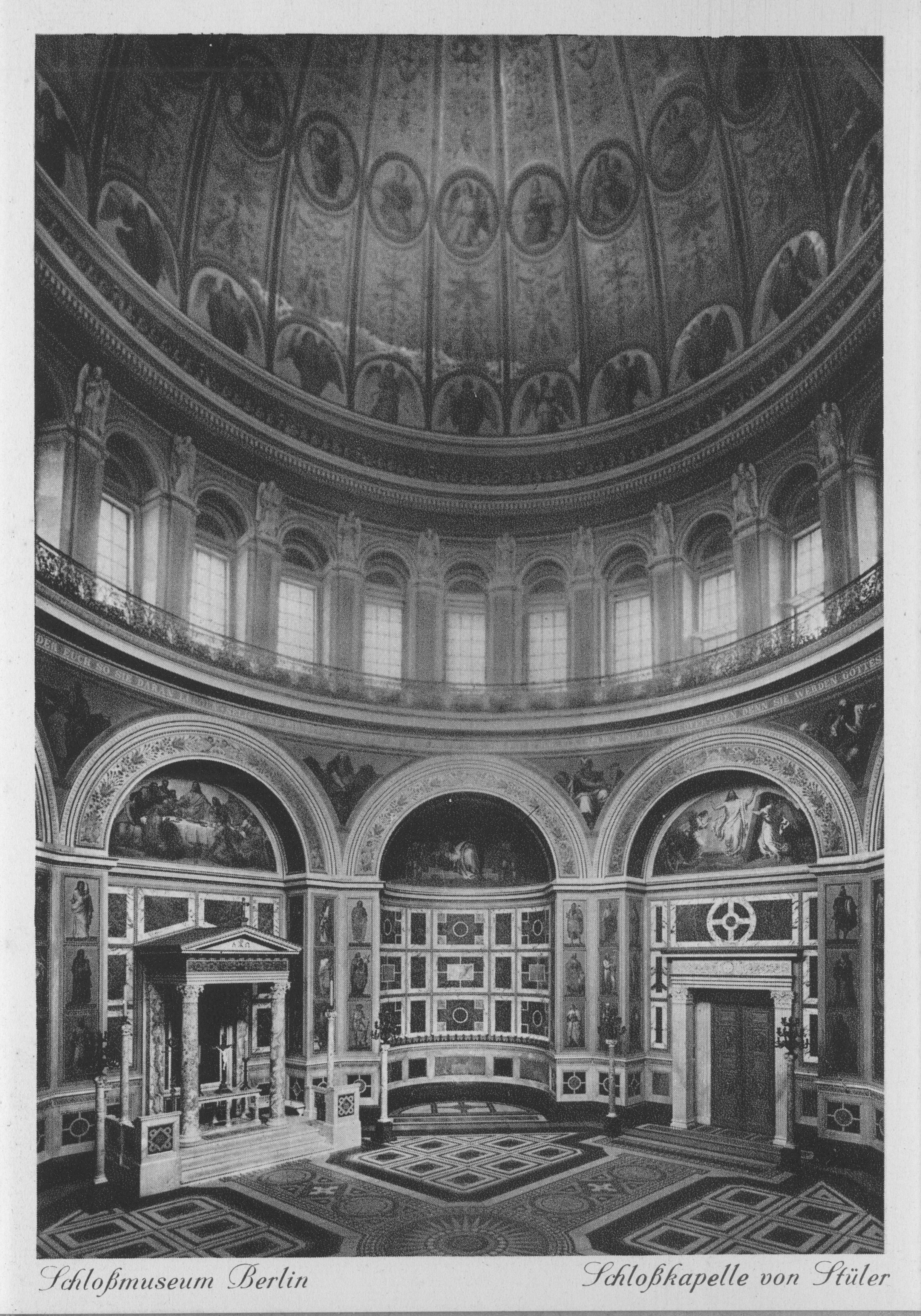
Schlosskapelle unter der Kuppel, um 1900

Der wichtigste Teil der Paradekammern war der Weiße Saal, der seit seiner Fertigstellung 1728 stets zur Repräsentation genutzt wurde. Nach seiner ersten Neugestaltung nach Entwürfen Friedrich August Stülers im Jahr 1845, wurde er auf Veranlassung des Kaisers im Laufe des Jahres 1902 durch Ernst von Ihne erneut maßgeblich umgestaltet. Die zuvor in Eile ausgeführten Reliefs und Statuen aus Stuck und die Wände aus Steinpappe waren nun von verschiedenen Bildhauern, darunter Ernst Westphal, unter Leitung von Otto Lessing in hochwertigen Materialien wie Marmor und Bronze ausgeführt worden. Zum 28. Dezember 1902 fand für rund 50 geladene Gäste eine Führung im Königsschloss statt, um die neuen baulichen Veränderungen zu präsentieren.

#### Elisabethkammern
Die Elisabethkammern waren nach Königin Elisabeth Christine benannt und reichten von der Mitte des Ostflügels bis Portal I des Schlossplatzflügels. Sie wurden vermutlich um 1700 von Andreas Schlüter begonnen und umfassten das vom Schweizersaal aus zugängliche Vorzimmer, das Rote Zimmer, das Samtzimmer, das Eckzimmer, das Blaubartzimmer und den Elisabethsaal über Portal I (daher auch Elisabethportal). Der Elisabethsaal befand sich als repräsentativster dieser Säle hinter Portal I und wurde kurz vor 1700 vollendet. Bis zur späteren Errichtung der Paradekammern galt er als Hauptsaal des Schlosses. Den Höhepunkt der künstlerischen Ausgestaltung bildeten 16 Atlanten, die auf den Lisenen saßen und in komplexen Körperhaltungen Blendbögen und Gesimse über sich trugen. Nach Kriegsende wurden unter dokumentarischer Leitung von Gerhard Strauss Gipsabgüsse der teilzerstörten Atlanten genommen, die sich noch heute im Depot des Deutschen Historischen Museums befinden.

#### Prinzess-Marie-Kammern
Die Prinzess-Marie-Kammern waren nach einer Großnichte Friedrich Wilhelms IV. benannt und reichten von Portal I bis Portal II des Schlossplatzflügels. Sie folgten auf den Elisabethsaal und bestanden aus dem Kabinett (ehemaliges Geburtszimmer Friedrichs des Großen), dem Östlichen Zimmer, dem Mittelzimmer und dem Westlichen Zimmer (auch ‚Prinzess-Marie-Saal‘ genannt) über Portal II.

#### Kurfürstenzimmer
Die Kurfürstenzimmer lagen im Nordteil des Spreeflügels und waren nach dem Großen Kurfürsten benannt, unter dessen Herrschaft ihr Bau begann. Zu den wichtigsten Räumen zählten die Kleine Galerie, die Kugelkammer, die Betkammer, die Brautkammer, das Kronkabinett und das Chinesische Kabinett. Sie wurden seit Friedrich Wilhelm I. zum Trauungszeremoniell der preußischen Könige benutzt.

#### Braunschweigische Kammern
Die Braunschweigischen Kammern lagen im Südteil des Spreeflügels und waren nach den Herzögen von Braunschweig benannt, die sie als Gästezimmer nutzten. Zu den bedeutendsten Räumen zählten die Braunschweigische Galerie und die ehemalige Kapelle der Kurfürstin, die als erster Barockraum Norddeutschlands galt.

### Drittes Obergeschoss
Im dritten Obergeschoss lagen vor allem Nebenräume, aber auch geschossübergreifende Innenräume. Dazu gehörten der Elisabethsaal über dem Portal I, der Joachimsaal über dem Portal II, die Schlosskapelle über dem Eosanderportal, der Weiße Saal, die Bildergalerie, der Kapitelsaal, der Rittersaal über dem Portal V und der Schweizersaal der Paradekammern.

### Treppenhäuser
Großes Treppenhaus

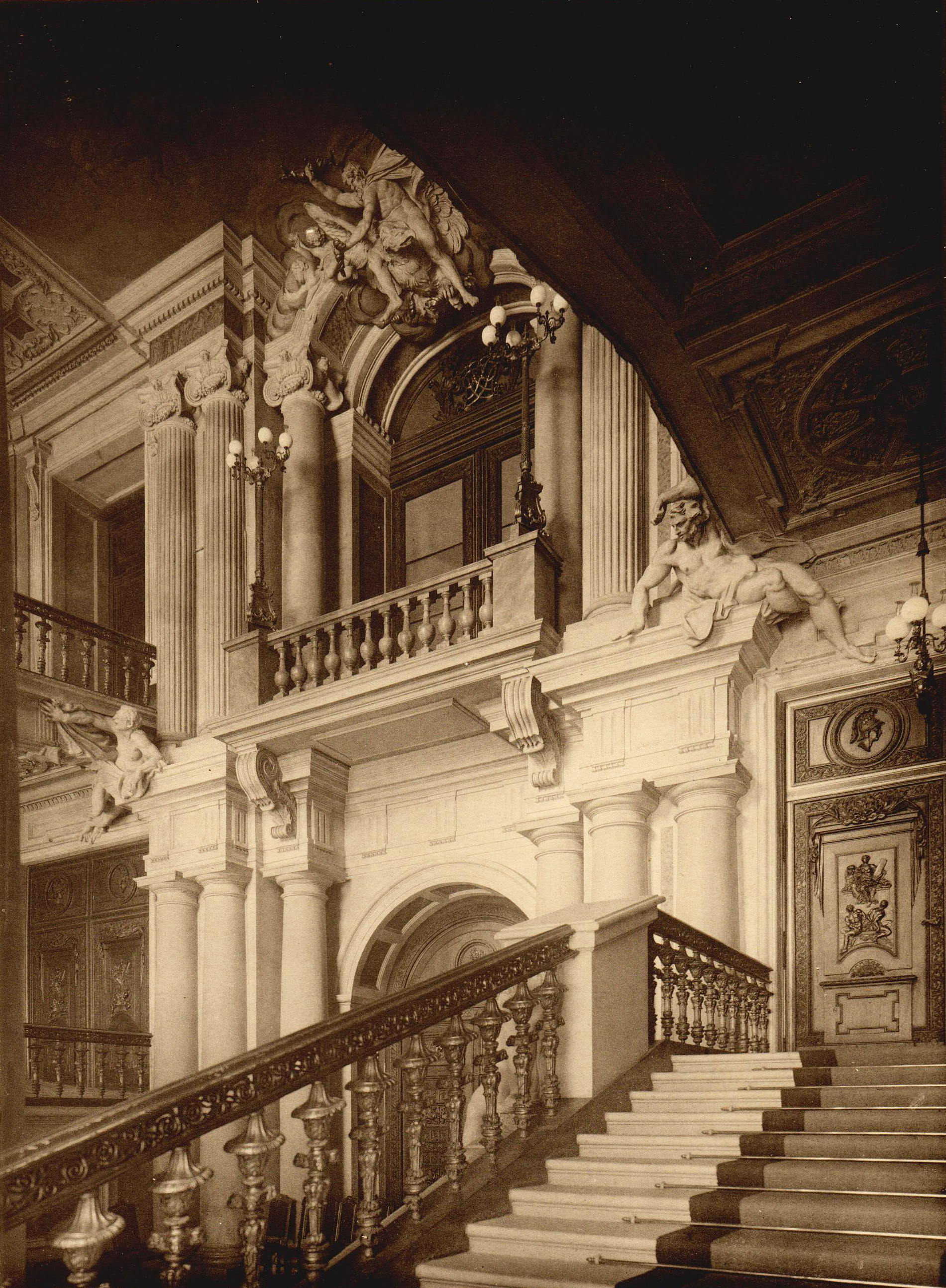
Großes Treppenhaus, 1889

Das Große Treppenhaus (umgangssprachlich: Gigantentreppe), entworfen von Andreas Schlüter, hatte eine herausragende Bedeutung innerhalb des Schlossbaus. Es bildete ein Gesamtkunstwerk aus Baukunst, Bauplastik und Malerei. Zu betreten war die Prunktreppe über das zentrale Portal des Schlüterhofs. Die Anlage hatte zwei Treppenläufe, wovon nur einer über Stufen verfügte und der andere als Rampe ausgeführt war, damit es dem König möglich war, mit seinem Pferd in seine Gemächer zu gelangen. Die Treppenläufe sowie die Empore wurden von Atlantenhermen getragen, während die gegenüberliegenden Läufe von den namensgebenden Giganten gestützt wurden. Diese saßen freiplastisch auf dem Gebälk einer dorischen Säulenordnung. Im darüberliegenden Treppengeschoss lag wiederum eine ionische Ordnung sowie eine aufwendige Figurengruppe. Sie zeigte den Himmelsvater Jupiter auf einem Adler reitend, wie er Blitze auf die Giganten schleuderte, die sich auf der gegenüberliegenden Empore befanden. Symbolisch standen diese für den Sieg der Ordnung über das Chaos.

### Ausstattung
Die künstlerische Ausstattung erfolgte zum großen Teil unter der Regie Andreas Schlüters und Johann Friedrich Eosander von Göthes. Weitere beteiligte Künstler waren: Johann Friedrich Wentzel d. Ä., Johann Heinrich Strack, Augustin Terwesten, Bernhard Rock, Jacques Vaillant. Viele Ausstattungsgegenstände und Möbelstücke aus dem historischen Berliner Schloss sind bis heute erhalten und aktuell auf verschiedene Standorte und Museen verteilt. So sind die umfassende Tafelsilber-Sammlung und das Schaubuffet des Königshauses im Schloss Köpenick zu besichtigen, weitere Teile im Kunstgewerbemuseum Berlin des Kulturforums sowie in der Silberkammer von Schloss Oranienburg. In Oranienburg sind zudem weitere Möbel, Tapisserien und Gemälde zu sehen. Einzelne Möbel sind auch im Potsdamer Orangerieschloss und im Schloss Charlottenburg zu besichtigen. Am Schloss Paretz im Berliner Umland ist der restaurierte königliche Kutschen-Fuhrpark zu besichtigen, der aus dem Neuen Marstall stammt. Im niederländischen Haus Doorn befinden sich zudem viele weitere, bislang öffentlich nicht ausgestellte Gegenstände – Wilhelm II. hatte dort nach der Abdankung ab 1920 sein Exil verbracht und starb 1941 in Doorn.

## Zerstörung

### Zweiter Weltkrieg

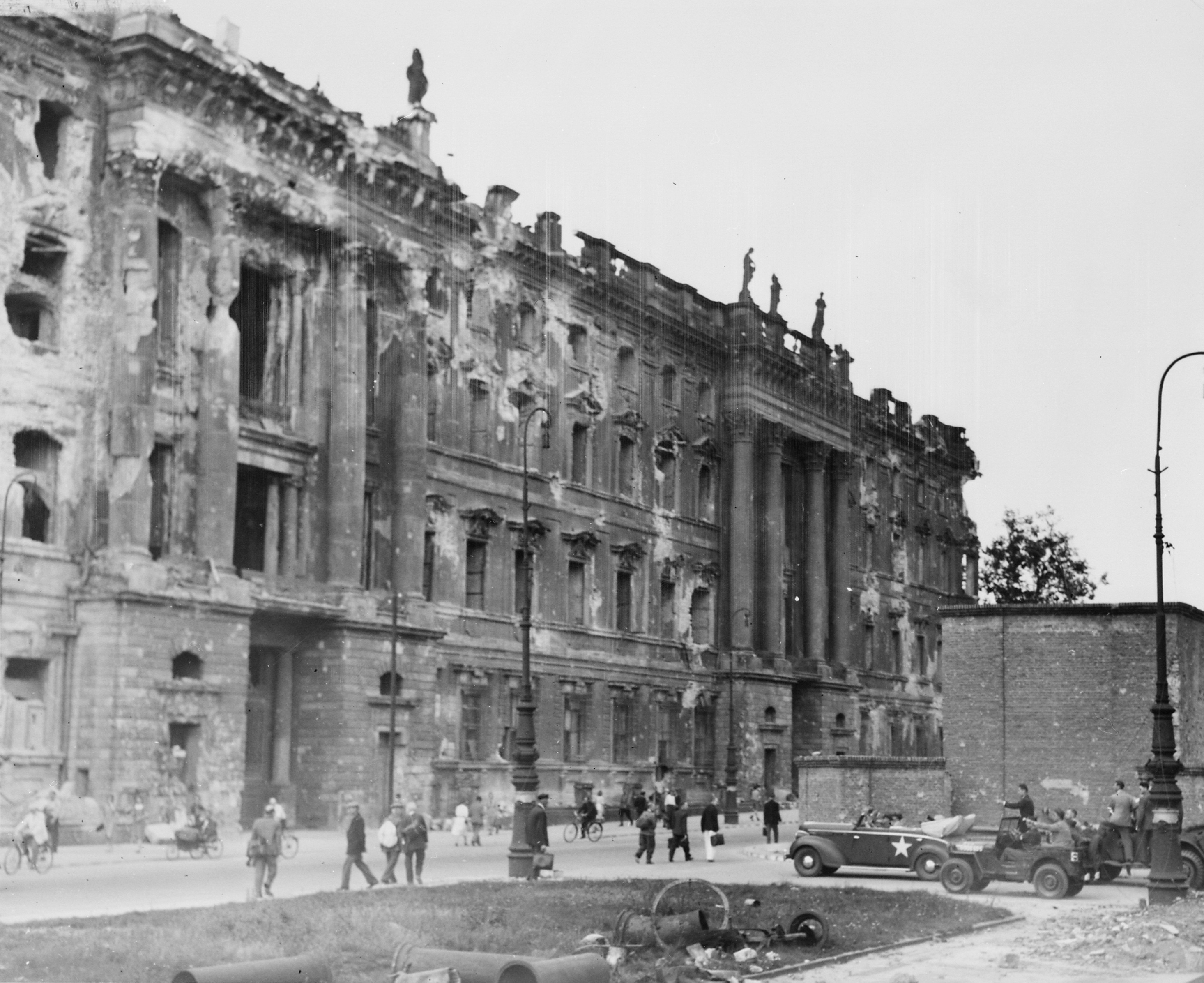
Ansicht des beschädigten Südflügels am Schlossplatz, 1945

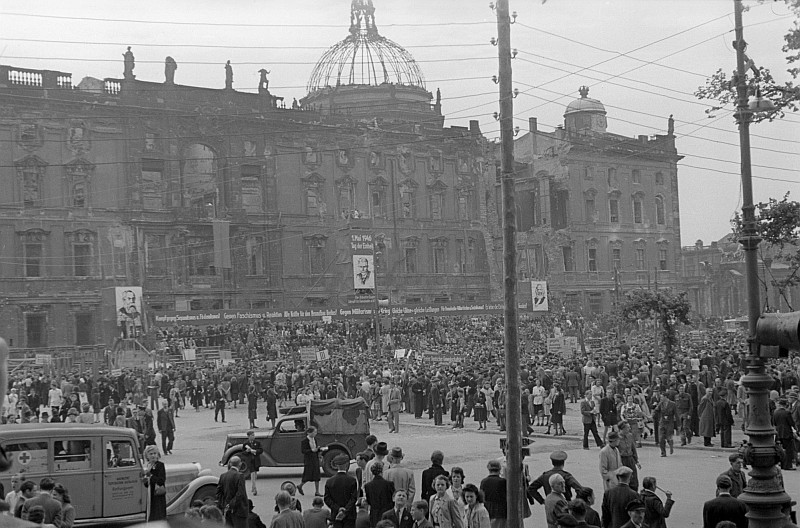
Ansicht des beschädigten Nordflügels am Lustgarten, 1946

Während des Zweiten Weltkriegs brannte das Schloss bei dem schweren alliierten Luftangriff vom 3. Februar 1945 auf das Berliner Stadtzentrum bis auf den Nordwestflügel aus. Das Feuer hatte nahezu alle Prunkräume im Nord- und Südflügel vernichtet. Weitere Schäden an der Schlossplatzfassade entstanden Ende April während der Schlacht um Berlin durch Artilleriebeschuss. Erhalten blieben die Außenmauern mitsamt dem plastischen Schmuck, die tragenden Wände und größtenteils die Haupttreppenhäuser. Der gering beschädigte Flügel mit dem Weißen Saal diente auch nach dem Krieg weiterhin dem Kunstgewerbemuseum Berlin als Magazin und Verwaltungssitz. In anderen nur gering beschädigten Teilen des Schlosses befanden sich Abteilungen des Landesdenkmalamtes und der vormals preußischen Verwaltung der Staatlichen Schlösser und Gärten. Im unzerstörten Erdgeschoss des Schlossplatzflügels mit Schinkels Staatsratssaal hatte eine Baufirma ihren Sitz, die Sicherungs- und Bergungsarbeiten im Schloss und seiner Umgebung ausführte.
Stadtbaurat Hans Scharoun beantragte sofort Maßnahmen zur Erhaltung des Schlosses, das er für den „hervorragendsten Bau des norddeutschen Barock“ hielt. Doch dem stimmte der Magistrat Werner, der im Mai 1945 von der sowjetischen Militärregierung eingesetzt worden und von der KPD dominiert war, nur widerwillig und teilweise zu. Deshalb entstanden durch Witterungseinflüsse weitere Schäden, bevor ab 1. Oktober 1945 Sicherungsarbeiten begannen. Im demokratisch gewählten Magistrat Ostrowski war ab Dezember 1946 Karl Bonatz Scharouns Nachfolger. Auch er sah, in seinem Bonatzplan für den Wiederaufbau Berlins, die Erhaltung des Schlosses vor. Im Weißen Saal fanden zwischen August 1946 und März 1948 vier gut besuchte Ausstellungen statt, darunter die von Scharoun geleitete Wiederaufbau-Schau Berlin plant — Erster Bericht.
Seit der Teilung Berlins im Sommer und Herbst 1948 verhinderte der nun für das Schloss verantwortliche SED-geführte Ost-Berliner Magistrat nach und nach die weitere Benutzung sowie Sicherungsarbeiten und Beheizung. Die Volkspolizei kündigte im Oktober 1948 den im Schloss untergebrachten Institutionen die Räumung an. Nachdem ihre Proteste nichts bewirkt hatten, verlegten sie ihre Dienstsitze nach West-Berlin. Im März 1949 sperrte die Bauaufsichtsbehörde das Schloss, obwohl eine Sachverständigenkommission es für nicht einsturzgefährdet erklärt hatte. Im Oktober 1949 zerstörten Sowjetsoldaten bei Dreharbeiten zum sowjetischen Film Die Schlacht um Berlin mehrere Skulpturen und noch erhaltene Ausstattungsstücke sowie hunderte Glasfenster des Schlosses.

### DDR-Zeit

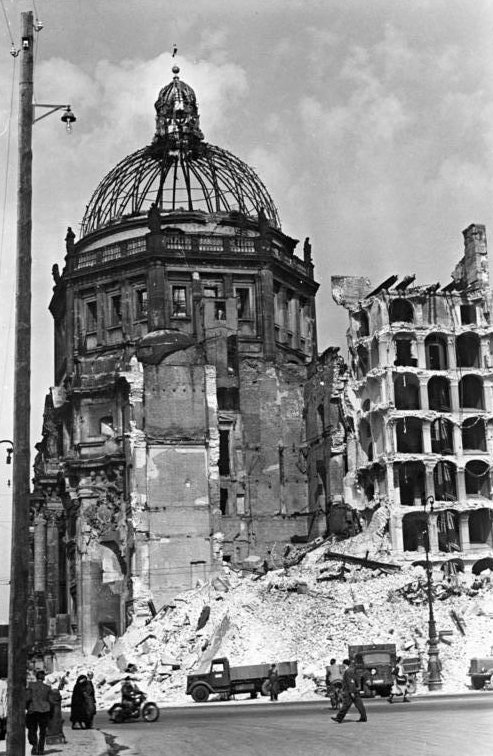
Abriss des erhaltenen Eosanderportals, 1950

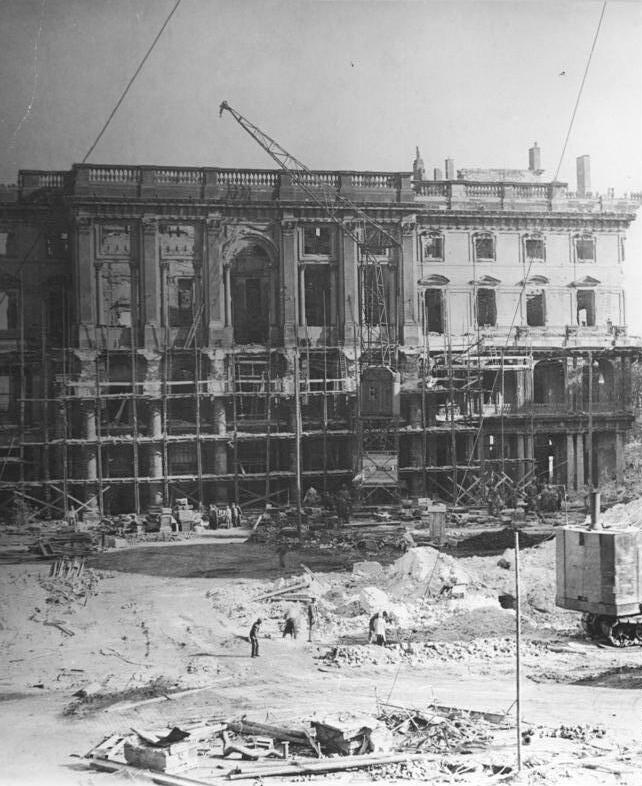
Abriss des erhaltenen Schlüterhofs, 1950

Nachdem die Berliner Öffentlichkeit im Winter 1948/49 die Anzeichen des offenbar bevorstehenden Abrisses des Schlosses diskutiert hatte, streute die SED-gesteuerte Presse zunächst im Februar 1950 Desinformationen aus. Während der Führungszirkel der SED den Wiederaufbau des Schlosses einhellig ablehnte, stellte er zunächst den amtlichen Wiederaufbauplan nicht in Frage und duldete interne Diskussionen des Kulturbundes über die Neugestaltung der Mitte Berlins. Mit Gründung der DDR war die Zuständigkeit für den Wiederaufbau des Berliner Stadtzentrums an eine Abteilung des Ministeriums für Aufbau übergegangen. Auf dem III. Parteitag der SED gab am 23. Juli 1950 Walter Ulbricht, der neue Generalsekretär des ZK (Zentralkomitee) der SED, den bevorstehenden Abriss des Schlosses bekannt. An der Stelle des Schlosses selbst, wie auch des Lustgartens, der Schloßfreiheit und des Schloßplatzes sollte ein Kundgebungsplatz entstehen, „auf dem der Kampfwille und Aufbauwille unseres Volkes Ausdruck finden können“. Dies kündigte Ulbricht an, ohne dass zuvor Diskussionen oder Absprachen im Politbüro, im Ministerrat oder mit dem Oberbürgermeister stattgefunden hatten. In den folgenden Wochen bekamen Ulbrichts Ideen Gesetzesform. Der entsprechende Ministerratsbeschluss wurde Ende August 1950 veröffentlicht. Er sah vor, am Kundgebungsplatz im Norden das Alte Museum und den Berliner Dom stehen zu lassen und an der Spreeseite im Osten eine Zuschauertribüne zu errichten, die über eine Brücke mit einem „repräsentativen Hochhaus“ auf der anderen Seite der Spree verbunden werden sollte.
Führende Vertreter des Berliner Kulturlebens verwarfen auf einer Veranstaltung des Aufbauministeriums am 30. August 1950 einhellig den Plan und versuchten angesichts der für den 6. September vorgesehenen Abstimmung der Volkskammer eine öffentliche Diskussion in Gang zu bringen. Walter Hentschel nannte das Schloss „eines der bedeutendsten Baudenkmäler Deutschlands, ja der ganzen Welt“, Walter Friedrich schrieb, es gehöre „zu den bedeutendsten Schöpfungen deutscher Baukunst“, und für Ragnar Josephson war es „in großgeformter, kraftvoller Ganzheit […] ein Denkmal der souveränen Barockkunst in Europa“, Johannes Stroux bezeichnete das Schloss als „eines der bedeutendsten Baudenkmäler nationaler Kunst und des Spätbarock überhaupt“ und Horst-Wolf Schubert (1903–1977), Kunsthistoriker und Landeskonservator von Sachsen-Anhalt, als „eine der bedeutendsten Schöpfungen der deutschen Baukunst; es hat Weltgeltung“. Der ehemalige Stadtbaurat Hans Scharoun setzte sich in Briefen an Otto Grotewohl für die Rettung des Schlosses ein und meinte speziell zum Schlüterhof: „von einmaliger Bedeutung [… erlangte] Weltruhm“.
Die verantwortlichen SED-Politiker gingen auf die zahlreichen, kunsthistorisch oder geschichtspolitisch begründeten Proteste nicht ein oder führten Kostenargumente an. Beispielhaft war die Antwort, die Ulbricht einem protestierenden SED-Genossen erteilte. Dessen „Stellungnahme“ sei ihm „bereits aus Westberliner Zeitungen bekannt“, er empfehle ihm, „eine Protestbewegung gegen jene zu organisieren, die das Schloss durch ihren Bombenterror zerstört haben“ und kündigte an, dass „architektonisch wichtige Partien im Innern des Schlosses, soweit sie den amerikanischen Bombenterror überstanden haben“, in ein Museum überführt werden. Am 7. September 1950, dem Tag nach dem Volkskammerbeschluss, begannen die abschnittsweisen Sprengungen des Schlosses. Diese Vernichtung von einzigartigem Kulturgut wurde weltweit kritisiert. Von erfolglosen Protesten begleitet, endeten sie am 30. Dezember 1950 mit der Niederlegung des Eosanderportals. Zerkleinerungssprengungen von Kapitellen, anderen größeren plastischen Teilen und von Kelleranlagen endeten im März 1951. Zuvor hatte jedoch eine Kulturgruppe unter Leitung eines Teams der Universität Greifswald alle kulturhistorisch wertvollen Fassadenelemente festgelegt. Diese wurden sorgsam textlich und fotografisch dokumentiert, danach abgenommen und auf einem Lagerplatz auf der Museumsinsel zwischenabgelegt. Im späteren Verlauf verliert sich ihre Spur jedoch.

### Nach dem Abriss

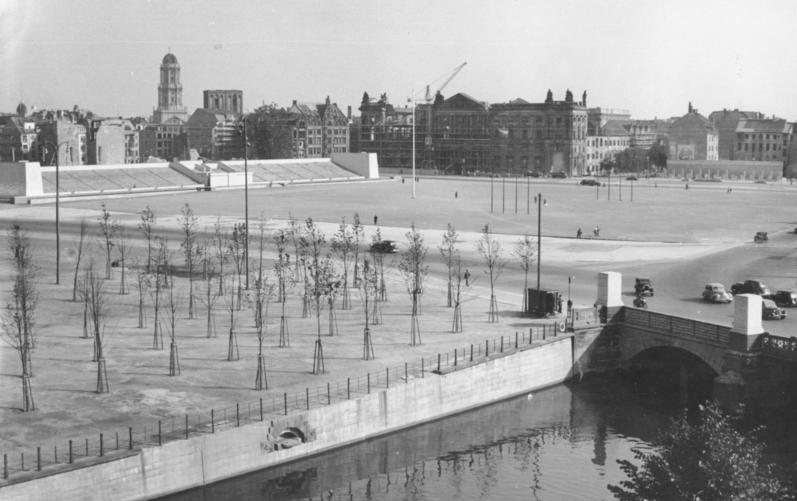
Marx-Engels-Platz auf dem ehemaligen Schlossgelände, 1951

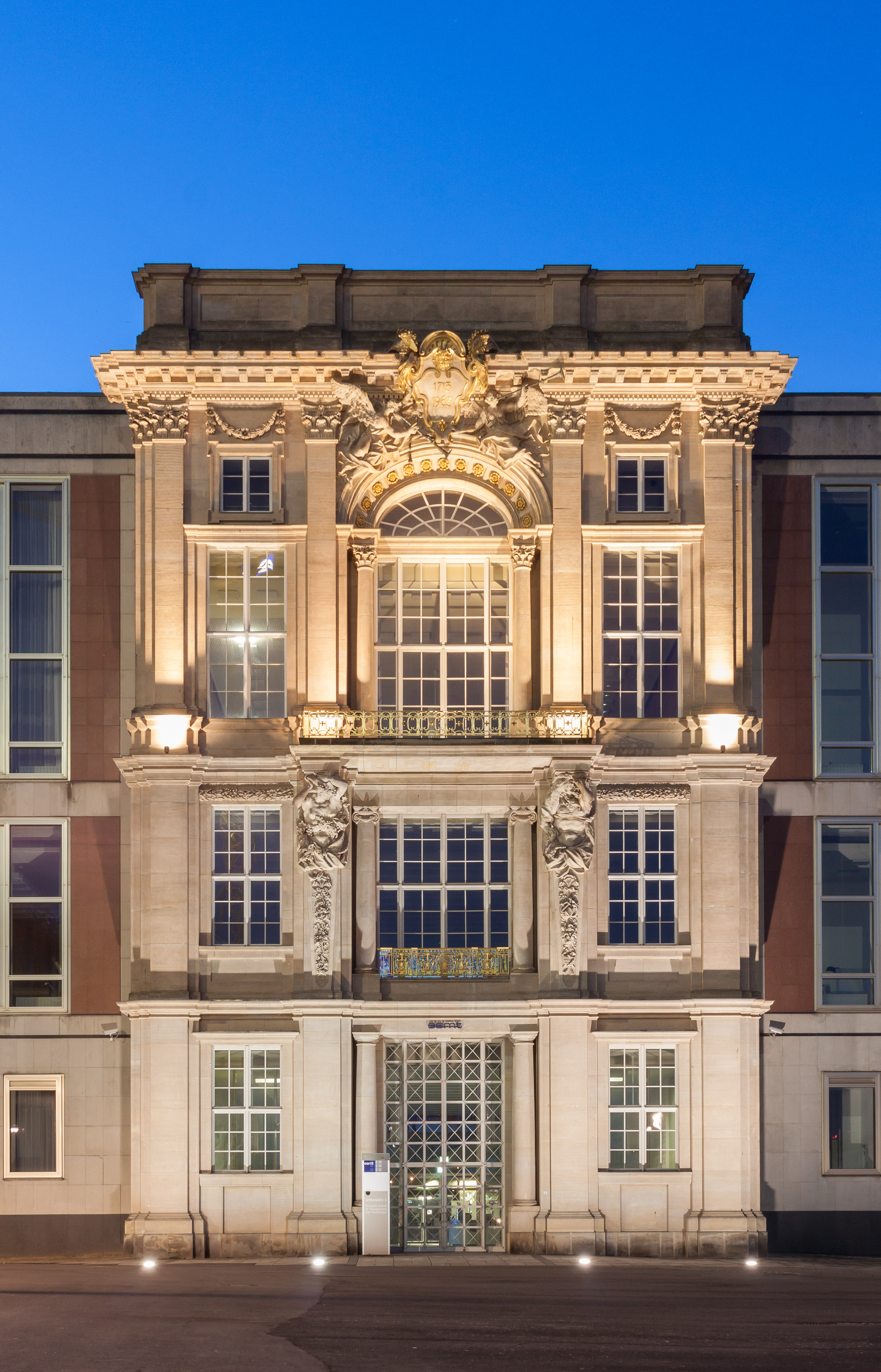
Schlossportal IV („Liebknechtportal“) am Staatsratsgebäude

Bis zur Feier am 1. Mai 1951 war das Schlossareal abgeräumt, eingeebnet und mit rotem Ziegelsplitt bedeckt. An seiner Ostseite erhob sich mit dem Rücken zur Spree eine Tribüne. Der um den bisherigen Schlossplatz und den Lustgarten aufgeweitete Platz erhielt zu Ehren der Theoretiker des Kommunismus Karl Marx und Friedrich Engels den Namen Marx-Engels-Platz. Die in den folgenden Jahren ausgearbeiteten Pläne zur Neugestaltung des Marx-Engels-Platzes blieben 20 Jahre unausgeführt oder wurden, wie beim Zentralen Regierungshochhaus, verworfen. Abgesehen von gelegentlicher Nutzung durch Demonstrationen, Militärparaden und Massenveranstaltungen blieb der Platz bis in die 1970er Jahre ungenutzt. Das 1963 an seinem südlichen Rand errichtete Staatsratsgebäude erhielt als Eingang das geborgene Portal IV als „wichtige Gedenkstätte der Arbeiterbewegung“. Erst nach der Absetzung Walter Ulbrichts veranlasste sein Nachfolger Erich Honecker 1971 als programmatische Geste die Errichtung eines Mehrzweckgebäudes auf dem Marx-Engels-Platz. Infolge dieser Planungen entstand 1973 bis 1976 auf dem östlichen Schlossgelände der Palast der Republik. Unter anderem diente das Gebäude als Sitz der Volkskammer und enthielt zahlreiche öffentliche Einrichtungen.
Kurt Liebknecht (Neffe von Karl Liebknecht, von 1949 bis 1951 Direktor des Instituts für Städtebau und Hochbau im DDR-Ministerium für Aufbau) berichtete in einem Interview mit der Berliner Zeitung im Jahr 1990, dass der Entschluss zum Abriss des Berliner Schlosses hauptsächlich ein Alleingang von Walter Ulbricht gewesen sei. Liebknecht sei durch die Parteiführung dazu bewogen worden, dem Abriss zuzustimmen. Diesen hielt er für einen großen Fehler.
Ohne ausreichende Planung hatte ein wissenschaftliches Aktiv beim Abriss des Schlosses etwa 2000 künstlerisch wertvolle plastische Arbeiten und Architekturteile geborgen und den Bau vor seiner Vernichtung in der Eile nur unsystematisch dokumentieren können. Dies war, wie die Zukunft erwies, lediglich zur Beruhigung der Öffentlichkeit geschehen. Die wissenschaftliche Bearbeitung der Dokumentation kam nicht zustande und die erhaltenen Teile verwahrlosten auf einem Lagerplatz, wo sich ihre Spur nach 1965 verlor. Die Schuttmassen des gesprengten Schlosses gelangten auf Trümmerbahnen und Spreekähnen zu Trümmerbergen am Rand des Tierparks Friedrichsfelde und im Volkspark Friedrichshain, in ehemalige Kiesgruben auf dem Gelände des Stadtforstes Köpenick unweit des Seddinsees und auf ein Privatgrundstück in Berlin-Schmöckwitz. Obwohl das Zentral-Organ der SED Neues Deutschland den Abriss im August 1950 unter dem Motto „es soll uns nichts mehr an unrühmlich Vergangenes erinnern“ angekündigt hatte, unterblieb in der DDR eine offizielle Erörterung der historischen und kulturellen Bedeutung des Schlosses. Eine entsprechende Veröffentlichung mit Argumenten für den Abriss wurde 1952 zurückgezogen. In den folgenden Jahrzehnten der SED-Herrschaft in der DDR galt das Thema Berliner Schloss als tabu. Die für die wissenschaftliche Erforschung erforderlichen Akten wurden unter Verschluss gehalten.

## Wiederaufbau

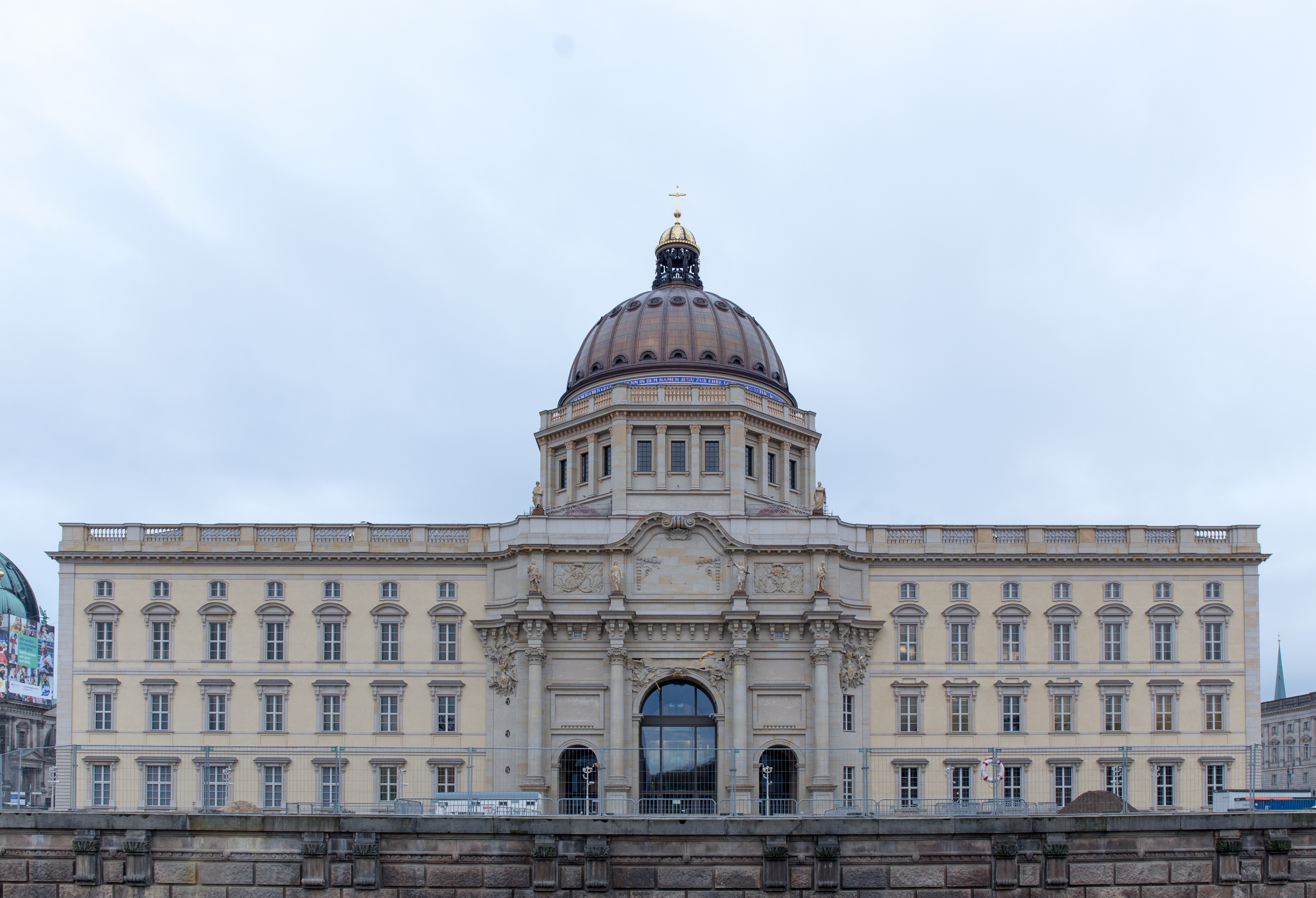
Wiederaufgebautes Schloss, 2020

### Planung
Nach der politischen Wende erfolgten im unbebauten Bereich des Schlossareals archäologische Grabungen, wobei ein Teil der Fundamente und Keller freigelegt wurde. Ein Metallzaun umgab die Ausgrabungsstätte und Erklärungstafeln verdeutlichten etwa das Heizungssystem im Schlosskeller. 1991 erhielt der nördliche Teil des Marx-Engels-Platzes seinen ursprünglichen Namen Lustgarten zurück, während es 1994 zur Umbenennung des restlichen Marx-Engels-Platzes in Schloßplatz kam. Von 1997 bis 2002 erfolgte die Asbestsanierung und 2006–2008 schließlich der Abriss des Palastes der Republik. Zum Ausgleich der entnommenen Baumassen erhielt das Fundament eine Betonwanne, in die entsprechend der abgefahrenen Materialien nasser Kies als Ausgleichsgewicht eingebracht wurde. Mit dieser Maßnahme konnte ein Aufschwimmen der restlichen Fundamente verhindert werden. Zwischen 2009 und 2012 war das Schlossareal nach einem Konzept von relais Landschaftsarchitekten als öffentlicher Freiraum gestaltet. Dabei wurden die Grabungsfelder durch hölzerne Stege erschlossen und die Palastwanne als offener Grünraum inszeniert.
Bereits im Jahr 1992 hatte der Hamburger Kaufmann Wilhelm von Boddien den Förderverein Berliner Schloss für den Wiederaufbau gegründet. Im November 2000 wurde zunächst eine Internationale Expertenkommission Historische Mitte Berlin eingesetzt. 2002 erfolgte der Beschluss des Deutschen Bundestags zum Wiederaufbau des Berliner Schlosses. Über das Projekt und die Geschichte des Bauwerks informierte ein Besucherzentrum am Lustgarten.

### Bau

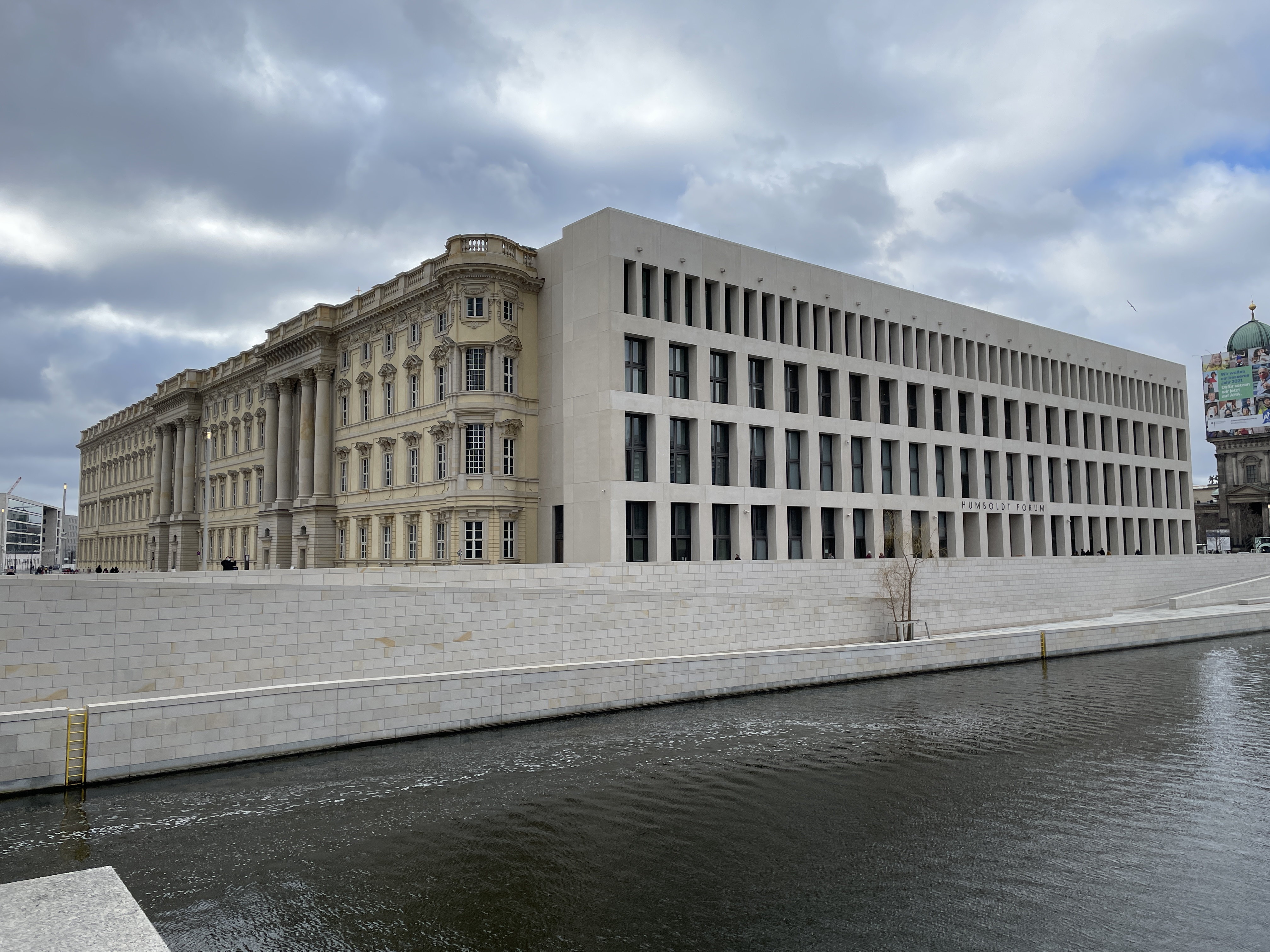
Spreeseite, Februar 2021

Aus dem internationalen Realisierungswettbewerb 2008 ging der italienische Architekt Franco Stella als Sieger für die neu zu entwerfenden Baukörper, Innenräume und modernen Fassaden im Mittelteil, Schlossforum und an der Ostseite hervor. Die Rekonstruktionsplanung für drei der vier Fassaden, mit Eckrondell an der Südostecke, drei von vier Seiten des Schlüterhofs, die Innenseite des Eosanderportals, des Gartenportals und der beiden Stadtportale wurde von Stuhlemmer Architekten erstellt. Um das für die Rekonstruktion fehlende Planmaterial neu erstellen zu können, wurden von Stuhlemmer Architekten in Kooperation mit der TU Berlin Fotografien per fotogrammetrischem Verfahren entzerrt und basierend auf einem Katasterplan von 1880 maßstabsgerecht in eine Ebene gebracht, sodass Einzelmaße herausgerechnet werden konnten. Die Rekonstruktionsplanung für die Kuppel mit Kreuz erfolgte durch Hilmer Sattler Architekten.
Die Innenarchitektur wurde von der Franco Stella Planungsgesellschaft zeitgemäß – hell und rein funktional –, ausgeführt. Dieses betraf ebenso die Ostfassade zur Spree, die Parallelen zum Stil des Rationalismus aufweist. Nicht rekonstruiert wurden die zwei flankierenden Nebenkuppeln über der Westfassade und die historische Burganlage an der Spree. Auch die Innenräume werden vorerst nicht wiederhergestellt. Langfristig ist aber die Rekonstruktion der barocken Gigantentreppe am Schlüterhof geplant. Darüber hinaus ist der Lustgartenflügel im Innern so gebaut, dass eine Wiederherstellung einzelner Schlossräume möglich ist. Aufgrund von Haushaltskürzungen der Bundesregierung verschob sich der Start der Baumaßnahmen von 2010 auf 2014. Bereits am 12. Juni 2013 legte Bundespräsident Joachim Gauck den Grundstein. Genau zwei Jahre später, am 12. Juni 2015, wurde das Richtfest für den vollendeten Rohbau des Schlosses samt Dachstuhl gefeiert.

### Eröffnung

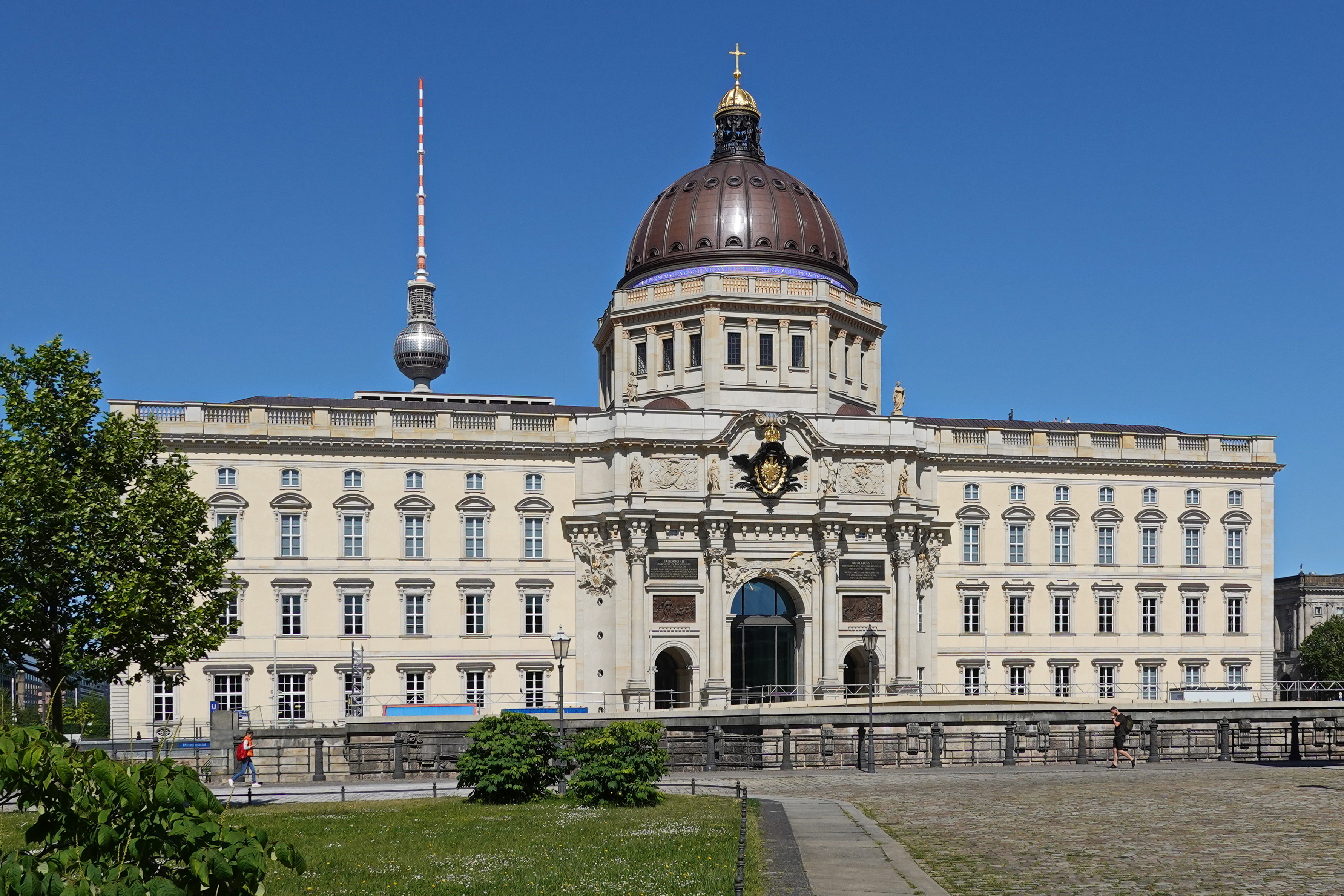
Das wiederaufgebaute Schloss, Juni 2023

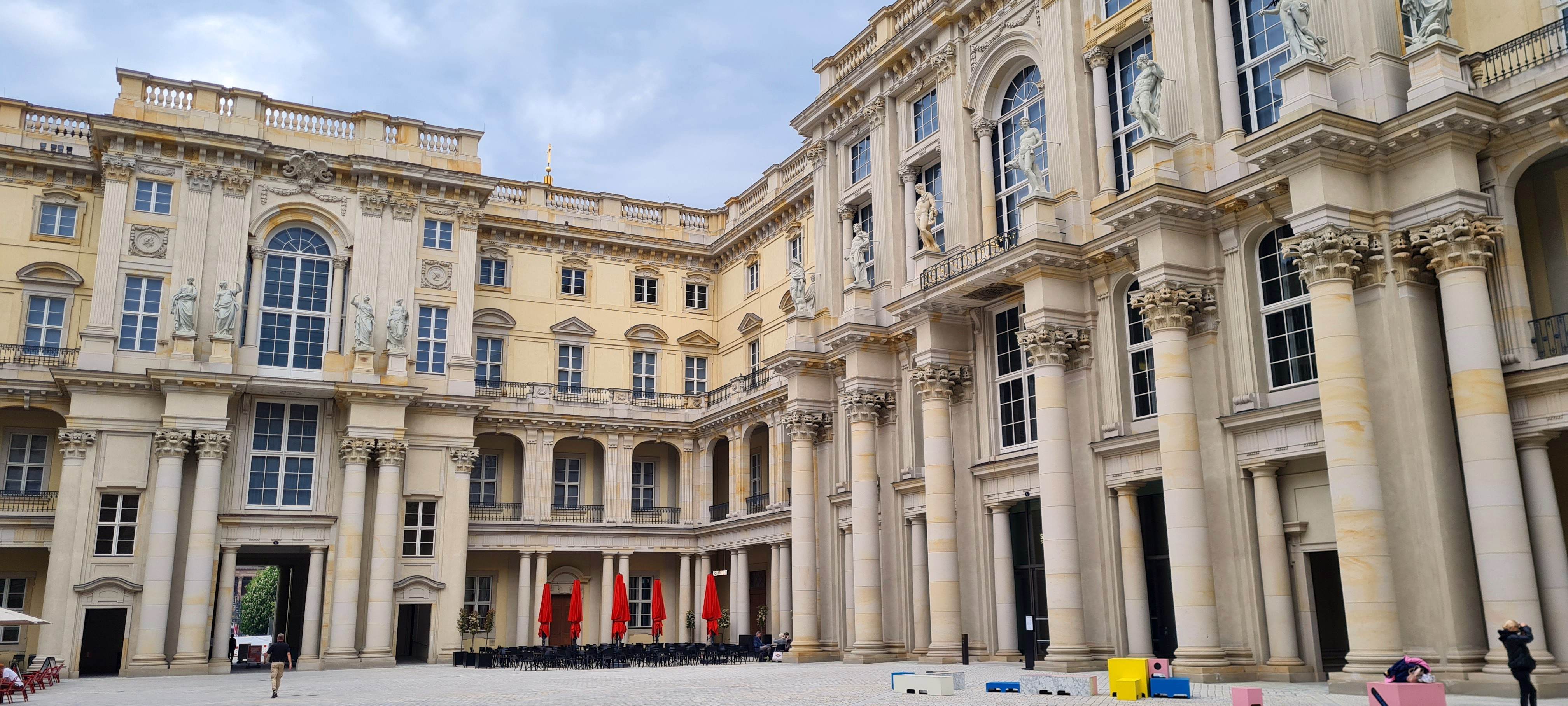
Schlüterhof, 2023

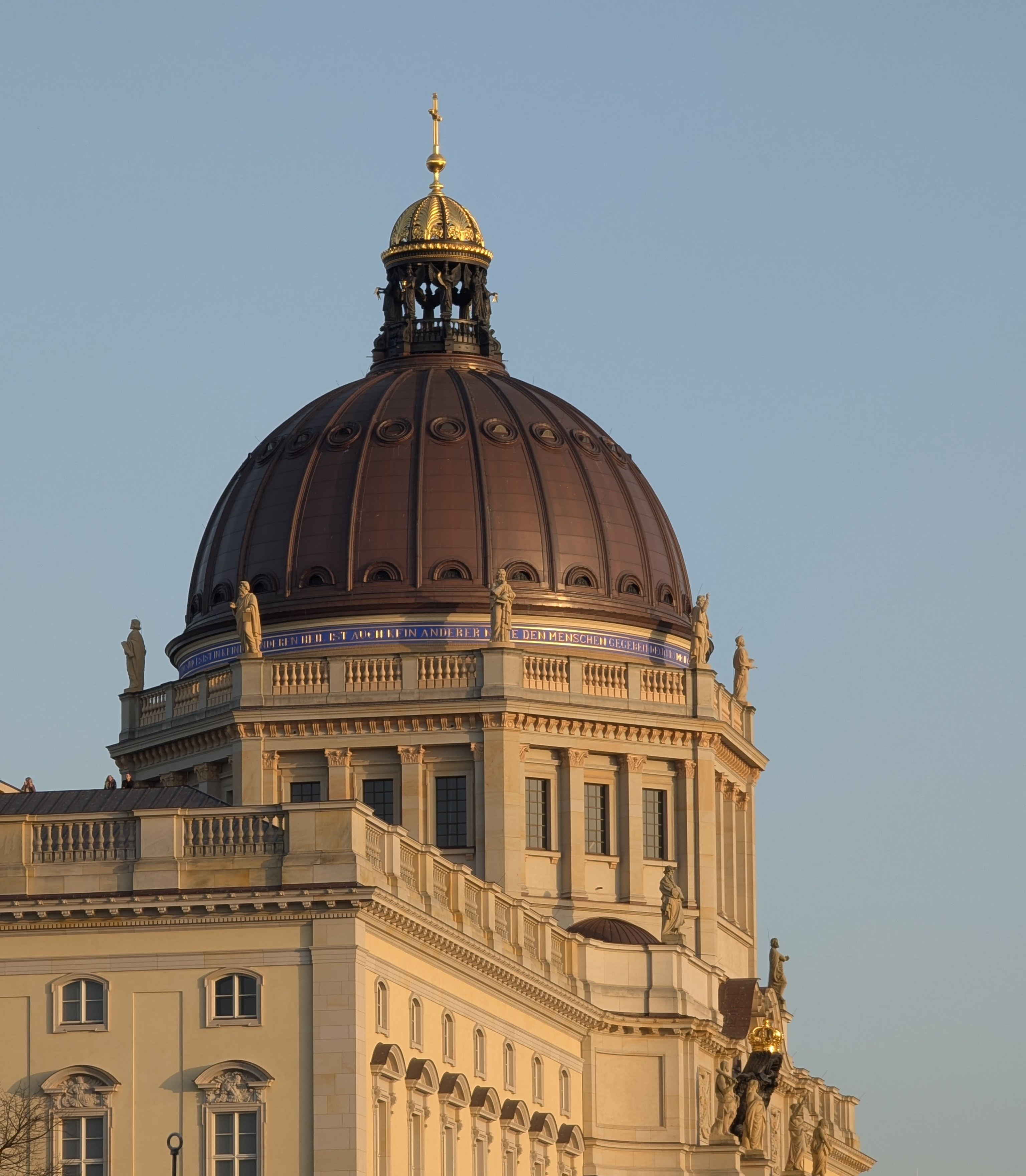
Die Kuppel mit Kuppelfiguren, 2025

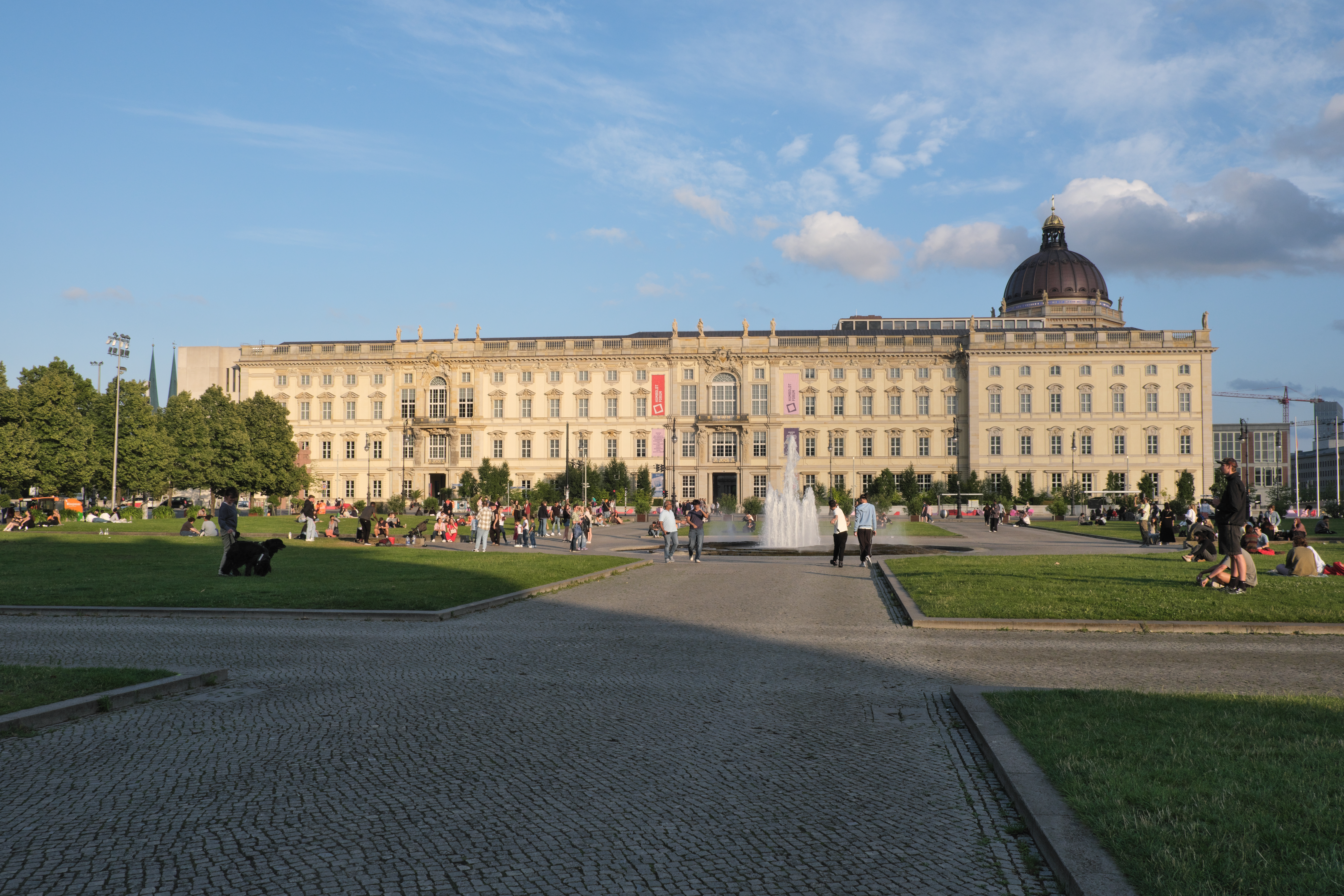
Blick vom Lustgarten auf das wiederaufgebaute Schloss mit den neuentworfenen Attikaskulpturen, 2025

Die für September 2020 geplante Eröffnung des Humboldt Forums erfolgte am 17. Dezember 2020 zunächst symbolisch virtuell, die eigentliche Eröffnung wurde aufgrund der COVID-Maßnahmen auf 2021 verschoben. Am 29. Mai 2020 wurde die nach historischen Fotos und Entwürfen von Andreas Hoferick rekonstruierte Laterne der Schlosskuppel aufgesetzt. Für die Rekonstruktion der Barockfassaden spendeten etwa 45.000 Bürger aus Berlin, dem übrigen Deutschland und der ganzen Welt insgesamt 105 Millionen Euro. Im November 2020 dankten Bundespräsident Frank-Walter Steinmeier und Kulturstaatsministerin Monika Grütters den Spendern für das Engagement. Für die Rekonstruktion der Balustradenfiguren und der Portaldurchfahrten werden weitere 13 Millionen Euro Spenden benötigt, wovon bis November 2024 bereits 12,7 Millionen Euro beim Förderverein eingingen.
Anfang April 2023 kam die über vier Tonnen schwere Nachbildung der Großen Wappenkartusche von Otto Lessing an ihren Platz über dem Eosanderportal. Unter einer vergoldeten Krone mit Adlern an den Seiten zeigt sie das Wappen Preußens mit Zepter und Reichsapfel, umgeben von der Collane des Schwarzen Adlerordens. Mitte März 2024 wurden auf der Balustrade der Schlosskuppel die drei Meter hohen Sandstein-Skulpturen der alttestamentarischen Propheten Daniel, Hesekiel, Hosea, Jeremia, Jesaja, Jona, Sacharja und Zefanja aufgestellt. Sie ergänzten die Figuren von Moses und Elias, die sich bereits auf den Außenecken der Balustrade des Eosanderportals befanden. In diesem Zusammenhang erhobene Behauptungen, antidemokratische Kräfte hätten Einfluss auf die Rekonstruktionen genommen, wiesen sowohl die Stiftung Humboldt Forum im Berliner Schloss als auch der Förderverein Berliner Schloss als falsch zurück. Im Jahr 2020 wurde das wiedererrichtete Schloss von Stadtbild Deutschland mit dem Preis „Gebäude des Jahres“ ausgezeichnet.
Die Gesamtkosten für das Bauprojekt beliefen sich auf 677 Millionen Euro. Der Baubeginn erfolgte im Jahr 2012, die Fertigstellung im November 2020. Die Brutto-Grundfläche beträgt rund 93.600 m², die Nutzfläche rund 44.300 m². Einschließlich der Höfe hat das Schloss eine Grundfläche von rund 20.500 m². Bis zum Dach ist es 35 m und bis zur Kuppel 70 m hoch. Der Eosanderhof (Foyer) ist 35 m × 35 m, der Stellahof (Passage) 17 m × 77 m und der Schlüterhof 50 m × 80 m groß. Beim Wiederaufbau wurden die Tragwerke so erstellt, dass sie eine spätere Rekonstruktion der bedeutendsten Innenräume des barocken Schlosses ermöglichen, darunter des Großen Treppenhauses sowie der königlichen Paradekammern mit dem Schweizersaal, dem Rittersaal und der Bildergalerie. Anstatt der Rekonstruktion der Attikaskulpturen, die ab Mitte des 19. Jahrhunderts geschaffen wurden, sollen sich neuentworfene Figuren im barocken Stil und „im Geiste Schlüters“ an der Umbauzeit des Schlosses orientieren. Am 24. Juni 2025 wurden die letzten der insgesamt 19 Figuren aufgestellt, womit die Rekonstruktion der historischen Schlossfassade vollendet wurde. Darüber hinaus fordern Bürgervereine die Wiederaufstellung der Rossebändiger vor das Portal IV, nachdem diese nach dem Abriss des Schlosses vor das Kammergericht versetzt wurden. Auch eine Wiederherstellung der in Fragmenten noch erhaltenen Adlersäule an der Lustgartenseite und die Umsetzung des Neptunbrunnens und des Kurfürstendenkmals zur Schloßplatzseite wird gefordert. Zudem befürworten Fachleute die Rekonstruktion des Großen Treppenhauses.

## Rezeption

### Zur Bedeutung des Schlosses
„Von eigentlich classischen Gebäuden, die in ihrer ganzen Idee etwas wirklich Eigenthümliches und vorzüglich Großartiges haben, besitzt Berlin nur zwei: das Königliche Schloß und das Zeughaus. Den Kunstwerth beider verdanken wir Schlüter; sie stehen zugleich als Monumente der Kunst da und werden immer wichtiger, je weniger die Zeit im Stande sein wird, sich auf so große und vollkommene neue Werke einzulassen, und zugleich wird von dieser Seite die Pflicht um so dringender, die geerbten Schätze in ihrer ganzen Herrlichkeit zu erhalten, selbst in den ungünstigsten Zeiten sind die hierauf zu verwendenden Mittel nie als eine überflüssige Verschwendung anzusehen, weil der zwar nur indirecte Nutzen, welcher daraus erwächst, zu allgemein und groß ist.“

„Und dann der Schlüterhof! In der ganzen Welt wüsste ich nichts Vergleichbares an eigenwilliger Originalität zu nennen: nicht sehr groß in den Abmessungen, aber voll großartiger Gestaltung in der kraftvollen Gliederung und Dichte seiner in den gewagtesten Gegensätzen aufgebauten und gerade dadurch zu raumbindender Struktur geformten Schauseiten, denen wieder die Portale mit ihren wuchtigen Säulenstellungen und reich durchfensterten Risaliten sowie dem krönenden Schmuck ihrer Figuren rhythmischer Ordnung voll unvergesslicher Feierlichkeit verleihen.“

„Berlin ist arm an Denkmälern der Vergangenheit, aber es besitzt ein Werk, das sich den größten der Vergangenheit würdig anreiht und in allen Kunstgeschichten der Welt genannt und abgebildet ist: das Berliner Schloss. Sein Schöpfer ist der größte Bildhauer und Architekt in Norddeutschland, Andreas Schlüter. Da steht es, von einer faszinierenden Wucht und Monumentalität, ein Repräsentant des spezifisch norddeutschen Barock, der sich Michelangelos St. Peter in Rom, dem Louvre in Paris würdig zur Seite stellt. Es beherrscht das Zentrum Berlins, den Platz, den es bilden hilft, die Straße, die zu ihm führt, das alte Berlin, das für den, der die Vergangenheit Berlins verkörpert sehen möchte, den Begriff Berlin ausmacht.“

„Machtvoller Ernst spricht aus der Stadtseite, während gelöste Feierlichkeit und weltoffene Anmut über der Gartenseite walten. Nach Eosanders Erweiterungsbau wandte das Schloss statt wie bisher nach Süden nun seine Front nach Westen; mit dem ehemaligen Zeughaus und der Oper Unter den Linden bildete das Schloss ein monumentales Zentrum, wie es nur wenige Hauptstädte besitzen.“

### Zur Zerstörung des Schlosses
„Zerstört man das Berliner Schloss, so vernichtet man eines der gestaltreichsten baulichen Kunstwerke, die unsere Welt nach so vielen Verlusten heute noch ihr Eigen nennen darf. Aus dieser Zeit um die Wende des 17. und 18. Jahrhunderts gibt es in Europa wenig, was diesen Bau in der Kraft und in der eindringlich plastischen Klarheit seiner Fassadengliederung übertreffen könnte.“

„Die Machthaber des östlichen Berlin vernehmen den Ruhm des Schlosses als Misslaute eines längst vergangenen Fürstenkults. Diese haben ihre empfindlichen Trommelfelle irritiert und sollen jetzt zum Verstummen gebracht werden. Sie wollen lieber ihre eigenen Laute hören auf dem Aufmarschplatz, den sie auf dem Grundstück des abgerissenen Schlosses anlegen. Auch dieser öde Platz wird eines Tages wieder ein Denkmal sein, ein Denkmal der Pietätlosigkeit, der Engstirnigkeit und der geistigen Armut.“

„Das Berliner Schloss steht in enger Beziehung zum Stadtbild, und das erweiterte Schloss übernahm es, die beiden Stadtorganismen, das alte Berlin-Cölln und die neuen Gründungen im Westen, miteinander zu verknüpfen. Das Schloss bildete zusammen mit den Monumentalbauten der Linden die städtebaulich bedeutendste Anlage Berlins. So ist das Schloss der Kristallisationspunkt eines Kraftfeldes geworden, den man aus dem Gefüge der Stadt nicht entfernen konnte ohne die Ordnung des Ganzen ins Wanken zu bringen. Es gibt nur eines: den Bau Schlüters und Eosanders an seinem Platze wiederherzustellen und mit ihm die große moralische Kraft, die von der Kunst Andreas Schlüters ausging.“

## Sonstiges
- Das Bernsteinzimmer von Johann Friedrich Eosander befand sich ursprünglich im Schloss. Es war 1701 von Friedrich I. in Auftrag gegeben und 1712 im nordwestlichen Eckraum des zweiten Obergeschosses eingebaut worden, bevor Friedrich Wilhelm I. es 1716 verschenkte.
- Johann Sebastian Bach lernte 1719 im Schloss den Markgrafen Christian Ludwig von Brandenburg kennen. Er widmete ihm die Brandenburgischen Konzerte, die wahrscheinlich 1721 darin aufgeführt wurden, weshalb das Schloss als Bachort gilt.
- Friedrich der Große wurde 1712 im Schloss geboren. Sein Geburtszimmer befand sich im zweiten Obergeschoss des Südflügels, hinter dem dritten Fenster westlich des Innenportals I zum Schlüterhof, und blieb bis zum Zweiten Weltkrieg unverändert erhalten.
- Die Prinzessinnengruppe von Johann Gottfried Schadow stand ursprünglich im Parolesaal des Schlosses. Er lag im ersten Obergeschoss des Nordflügels, hinter den drei Fenstern des Innenportals IV zum Eosanderhof, das heute die nördliche Schmalseite der Passage bildet.
- Die Kranzwerfende Viktoria von Christian Daniel Rauch stand ursprünglich im Weißen Saal des Schlosses. Er lag im zweiten Obergeschoss des Westflügels, nördlich des Eosanderportals. Der Künstler selbst wohnte von 1815 bis 1819 im Schloss.
- Karl Fürst von Hardenberg wirkte als preußischer Reformer im Staatsratssaal des Schlosses. Der von Schinkel gestaltete Raum befand sich im Erdgeschoss des Südflügels, hinter dem dritten bis sechsten Fenster westlich des Außenportals II.
- Alexander von Humboldt las im Teesalon des Schlosses regelmäßig aus seinem Werk Kosmos vor. Der ebenfalls von Schinkel gestaltete Raum befand sich im ersten Obergeschoss des Südflügels, hinter dem dritten und vierten Fenster östlich des Außenportals I.